# 2011 a jogalkotásban
2011-ben az alábbi fontosabb jogszabályokat alkották meg:

## Magyarország

### Törvények (211)
- 2011. évi I. törvény a Magyar Nemzeti Bankról szóló 2001. évi LVIII. törvény módosításáról
- 2011. évi II. törvény az Európa Tanács terrorizmus megelőzéséről szóló, Varsóban, 2005. május 16-án kelt Egyezménye kihirdetéséről
- 2011. évi III. törvény a Magyar Köztársaság és a Bolgár Köztársaság között a bűnözés megelőzésében és leküzdésében történő együttműködésről szóló Megállapodás kihirdetéséről
- 2011. évi IV. törvény az Európai Unió és tagállamai, valamint Grúzia közötti közös légtér létrehozásáról szóló megállapodás kihirdetéséről
- 2011. évi V. törvény az egyrészről az Európai Közösség és tagállamai, másrészről az Indonéz Köztársaság közötti átfogó partnerségi és együttműködési Keretmegállapodás kihirdetéséről
- 2011. évi VI. törvény Az egyrészről az Európai Közösségek és tagállamai, másrészről a Kazah Köztársaság közötti partnerség létrehozásáról szóló Partnerségi és Együttműködési Megállapodás, valamint az ahhoz csatolt jegyzőkönyvek kihirdetéséről
- 2011. évi VII. törvény az egyrészről az Európai Unió és tagállamai, másrészről a Koreai Köztársaság közötti Keretmegállapodás kihirdetéséről
- 2011. évi VIII. törvény az egyrészről az Európai Közösség és tagállamai, másrészről a Koreai Köztársaság közötti kereskedelemről és együttműködésről szóló Keretmegállapodás, valamint az ahhoz csatolt jegyzőkönyv kihirdetéséről
- 2011. évi IX. törvény az egyrészről az Európai Közösség és annak tagállamai, másrészről a Mexikói Egyesült Államok közötti gazdasági partnerségi, politikai koordinációs és együttműködési megállapodás, valamint az ahhoz csatolt jegyzőkönyvek kihirdetéséről
- 2011. évi X. törvény az egyrészről az Európai Közösségek és tagállamai, másrészről az Örmény Köztársaság közötti partnerség létrehozásáról szóló Partnerségi és Együttműködési Megállapodás, valamint az ahhoz csatolt jegyzőkönyvek kihirdetéséről
- 2011. évi XI. törvény az egyrészről az Európai Közösségek és tagállamai, másrészről az az Üzbég Köztársaság közötti partnerség létrehozásáról szóló Partnerségi és Együttműködési Megállapodás, valamint az ahhoz csatolt jegyzőkönyvek kihirdetéséről
- 2011. évi XII. törvény az egyrészről az Európai Közösségek és tagállamai, másrészről a Jordán Hasimita Királyság közötti társulás létrehozásáról szóló Euro-mediterrán Megállapodás, valamint az ahhoz csatolt módosítások kihirdetéséről
- 2011. évi XIII. törvény a Nyugdíjreform és Adósságcsökkentő Alappal, valamint a szabad nyugdíjpénztár-választás lebonyolításával összefüggő törvények módosításáról
- 2011. évi XIV. törvény a polgárok személyi adatainak és lakcímének nyilvántartásáról szóló 1992. évi LXVI. törvény, a magyar állampolgárságról szóló 1993. évi LV. törvény és az anyakönyvi eljárásról szóló 2010. évi I. törvény módosításáról
- 2011. évi XV. törvény az egyrészről az Európai Közösségek és azok tagállamai, másrészről a Tunéziai Köztársaság közötti euro-mediterrán megállapodás, valamint az ahhoz csatolt jegyzőkönyv kihirdetéséről.
- 2011. évi XVI. törvény a 2006 őszi tömegoszlatásokkal összefüggő elítélések orvoslásáról
- 2011. évi XVII. törvény a Magyar Köztársaság Kormánya és a Horvát Köztársaság Kormánya között a közös államhatár mentén lévő szénhidrogén-előfordulások közös kutatásáról és kitermeléséről szóló Megállapodás kihirdetéséről
- 2011. évi XVIII. törvény a bírósági végrehajtásról szóló 1994. évi LIII. törvény módosításáról
- 2011. évi XIX. törvény a sajtószabadságról és a médiatartalmak alapvető szabályairól szóló 2010. évi CIV. törvény és a médiaszolgáltatásokról és a tömegkommunikációról szóló 2010. évi CLXXXV. törvény módosításáról
- 2011. évi XX. törvény az államhatárról szóló 2007. évi LXXXIX. törvény módosításáról
- 2011. évi XXI. törvény a tűz elleni védekezésről, a műszaki mentésről és a tűzoltóságról szóló 1996. évi XXXI. törvény, valamint az épített környezet alakításáról és védelméről szóló 1997. évi LXXVIII. törvény módosításáról
- 2011. évi XXII. törvény egyes törvényeknek a vízkárelhárítás hatékonyabbá tételével összefüggő módosításáról
- 2011. évi XXIII. törvény az egészségügyben működő szakmai kamarákról szóló 2006. évi XCVII. törvény módosításáról
- 2011. évi XXIV. törvény az Európai Rendőrségi Hivatallal, a személy- és vagyonvédelmi, valamint a magánnyomozói tevékenységgel, a lőfegyverrel és a pirotechnikával kapcsolatos törvények jogharmonizációs célú módosításáról
- 2011. évi XXV. törvény a Nemzetközi Korrupcióellenes Akadémia nemzetközi szervezetként való létrehozásáról szóló Megállapodás kihirdetéséről
- 2011. évi XXVI. törvény az egyrészről az Európai Közösségek és tagállamai, másrészről a Tádzsik Köztársaság közötti partnerség létrehozásáról szóló partnerségi és együttműködési megállapodáshoz a Bolgár Köztársaságnak és Romániának a partnerségi és együttműködési megállapodáshoz történő csatlakozásának figyelembevételéről szóló Jegyzőkönyv kihirdetéséről
- 2011. évi XXVII. törvény a Magyar Köztársaság Kormánya és a Horvát Köztársaság Kormánya között a kötelező kőolaj- és kőolajtermék készletek kölcsönös tárolásáról szóló megállapodás kihirdetéséről
- 2011. évi XXVIII. törvény az egyrészről az Európai Unió és tagállamai, másrészről a Jordán Hasimita Királyság közötti euromediterrán légiközlekedési megállapodás kihirdetéséről
- 2011. évi XXIX. törvény az energetikai tárgyú törvények módosításáról
- 2011. évi XXX. törvény Egyes közszolgálati tárgyú törvények módosításáról
- 2011. évi XXXI. törvény Az államháztartásról szóló 1992. évi XXXVIII. törvény módosításáról
- 2011. évi XXXII. törvény a Magyar Köztársaság 2011. évi költségvetéséről szóló 2010. évi CLXIX. törvény módosításáról
- 2011. évi XXXIII. törvény a kis- és középvállalkozásokról, fejlődésük támogatásáról szóló 2004. évi XXXIV. törvény módosításáról
- 2011. évi XXXIV. törvény a Magyar Köztársaság területén szolgálati céllal tartózkodó külföldi fegyveres erők, valamint a Magyar Köztársaság területén felállított nemzetközi katonai parancsnokságok és állományuk nyilvántartásáról, valamint jogállásukhoz kapcsolódó egyes rendelkezésekről
- 2011. évi XXXV. törvény az általános forgalmi adóról szóló 2007. évi CXXVII. törvény módosításáról
- 2011. évi XXXVI. törvény A Nemzeti Közszolgálati Egyetem létesítéséről
- 2011. évi XXXVII. törvény A Nemzetközi Vasúti Árufuvarozásról szóló Megállapodás (SzMGSz) és Mellékletei módosításokkal és kiegészítésekkel egységes szerkezetben történő kihirdetéséről
- 2011. évi XXXVIII. törvény A jogalkotásról szóló 2010. évi CXXX. törvény módosításáról
  - A Magyar Közlöny 2011. évi 43. száma: Magyarország Alaptörvénye
- 2011. évi XXXIX. törvény A Magyar Köztársaság és az Amerikai Egyesült Államok között létrejött, légimarsallok alkalmazásáról szóló Megállapodás kihirdetéséről
- 2011. évi XL. törvény A Büntető Törvénykönyvről szóló 1978. évi IV. törvény módosításáról
- 2011. évi XLI. törvény A nemdohányzók védelméről és a dohánytermékek fogyasztásának, forgalma-zásának egyes szabályairól szóló 1999. évi XLII. törvény módosításáról
- 2011. évi XLII. törvény Az egyrészről az Európai Közösségek és tagállamai, másrészről a Kirgiz Köztársaság közötti partnerség létrehozásáról szóló Partnerségi és Együttműködési Megállapodás, valamint az ahhoz csatolt jegyzőkönyvek kihirdetéséről
- 2011. évi XLIII. törvény A szabad nyugdíjpénztár-választás lebonyolításával összefüggő egyes törvények módosításáról
- 2011. évi XLIV. törvény A nemzetközi közúti fuvarozást végző járművek személyzetének munkájáról szóló Európai Megállapodás (AETR), 2003. május 27. napján kelt negyedik módosításának, a 2005. június 24. napján kelt ötödik módosításának, valamint a 2009. március 20-án kelt hatodik módosításának kihirdetéséről
- 2011. évi XLV. törvény A Nemzetközi Távközlési Egyesület 1992. évi genfi Meghatalmazottak Rendkívüli Értekezletén aláírt Alapokmányának és Egyezményének az 1994. évi kiotói, az 1998. évi minneapolisi, a 2002. évi marrakesh-i és a 2006. évi antalyai Meghatalmazotti Értekezleteken történt módosításokkal egységes szerkezetbe foglalt kihirdetéséről, valamint a Nemzetközi Távközlési Egyesület 1992. évi genfi Meghatalmazottak Rendkívüli Értekezletén aláírt Fakultatív Jegyzőkönyv kihirdetéséről
- 2011. évi XLVI. törvény Az egyes gazdasági és pénzügyi tárgyú törvények megalkotásáról, illetve módosításáról szóló 2010. évi XC. törvény módosításáról
- 2011. évi XLVII. törvény A {közpénz}ekből nyújtott támogatások átláthatóságáról szóló 2007. évi CLXXXI. törvény módosításáról
- 2011. évi XLVIII. törvény Az Egyesült Nemzetek keretében, Palermóban, 2000. december 14-én létrejött, a nemzetközi szervezett bűnözés elleni Egyezménynek a tűzfegyverek, azok részei és alkatrészei, valamint a lőszerek tiltott előállítása és kereskedelme elleni fellépésről szóló, 2001. május 31-én elfogadott Jegyzőkönyve kihirdetéséről
- 2011. évi XLIX. törvény Az anyakönyvekről, a házasságkötési eljárásról és a névviselésről szóló 1982.évi 17. törvényerejű rendelet és az anyakönyvi eljárásról szóló 2010.évi I. törvény módosításáról
- 2011. évi L. törvény A közterület rendjének fenntartása érdekében szükséges egyes törvények módosításáról
- 2011. évi LI. törvény Az állami vagyonról szóló 2007. évi CVI. törvény módosításáról
- 2011. évi LIII. törvény A településiönkormányzatok többcélú kistérségi társulásáról szóló 2004. évi CVII. törvény módosításáról
- 2011. évi LIV. törvény A sportról szóló 2004. évi I. törvény módosításáról
- 2011. évi LV. törvény Az Európai Unió által elrendelt pénzügyi és vagyoni korlátozó intézkedések végrehajtásáról, valamint ehhez kapcsolódóan egyes törvények módosításáról szóló 2007. évi CLXXX. törvény módosításáról
- 2011. évi LXI. törvény A Magyar Köztársaság Alkotmányáról szóló 1949. évi XX. törvénynek az Alaptörvénnyel összefüggő egyes átmeneti rendelkezések megalkotása érdekében szükséges módosításáról
- 2011. évi LXII. törvény Az Alkotmánybíróságról szóló 1989. évi XXXII. törvény módosításáról
- 2011. évi LXXV. törvény A devizakölcsönök törlesztési árfolyamának rögzítéséről és a lakóingatlanok kényszerértékesítésének rendjéről
- 2011. évi LXXVI. törvény A lakásszövetkezetekről szóló 2004. évi CXV. törvény, valamint a társasházakról szóló 2003. évi CXXXIII. törvény módosításáról
- 2011. évi LXXVII. törvény A világörökségről
- 2011. évi LXXXI. törvény Az egyes egészségügyi tárgyú törvények módosításáról
- 2011. évi LXXXII. törvény A sport támogatásával összefüggő egyes törvények módosításáról
- 2011. évi LXXXIII. törvény A Magyar Köztársaság és a Dán Királyság között, a jövedelemadók területén a kettős adóztatás elkerüléséről és az adóztatás kijátszásának megakadályozásáról szóló, Budapesten, 2011. április 27. napján aláírt Egyezmény kihirdetéséről
- 2011. évi LXXXIV. törvény A Magyar Köztársaság és a Németországi Szövetségi Köztársaság között a jövedelem- és a vagyonadók területén a kettős adóztatás elkerüléséről és az adóztatás kijátszásának megakadályozásáról szóló, Budapesten, 2011. február 28. napján aláírt Egyezmény kihirdetéséről
- 2011. évi LXXXV. törvény A környezetvédelmi termékdíjról
- 2011. évi LXXXVI. törvény Az előadó-művészeti szervezetek támogatásáról és sajátos foglalkoztatási szabályairól szóló 2008. évi XCIX. törvény módosításáról
- 2011. évi LXXXVII. törvény Az atomenergiáról szóló 1996. évi CXVI. törvény, valamint a fegyveres biztonsági őrségről, a természetvédelmi és a mezei őrszolgálatról szóló 1997. évi CLIX. törvény módosításáról
- 2011. évi LXXXVIII. törvény a Budapesti Agglomeráció Területrendezési Tervéről szóló 2005. évi LXIV. törvény módosításáról
- 2011. évi LXXXIX. törvény az egyes eljárási és az igazságszolgáltatást érintő egyéb törvények módosításáról
- 2011. évi XC. törvény a helyi önkormányzatok adósságrendezési eljárásával összefüggő egyes törvények módosításáról
- 2011. évi XCI. törvény az egyes közlekedési tárgyú törvények módosításáról
- 2011. évi XCII. törvény a közúti közlekedési nyilvántartásról szóló 1999. évi LXXXIV. törvény módosításáról
- 2011. évi XCIII. törvény a Nemzeti Gazdasági és Társadalmi Tanácsról
- 2011. évi XCIV. törvény egyes fémek begyűjtésével és értékesítésével összefüggő visszaélések visszaszorításáról szóló 2009. évi LXI. törvény módosításáról
- 2011. évi XCV. törvény egyes agrár- és környezetvédelmi tárgyú törvények módosításáról
- 2011. évi XCVI. törvény egyes gazdasági tárgyú törvények módosításáról
- 2011. évi XCVII. törvény az Európai Unió és tagállamai, másrészről a Koreai Köztársaság közötti Szabadkereskedelmi Megállapodás kihirdetéséről
- 2011. évi XCVIII. törvény egyes választási törvények módosításáról
- 2011. évi XCIX. törvény az alacsony keresetű munkavállalók bérének emelését ösztönző egyes törvények módosításáról
- 2011. évi C. törvény a lelkiismereti és vallásszabadság jogáról, valamint az egyházak, vallásfelekezetek és vallási közösségek jogállásáról
- 2011. évi CI. törvény egyes földügyi tárgyú törvények módosításáról
- 2011. évi CII. törvény a szabályozott ingatlanbefektetési társaságokról
- 2011. évi CIII. törvény a népegészségügyi termékadóról
- 2011. évi CIV. törvény a sporthuliganizmus jelensége elleni fellépés érdekében szükséges egyes törvények módosításáról
- 2011. évi CV. törvény egyes munkaügyi tárgyú és más kapcsolódó törvények jogharmonizációs célú módosításáról
- 2011. évi CVI. törvény a közfoglalkoztatásról és a közfoglalkoztatáshoz kapcsolódó, valamint egyéb törvények módosításáról
- 2011. évi CVII. törvény egyes elektronikus hírközlési tárgyú törvények módosításáról
- 2011. évi CVIII. törvény a közbeszerzésekről
- 2011. évi CIX. törvény a Magyar Művészeti Akadémiáról
- 2011. évi CX. törvény a köztársasági elnök jogállásáról és javadalmazásáról
- 2011. évi CXI. törvény az alapvető jogok biztosáról
- 2011. évi CXII. törvény az információs önrendelkezési jogról és az információszabadságról
- 2011. évi CXIII. törvény a honvédelemről és a Magyar Honvédségről, valamint a különleges jogrendben bevezethető intézkedésekről
- 2011. évi CXIV. törvény a Magyar Köztársaság 2011. évi költségvetéséről szóló 2010. évi CLXIX. törvény módosításáról
- 2011. évi CXV. törvény a nemzetgazdasági szempontból kiemelt jelentőségű gazdálkodó szervezetek csődeljárásának és felszámolásának különleges szabályairól és az azzal összefüggő törvénymódosításokról
- 2011. évi CXVI. törvény A devizakölcsönök törlesztési árfolyamának rögzítéséről és a lakóingatlanok kényszerértékesítésének rendjéről szóló 2011. évi LXXV. törvény módosításáról [1]
- 2011. évi CXVII. törvény a Magyar Köztársaság és Ausztrália között a szociális biztonságról szóló Egyezmény kihirdetéséről
- 2011. évi CXVIIII. törvény a Magyar Köztársaság és Mongólia között a szociális biztonságról szóló Egyezmény kihirdetéséről, valamint a 29/1974. (VII. 10.) MT rendelet által kihirdetett, a Magyar Népköztársaság Kormánya és a Mongol Népköztársaság Kormánya között az 1972. évi december hó 20. napján Budapesten aláírt egészségügyi együttműködési egyezmény megszüntetéséről
- 2011. évi CXIX. törvény a Magyar Köztársaság Kormánya és a Szlovák Köztársaság Kormánya között a közös államhatárt keresztező szénhidrogén szállító vezetékek építésével, üzemeltetésével, fenntartásával, rekonstrukciójával és üzemzavar-elhárításával kapcsolatos együttműködésről szóló Megállapodás kihirdetéséről
- 2011. évi CXX. törvény az egyrészről az Amerikai Egyesült Államok, másrészről az Európai Unió és tagállamai, harmadrészről Izland és negyedrészről a Norvég Királyság közötti légiközlekedési megállapodás kihirdetéséről
- 2011. évi CXXI. törvény az otthonvédelemmel összefüggő egyes törvények módosításáról
- 2011. évi CXXII. törvény a központi hitelinformációs rendszerről
- 2011. évi CXXIII. törvény az általános forgalmi adóról szóló 2007. évi CXXVII. törvény jogharmonizációs módosításáról és az adó-visszaigénylés különös eljárási szabályairól
- 2011. évi CXXIV. törvény Az államháztartásról szóló 1992. évi XXXVIII. törvény módosításáról
- 2011. évi CXXV. törvény Az államháztartás stabilitását elősegítő egyes adótörvények módosításáról
- 2011. évi CXXVI. törvény a távhőszolgáltatásról szóló 2005. évi XVIII. törvény és az árak megállapításáról szóló 1990. évi LXXXVII. törvény módosításáról
- 2011. évi CXXVII. törvény az egyrészről az Amerikai Egyesült Államok, másrészről az Európai Unió és tagállamai, harmadrészről Izland és negyedrészről a Norvég Királyság közötti légiközlekedési megállapodás alkalmazásáról szóló, egyrészről az Európai Unió és tagállamai, másrészről Izland és harmadrészről a Norvég Királyság közötti kiegészítő megállapodás kihirdetéséről
- 2011. évi CXXVIII. törvény a katasztrófavédelemről és a hozzá kapcsolódó egyes törvények módosításáról
- 2011. évi CXXIX. törvény a közbeszerzésekről szóló 2003. évi CXXIX. törvény módosításáról
- 2011. évi CXXX. törvény az otthonvédelmi intézkedések kiterjesztése kapcsán a hitelintézetekről és a pénzügyi vállalkozásokról szóló 1996. évi CXII. törvény módosításáról
- 2011. évi CXXXI. törvény a bírósági eljárások ésszerű időn belül való befejezésének biztosítása érdekében egyes bírói álláshelyek betöltésének átmeneti szabályairól
- 2011. évi CXXXII. törvény a Nemzeti Közszolgálati Egyetemről, valamint a közigazgatási, rendészeti és katonai felsőoktatásról
- 2011. évi CXXXIII. törvény a Magyar Köztársaság 2010. évi költségvetésének végrehajtásáról
- 2011. évi CXXXIV. törvény az uzsorával összefüggő egyes törvények módosításáról
- 2011. évi CXXXV. törvény a kereskedelemről szóló 2005. évi CLXIV. törvény módosításáról
- 2011. évi CXXXVI. törvény „Civitas Invicta” – Szigetvár, a leghősiesebb városról
- 2011. évi CXXXVII. törvény a Magyar Köztársaság Kormánya és a Horvát Köztársaság Kormánya között az energiaellátás biztonságának növelése érdekében történő együttműködésről szóló Megállapodás kihirdetéséről
- 2011. évi CXXXVIII. törvény az EUROFIMA Európai Vasúti Gördülőállomány-finanszírozási Társaság alapításáról szóló Egyezmény és Kiegészítő Jegyzőkönyve kihirdetéséről
- 2011. évi CXXXIX. törvény a Bernben, 1980. május 9-én kelt, Nemzetközi Vasúti Fuvarozási Egyezmény (COTIF) módosításáról Vilniusban elfogadott, 1999. június 3-án kelt Jegyzőkönyv E, F és G Függelékeinek kihirdetéséről
- 2011. évi CXL. törvény a közalkalmazottak jogállásáról szóló 1992. évi XXXIII. törvény módosításáról
- 2011. évi CXLI. törvény a Nemzeti Adó- és Vámhivatalról szóló 2010. évi CXXII. törvény és egyes kapcsolódó törvények módosításáról
- 2011. évi CXLII. törvény az Országos Rádió és Televízió Testület, valamint jogutódja a Nemzeti Média- és Hírközlési Hatóság Médiatanácsa 2010. évi költségvetésének végrehajtásáról
- 2011. évi CXLIII. törvény a kínzás és más kegyetlen, embertelen vagy megalázó bánásmód vagy büntetés elleni egyezmény fakultatív jegyzőkönyvének kihirdetéséről
- 2011. évi CXLIV. törvény a Magyar Köztársaság és Nagy-Britannia és Észak-Írország Egyesült Királysága között a jövedelem- és a tőkenyereség-adók területén a kettős adóztatás elkerüléséről és az adóztatás kijátszásának megakadályozásáról szóló, Budapesten, 2011. szeptember 7. napján aláírt Egyezmény kihirdetéséről
- 2011. évi CXLV. törvény a Magyar Köztársaság és a Mexikói Egyesült Államok között, a jövedelemadók területén a kettős adóztatás elkerüléséről és az adóztatás kijátszásának megakadályozásáról szóló, Mexikóvárosban, 2011. június 24. napján aláírt Egyezmény kihirdetéséről
- 2011. évi CXLVI. törvény a Magyar Köztársaság Alkotmányáról szóló 1949. évi XX. törvény módosításáról
- 2011. évi CXLVII. törvény az otthonvédelmi intézkedésekkel kapcsolatos egyes törvények módosításáról
- 2011. évi CXLVIII. törvény a kölcsönök kamatai és a teljes hiteldíj mutató korlátozása, valamint az átlátható árazás biztosítása érdekében az egyes pénzügyi tárgyú törvények módosításáról
- 2011. évi CXLIX. törvény a kulturális örökség védelméről szóló 2001. évi LXIV. törvény módosításáról
- 2011. évi CL. törvény az egyes büntető vonatkozású törvények módosításáról
- 2011. évi CLI. törvény az Alkotmánybíróságról
- 2011. évi CLII. törvény a Közép-európai légiforgalmi szolgálatokról (CEATS) szóló Megállapodások felmondásáról rendelkező CEATS Felmondási Megállapodás kihirdetéséről
- 2011. évi CLIII. törvény a szabálysértésekről szóló 1999. évi LXIX. törvény módosításáról
- 2011. évi CLIV. törvény a megyei önkormányzatok konszolidációjáról, a megyei önkormányzati intézmények és a Fővárosi Önkormányzat egyes egészségügyi intézményeinek átvételéről
- 2011. évi CLV. törvény a szakképzési hozzájárulásról és a képzés fejlesztésének támogatásáról
- 2011. évi CLVI. törvény egyes adótörvények és azzal összefüggő egyéb törvények módosításáról
- 2011. évi CLVII. törvény az Európai Hagyományos Fegyveres Erőkről szóló Szerződés és kiegészítő dokumentumai Orosz Föderáció viszonylatában való részleges felfüggesztéséről
- 2011. évi CLVIII. törvény az állatok védelméről és kíméletéről szóló 1998. évi XXVIII. törvény módosításáról
- 2011. évi CLIX. törvény a Magyar Köztársaság Alkotmányáról szóló 1949. évi XX. törvény módosításáról
- 2011. évi CLX. törvény a Nemzeti Kulturális Alapról szóló 1993. évi XXIII. törvény módosításáról
- 2011. évi CLXI. törvény a bíróságok szervezetéről és igazgatásáról
- 2011. évi CLXII. törvény a bírák jogállásáról és javadalmazásáról
- 2011. évi CLXIII. törvény az ügyészségről
- 2011. évi CLXIV. törvény a legfőbb ügyész, az ügyészek és más ügyészségi alkalmazottak jogállásáról és az ügyészi életpályáról
- 2011. évi CLXV. törvény a polgárőrségről és a polgárőri tevékenység szabályairól
- 2011. évi CLXVI. törvény Magyarország 2012. évi költségvetését megalapozó egyes törvények módosításáról
- 2011. évi CLXVII. törvény a korhatár előtti öregségi nyugdíjak megszüntetéséről, a korhatár előtti ellátásról és a szolgálati járandóságról
- 2011. évi CLXVIII. törvény a mezőgazdasági termelést érintő időjárási és más természeti kockázatok kezeléséről
- 2011. évi CLXIX. törvény a mozgóképről szóló 2004. évi II. törvény módosításáról
- 2011. évi CLXX. törvény a hitelszerződésből eredő kötelezettségeiknek eleget tenni nem tudó természetes személyek lakhatásának biztosításáról
- 2011. évi CLXXI. törvény a nemzetbiztonsági szolgálatokról szóló 1995. évi CXXV. törvény katonai nemzetbiztonsági szolgálatok összevonásával kapcsolatos módosításáról, valamint az azzal összefüggő további törvénymódosításokról
- 2011. évi CLXXII. törvény a [sport]ról szóló 2004. évi I. törvény módosításáról
- 2011. évi CLXXIII. törvény a szellemi tulajdonra vonatkozó egyes törvények módosításáról
- 2011. évi CLXXIV. törvény a közigazgatási hatósági eljárás és szolgáltatás általános szabályairól szóló 2004. évi CXL. törvény és egyes kapcsolódó törvények, valamint a miniszteri hatósági hatáskörök felülvizsgálatával összefüggő egyes törvények módosításáról
- 2011. évi CLXXV. törvény az egyesülési jogról, a közhasznú jogállásról, valamint a civil szervezetek működéséről és támogatásáról
- 2011. évi CLXXVI. törvény az egyes egészségügyi tárgyú törvények módosításáról
- 2011. évi CLXXVII. törvény az egyes honvédelmi kötelezettségek teljesítéséről, az azokkal kapcsolatos katonai igazgatási feladatokról, a hadköteles nyilvántartás vezetése, a gazdasági és anyagi szolgáltatások biztosítása érdekében teljesítendő adatszolgáltatásokról és a honvédelmi ágazatban használt igazolványokkal kapcsolatos adatkezelésről
- 2011. évi CLXXVIII. törvény a látvány-csapatsport támogatásával kapcsolatos egyes törvények módosításáról
- 2011. évi CLXXIX. törvény a nemzetiségek jogairól
- 2011. évi CLXXX. törvény a bírósági végrehajtással kapcsolatos és egyéb igazságügyi tárgyú törvények módosításáról
- 2011. évi CLXXXI. törvény a civil szervezetek bírósági nyilvántartásáról és az ezzel összefüggő eljárási szabályokról
- 2011. évi CLXXXII. törvény egyes energetikai tárgyú törvények módosításáról
- 2011. évi CLXXXIII. törvény a Nemzeti Média- és Hírközlési Hatóság 2012. évi egységes költségvetéséről
- 2011. évi CLXXXIV. törvény a fegyveres szervek hivatásos állományú tagjainak szolgálati viszonyáról szóló 1996. évi XLIII. törvény közszolgálati életpályák összehangolásával összefüggő, valamint egyes munkaügyi tárgyú törvények módosításáról
- 2011. évi CLXXXV. törvény a villamos energiáról szóló 2007. évi LXXXVI. törvény módosításáról
- 2011. évi CLXXXVI. törvény Esztergom Város Önkormányzata egyes intézményeinek átvételéről
- 2011. évi CLXXXVII. törvény a szakképzésről
- 2011. évi CLXXXVIII. törvény Magyarország 2012. évi központi költségvetéséről
- 2011. évi CLXXXIX. törvény Magyarország helyi önkormányzatairól
- 2011. évi CXC. törvény a nemzeti köznevelésről
- 2011. évi CXCI. törvény a megváltozott munkaképességű személyek ellátásairól és egyes törvények módosításáról
- 2011. évi CXCII. törvény a Magyar Honvédség hivatásos és szerződéses állományú katonáinak jogállásáról szóló 2001. évi XCV. törvény és más törvények szolgálati viszonnyal kapcsolatos módosításáról
- 2011. évi CXCIII. törvény A befektetési alapkezelőkről és a kollektív befektetési formákról
- 2011. évi CXCIV. törvény Magyarország gazdasági stabilitásáról
- 2011. évi CXCV. törvény Az államháztartásról
- 2011. évi CXCVI. törvény A nemzeti vagyonról
- 2011. évi CXCVII. törvény A csődeljárásról és a felszámolási eljárásról szóló 1991. évi XLIX. törvény, a gazdasági társaságokról szóló 2006. évi IV. törvény, a cégnyilvánosságról, a bírósági cégeljárásról és a végelszámolásról szóló 2006. évi V. törvény, továbbá az ezekkel összefüggő egyes törvények módosításáról
- 2011. évi CXCVIII. törvény A területfejlesztéssel és a területrendezéssel összefüggő egyes törvények módosításáról
- 2011. évi CXCIX. törvény A közszolgálati tisztviselőkről
- 2011. évi CC. törvény A nemzeti mobil fizetési rendszerről
- 2011. évi CCI. törvény Egyes törvények Alaptörvénnyel összefüggő módosításáról
- 2011. évi CCII. törvény Magyarország címerének és zászlajának használatáról, valamint állami kitüntetéseiről
- 2011. évi CCIII. törvény Az országgyűlési képviselők választásáról
- 2011. évi CCIV. törvény A nemzeti felsőoktatásról
- 2011. évi CCV. törvény Az igazságszolgáltatást érintő egyes törvények módosításáról
- MAGYARORSZÁG ALAPTÖRVÉNYÉNEK ÁTMENETI RENDELKEZÉSEI (2011. december 31.) A KOMMUNISTA DIKTATÚRÁBÓL A DEMOKRÁCIÁBA VALÓ ÁTMENETRŐL
- 2011. évi CCVI. törvény A lelkiismereti és vallásszabadság jogáról, valamint az egyházak, vallásfelekezetek és vallási közösségek jogállásáról
- 2011. évi CCVII. törvény Egyes rendvédelmi tárgyú törvények módosításáról, valamint az azzal összefüggő további törvénymódosításokról
- 2011. évi CCVIII. törvény A Magyar Nemzeti Bankról
- 2011. évi CCIX. törvény A víziközmű-szolgáltatásról
- 2011. évi CCX. törvény Az emberiesség elleni bűncselekmények büntetendőségéről és elévülésének kizárásáról, valamint a kommunista diktatúrában elkövetett egyes bűncselekmények üldözéséről
- 2011. évi CCXI. törvény A családok védelméről

### Országgyűlési határozatok (98)
- 1/2011. (II. 18.) OGY határozat az Országgyűlés bizottságainak létrehozásáról, tisztségviselőinek és tagjainak megválasztásáról szóló 23/2010. (V. 14.) OGY határozat módosításáról
- 2/2011. (II. 18.) OGY határozat Arnóth Sándor országgyűlési képviselő mentelmi ügyében
- 3/2011. (II. 18.) OGY határozat dr. György István országgyűlési képviselő mentelmi ügyében
- 4/2011. (II. 18.) OGY határozat Meggyes Tamás országgyűlési képviselő mentelmi ügyében
- 5/2011. (II. 23.) OGY határozat az Országgyűlés tisztségviselőinek megválasztásáról szóló 22/2010. (V. 14.) OGY határozat módosításáról
- 6/2011. (II. 23.) OGY határozat az Országgyűlés bizottságainak létrehozásáról, tisztségviselőinek és tagjainak megválasztásáról szóló 23/2010. (V. 14.) OGY határozat módosításáról
- 7/2011. (III. 2.) OGY határozat az afganisztáni Nemzetközi Biztonsági Közreműködő Erők (ISAF) műveleteiben történő magyar katonai szerepvállalásról szóló egyes kormányhatározatok módosításáról szóló 1242/2010. (XI. 17.) Korm. határozatban foglalt döntésekről szóló beszámoló elfogadásáról
- 8/2011. (III. 2.) OGY határozat az Országgyűlés bizottságainak létrehozásáról, tisztségviselőinek és tagjainak megválasztásáról szóló 23/2010. (V. 14.) OGY határozat módosításáról
- 9/2011. (III. 9.) OGY határozat az új Alkotmány elfogadásának előkészítéséről
- 10/2011. (III. 9.) OGY határozat a Magyar Köztársaság Országgyűlésének Házszabályáról szóló 46/1994. (IX. 30.) OGY határozat módosításáról
- 11/2011. (III. 9.) OGY határozat a Magyar Nemzeti Bank monetáris tanácsa tagjainak megválasztásáról
- 12/2011. (III. 9.) OGY határozat a Borsod-Abaúj-Zemplén megyében kihirdetett veszélyhelyzet meghosszabbításának engedélyezéséről
- 13/2011. (III. 9.) OGY határozat a 2010. október 6-án kihirdetett veszélyhelyzet meghosszabbításának engedélyezéséről
- 14/2011. (III. 9.) OGY határozat az Országos Választási Bizottságnak a helyi önkormányzati képviselők és polgármesterek, valamint a települési kisebbségi önkormányzati képviselők 2010. október 3-án megtartott választásáról szóló jelentése elfogadásáról
- 15/2011. (III. 9.) OGY határozat a közigazgatási és igazságügyi miniszternek a helyi önkormányzati képviselők és polgármesterek 2010. október 3-án megtartott választása megszervezésével és lebonyolításával kapcsolatos állami feladatok végrehajtásáról szóló jelentése elfogadásáról
- 16/2011. (III. 9.) OGY határozat az Országos Választási Bizottságnak a területi és az országos kisebbségi önkormányzati képviselők 2011. január 9-én megtartott választásáról szóló jelentése elfogadásáról
- 17/2011. (III. 9.) OGY határozat az Országgyűlés bizottságainak létrehozásáról, tisztségviselőinek és tagjainak megválasztásáról szóló 23/2010. (V. 14.) OGY határozat módosításáról
- 18/2011. (III. 9.) OGY határozat Borbély Lénárd országgyűlési képviselő mentelmi ügyében
- 19/2011. (III. 9.) OGY határozat dr. Budai Gyula országgyűlési képviselő mentelmi ügyében
- 20/2011. (III. 9.) OGY határozat Kiss Attila országgyűlési képviselő mentelmi ügyében
- 21/2011. (III. 9.) OGY határozat Tamás Barnabás országgyűlési képviselő mentelmi ügyében
- 22/2011. (III. 22.) OGY határozat a Magyar Nemzeti Bank monetáris tanácsa tagjainak megválasztásáról szóló 11/2011. (III. 9.) OGY határozat módosításáról
- 23/2011. (IV. 12.) OGY határozat a Magyar Államvasutak Zrt. jelenlegi gazdasági helyzetéhez vezető, 2002-2010 közötti – kiemelten a MÁV Zrt. szerkezetátalakítására és a leánytársaságok privatizációjára vonatkozó – döntések vizsgálatára létrehozott országgyűlési vizsgálóbizottság tisztségviselőinek és tagjainak megválasztásáról szóló 116/2010. (XI. 25.) OGY határozat módosításáról
- 24/2011. (IV. 28.) OGY határozat Meggyes Tamás országgyűlési képviselő mentelmi ügyében
- 25/2011. (IV. 28.) OGY határozat dr. Staudt Gábor országgyűlési képviselő mentelmi ügyében
- 26/2011. (V. 6.) OGY határozat az afganisztáni Nemzetközi Biztonsági Közreműködő Erők (ISAF) műveleteiben történő magyar katonai szerepvállalással összefüggő egyes kormányhatározatok módosításáról szóló 1078/2011. (III. 30.) Korm. határozatban foglalt döntésekről szóló beszámoló elfogadásáról
- 27/2011. (V. 12.) OGY határozat az Országgyűlés bizottságainak létrehozásáról, tisztségviselőinek és tagjainak megválasztásáról szóló 23/2010. (V. 14.) OGY határozat módosításáról
- 28/2011. (V. 26.) OGY határozat népi kezdeményezésről
- 29/2011. (V. 26.) OGY határozat dr. Budai Gyula országgyűlési képviselő mentelmi ügyében
- 30/2011. (V. 26.) OGY határozat Gelencsér Attila országgyűlési képviselő mentelmi ügyében
- 31/2011. (V. 26.) OGY határozat Káli Sándor országgyűlési képviselő mentelmi ügyében
- 32/2011. (V. 26.) OGY határozat Meggyes Tamás országgyűlési képviselő mentelmi ügyében
- 33/2011. (V. 26.) OGY határozat szeptember 5-ének, Calcuttai Teréz anya halála napjának az ENSZ Közgyűlése által a Jótékonyság Világnapjává történő nyilvánítása kezdeményezéséről
- 34/2011. (VI. 7.) OGY határozat az egyenruhás bűnözés folyamatát, hátterét és a gyöngyöspatai eseményeket feltáró, valamint az egyenruhás bűnözés felszámolását elősegítő eseti bizottság felállításáról
- 35/2011. (VI. 7.) OGY határozat az Országgyűlés bizottságainak létrehozásáról, tisztségviselőinek és tagjainak megválasztásáról szóló 23/2010. (V. 14.) OGY határozat módosításáról
- 36/2011. (VI. 15.) OGY határozat a Magyar Köztársaság Országgyűlésének Házszabályáról szóló 46/1994. (IX. 30.) OGY határozat módosításáról
- 37/2011. (VI. 15.) OGY határozat az Alkotmánybíróság tagjait jelölő eseti bizottság létrehozásáról szóló 52/2010. (VII. 14.) OGY határozat módosításáról
- 38/2011. (VI. 15.) OGY határozat az Alkotmánybíróság tagjait jelölő eseti bizottság tisztségviselőinek és tagjainak megválasztásáról szóló 53/2010. (VII. 14.) OGY határozat módosításáról
- 39/2011. (VI. 24.) OGY határozat az egyenruhás bűnözés folyamatát, hátterét és a gyöngyöspatai eseményeket feltáró, valamint az egyenruhás bűnözés felszámolását elősegítő eseti bizottság tisztségviselőinek és tagjainak megválasztásáról
- 40/2011. (VI. 24.) OGY határozat az Állami Számvevőszék 2010. évi tevékenységéről szóló beszámoló tudomásulvételéről
- 41/2011. (VI. 24.) OGY határozat a MOL Magyar Olaj- és Gázipari Nyilvánosan Működő Részvénytársaság törzsrészvényeinek Magyar Állam javára történő megvásárlásának jóváhagyásáról
- 42/2011. (VI. 24.) OGY határozat a Magyar Államvasutak Zrt. jelenlegi gazdasági helyzetéhez vezető, 2002-2010 közötti – kiemelten a MÁV Zrt. szerkezetátalakítására és a leánytársaságok privatizációjára vonatkozó – döntések vizsgálatára létrehozott vizsgálóbizottság vizsgálatának eredményéről szóló jelentés elfogadásáról
- 43/2011. (VI. 29.) OGY határozat az Alkotmánybíróság öt tagjának megválasztásáról
- 44/2011. (VI. 29.) OGY határozat Bencsik János országgyűlési képviselő mentelmi ügyében
- 45/2011. (VI. 29.) OGY határozat Meggyes Tamás országgyűlési képviselő mentelmi ügyében
- 46/2011. (VI. 29.) OGY határozat Meggyes Tamás országgyűlési képviselő mentelmi ügyében
- 47/2011. (VI. 29.) OGY határozat Németh Szilárd István országgyűlési képviselő mentelmi ügyében
- 48/2011. (VI. 29.) OGY határozat Rubi Gergely országgyűlési képviselő mentelmi ügyében
- 49/2011. (VI. 29.) OGY határozat Rubi Gergely országgyűlési képviselő mentelmi ügyében
- 50/2011. (VI. 29.) OGY határozat Schmidt Csaba országgyűlési képviselő mentelmi ügyében
- 51/2011. (VI. 29.) OGY határozat Seszták Oszkár országgyűlési képviselő mentelmi ügyében
- 52/2011. (VI. 29.) OGY határozat Zagyva György Gyula országgyűlési képviselő mentelmi ügyében
- 53/2011. (VI. 29.) OGY határozat az országgyűlési képviselők számának csökkentéséhez szükséges választójogi reform előkészítéséről szóló 37/2010. (VI. 16.) OGY határozat módosításáról
- 54/2011. (VI. 29.) OGY határozat a cukorgyárak privatizációját, valamint Magyarország Európai Unióhoz történő csatlakozása óta a közösségi cukorreformok során képviselt magyar álláspontot értékelő, és annak itthoni következményeit feltáró vizsgálóbizottság felállításáról
- 55/2011. (VI. 29.) OGY határozat a privatizációs szerződések környezetvédelmi és természetvédelmi előírásainak a Kormány általi felülvizsgálatáról
- 56/2011. (VI. 29.) OGY határozat a területfejlesztési támogatásokról és a decentralizáció elveiről, a kedvezményezett térségek besorolásának feltételrendszeréről szóló 67/2007. (VI. 28.) OGY határozat módosításáról
- 57/2011. (VII. 7.) OGY határozat az Alkotmánybíróság elnökének megválasztásáról
- 58/2011. (VII. 7.) OGY határozat a nándorfehérvári diadal emléknapjának megünnepléséről
- 59/2011. (VII. 7.) OGY határozat a cukorgyárak privatizációját, valamint Magyarország Európai Unióhoz történő csatlakozása óta a közösségi cukorreformok során képviselt magyar álláspontot értékelő, és annak itthoni következményeit feltáró vizsgálóbizottság tisztségviselőinek és tagjainak megválasztásáról
- 60/2011. (VII. 13.) OGY határozat az Országgyűlés bizottságainak létrehozásáról, tisztség-viselőinek és tagjainak megválasztásáról szóló 23/2010. (V. 14.) OGY határozat módosításáról
- 61/2011. (VII. 13.) OGY határozat a budapesti Kossuth Lajos tér rekonstrukciójáról
- 62/2011. (IX. 14.) OGY határozat Az Európai Uniónak a szomáliai biztonsági erők kiképzésére irányuló missziójához („EUTM Somalia”) történő további magyar katonai hozzájárulásról szóló 1227/2011. (VII. 4.) Korm. határozatban foglalt döntésről szóló beszámoló elfogadásáról [2]
- 63/2011. (IX. 14.) OGY határozat Az Országgyűlés bizottságainak létrehozásáról, tisztségviselőinek és tagjainak megválasztásáról szóló 23/2010. (V. 14.) OGY határozat módosításáról
- 64/2011. (IX. 14.) OGY határozat Gyurcsány Ferenc országgyűlési képviselő mentelmi ügyében
- 65/2011. (IX. 14.) OGY határozat Káli Sándor országgyűlési képviselő mentelmi ügyében [2]
- 66/2011. (IX. 29.) OGY határozat a magyar nyelv napjáról
- 67/2011. (IX. 29.) OGY határozat A Magyar Honvédség részletes bontású létszámáról szóló 106/2007. (XII. 6.) OGY határozat módosításáról
- 68/2011. (?. ?.) OGY határozat dr. Budai Gyula országgyűlési képviselő mentelmi ügyében
- 69/2011. (X. 5.) OGY határozat Meggyes Tamás országgyűlési képviselő mentelmi ügyében
- 70/2011. (X. 5.) OGY határozat Szekó József országgyűlési képviselő mentelmi ügyében
- 71/2011. (X. 5.) OGY határozat Szekó József országgyűlési képviselő mentelmi ügyében
- 72/2011. (X. 5.) OGY határozat egyes országgyűlési határozatok deregulációs célú felülvizsgálatáról
- 73/2011. (X. 14.) OGY határozat A Pénzügyi Szervezetek Állami Felügyelete 2010. évi jelentésének elfogadásáról
- 74/2011. (X. 14.) OGY határozat A genetikailag módosított szervezetektől mentes Alpok–Adria kezdeményezéshez való csatlakozásról
- 75/2011. (X. 14.) OGY határozat Az Országgyűlés bizottságainak létrehozásáról, tisztségviselőinek és tagjainak megválasztásáról szóló 23/2010. (V. 14.) OGY határozat módosításáról
- 76/2011. (X. 14.) OGY határozat Az „Innovációs és fejlesztési eseti bizottság” létrehozásáról
- 77/2011. (X. 14.) OGY határozat A Nemzeti Energiastratégaiáról
- 78/2011. (X. 19.) OGY határozat a Gazdasági Versenyhivatal 2010. évi tevékenységéről és a versenytörvény alkalmazása során szerzett, a verseny tisztaságának érvényesülésével kapcsolatos tapasztalatokról szóló beszámoló elfogadásáról
- 79/2011. (X. 28.) OGY határozat a Magyar Köztársaság területén élő nemzeti és etnikai kisebbségek helyzetéről (2009. február-2011. február) szóló beszámoló elfogadásáról
- 80/2011. (X. 28.) OGY határozat az agrárgazdaság 2010. évi helyzetéről szóló jelentés elfogadásáról
- 81/2011. (X. 28.) OGY határozat az Innovációs és fejlesztési eseti bizottság tisztségviselőinek és tagjainak megválasztásáról
- 82/2011. (X. 28.) OGY határozat dr. Lázár János országgyűlési képviselő mentelmi ügyében
- 83/2011. (X. 28.) OGY határozat Németh Zsolt országgyűlési képviselő mentelmi ügyében
- 84/2011. (X. 28.) OGY határozat dr. Répássy Róbert országgyűlési képviselő mentelmi ügyében
- 85/2011. (X. 28.) OGY határozat Szekó József országgyűlési képviselő mentelmi ügyében
- 86/2011. (XI. 3.) OGY határozat az Országgyűlés bizottságainak létrehozásáról, tisztségviselőinek és tagjainak megválasztásáról szóló 23/2010. (V. 14.) OGY határozat módosításáról
- 87/2011. (XI. 14.) OGY határozat az Országgyűlés bizottságainak létrehozásáról, tisztségviselőinek és tagjainak megválasztásáról szóló 23/2010. (V. 14.) OGY határozat módosításáról
- 88/2011. (XI. 17.) OGY határozat az Országgyűlés bizottságainak létrehozásáról, tisztségviselőinek és tagjainak megválasztásáról szóló 23/2010. (V. 14.) OGY határozat módosításáról
- 89/2011. (XI. 24.) OGY határozat az Országgyűlés bizottságainak létrehozásáról, tisztségviselőinek és tagjainak megválasztásáról szóló 23/2010. (V. 14.) OGY határozat módosításáról
- 90/2011. (XI. 24.) OGY határozat az egyenruhás bűnözés folyamatát, hátterét és a gyöngyöspatai eseményeket feltáró, valamint az egyenruhás bűnözés felszámolását elősegítő eseti bizottság felállításáról szóló 34/2011. (VI. 7.) OGY határozat módosításáról
- 91/2011. (XII. 14.) OGY határozat a Kúria elnökének megválasztásáról
- 92/2011. (XII. 14.) OGY határozat az Országos Bírósági Hivatal elnökének megválasztásáról
- 93/2011. (XII. 14.) OGY határozat a Magyar Köztársaság 2011. évi költségvetéséről szóló 2010. évi CLXIX. törvényben előírt egyes tartalékok felhasználásáról
- 94/2011. (XII. 29.) OGY határozat Dr. Horváth Zsolt (Veszprém) országgyűlési képviselő mentelmi ügyében
- 95/2011. (XII. 29.) OGY határozat Juhász Ferenc országgyűlési képviselő mentelmi ügyében
- 96/2011. (XII. 29.) OGY határozat Pócs János országgyűlési képviselő mentelmi ügyében
- 97/2011. (XII. 31.) OGY határozat az Országgyűlés bizottságainak létrehozásáról, tisztségviselőinek és tagjainak megválasztásáról szóló 23/2010. (V. 14.) OGY határozat módosításáról
- 98/2011. (XII. 31.) OGY határozat a Magyar Köztársaság Országgyűlésének Házszabályáról szóló 46/1994. (IX. 30.) OGY határozat módosításáról

### Kormányrendeletek
2011-ben a Kormány 379 rendeletet alkotott:

#### Január (1−4)
- 1/2011. (I. 12.) Korm. rendelet Veszélyhelyzet kihirdetéséről és az ennek során teendő intézkedésekről
- 2/2011. (I. 14.) Korm. rendelet A zálogtárgyak bírósági végrehajtáson kívüli értékesítésének szabályairól szóló 12/2003. (I. 30.) Korm. rendelet módosításáról
- 3/2011. (I. 19.) Korm. rendelet A Kossuth-díj, a Széchenyi-díj adományozásának rendjéről, valamint a Magyar Köztársaság Kiváló Művésze, a Magyar Köztársaság Érdemes Művésze, a Magyar Köztársaság Babérkoszorúja díj alapításáról és adományozásáról szóló 271/2008. (XI. 18.) Korm. rendelet módosításáról
- 4/2011. (I. 28.) Korm. rendelet a 2007-2013 programozási időszakban az Európai Regionális Fejlesztési Alapból, az Európai Szociális Alapból és a Kohéziós Alapból származó támogatások felhasználásának rendjéről

#### Február (5−18)
- 5/2011. (II. 3.) Korm. rendelet a Nemzeti Információs Infrastruktúra Fejlesztési Programról
- 6/2011. (II. 11.) Korm. rendelet az Országos Fogyatékosügyi Tanács szervezetének és működésének részletes szabályairól szóló 67/2001. (IV. 20.) Korm. rendelet módosításáról
- 7/2011. (II. 11.) Korm. rendelet a megváltozott munkaképességű munkavállalók foglalkoztatásához nyújtható költségvetési támogatásáról szóló 177/2005. (IX. 2.) Korm. rendelet módosításáról
- 8/2011. (II. 11.) Korm. rendelet egyes beszerzési tárgyú kormányrendeletek módosításáról
- 9/2011. (II. 15.) Korm. rendelet a vis maior támogatás felhasználásának részletes szabályairól
- 10/2011. (II. 22.) Korm. rendelet Az egyes szabálysértésekkel, a közigazgatási bírsággal, a hivatásos állomány szolgálati viszonyával, a védett személyekkel, a kifogástalan életvitel ellenőrzésével, valamint az „Életmentő Emlékérem” adományozásával összefüggő kormányrendeletek módosításáról
- 11/2011. (II. 22.) Korm. rendelet A Nemzeti Földalap vagyonnyilvántartásának szabályairól
- 12/2011. (II. 22.) Korm. rendelet A környezeti hatásvizsgálati és az egységes környezethasználati engedélyezési eljárásról szóló 314/2005. (XII. 25.) Korm. rendelet módosításáról
- 13/2011. (II. 22.) Korm. rendelet A kettős felhasználású termékek külkereskedelmi forgalmának engedélyezéséről
- 14/2011. (II. 22.) Korm. rendelet Az Általános Közlekedési Hitelszövetkezet betéteseinek kártalanításáról szóló 49/2010. (III. 5.) Korm. rendelet módosításáról
- 15/2011. (II. 24.) Korm. rendelet Veszélyhelyzet kihirdetéséről és az ennek során teendő intézkedésekről
- 16/2011. (II.24.) Korm. rendelet az AUDI HUNGÁRIA MOTOR KFT. Győr közigazgatási területén megvalósuló nagyberuházásával összefüggő közigazgatási hatósági ügyek kiemelt jelentőségű üggyé nyilvánításáról
- 17/2011. (II.24.) Korm. rendelet a sport területén képesítéshez kötött tevékenységek gyakorlásához szükséges képesítések jegyzékéről szóló 157/2004. (V. 18.) Korm. rendelet módosításáról
- 18/2011. (II.28.) Korm. rendelet a légiközlekedési tevékenységből származó üvegházhatású gázok kibocsátásáról

#### Március (19−53)
- 19/2011. (III. 2.) Korm. rendelet a 2011. évi igazgatási szünetről
- 20/2011. (III. 2.) Korm. rendelet a Szervezetátalakítási alapjogcímcsoport előirányzat felhasználásának szabályairól
- 21/2011. (III. 2.) Korm. rendelet a fegyveres szervek hivatásos állományú tagjai és hozzátartozói nyugellátása, valamint a hivatásos és a szerződéses állományúak baleseti járadéka megállapításának rendjéről
- 22/2011. (III. 3.) Korm. rendelet a Magyar Exporthitel Biztosító Részvénytársaság által a központi költségvetés terhére, a Kormány készfizető kezessége mellett vállalható nem piacképes kockázatú biztosítások feltételeiről szóló 312/2001. (XII. 28.) Korm. rendelet módosításáról
- 23/2011. (III. 8.) Korm. rendelet a zenés, táncos rendezvények működésének biztonságosabbá tételéről
- 24/2011. (III. 9.) Korm. rendelet a közalkalmazottak jogállásáról szóló 1992. évi XXXIII. törvény hatálya alá tartozó munkáltatóknál működő szakszervezetek reprezentativitásának megállapításáról
- 25/2011. (III. 10.) Korm. rendelet a 2010. október 6-án kihirdetett veszélyhelyzet meghosszabbításáról
- 26/2011. (III. 10.) Korm. rendelet az egyszerűsített honosítási eljárással összefüggő egyes kormány-rendeletek módosításáról
- 27/2011. (III. 10.) Korm. rendelet a Borsod-Abaúj-Zemplén megyében kihirdetett veszélyhelyzet meghosszabbításáról
- 28/2011. (III. 16.) Korm. rendelet a Karitatív Tanács megalakításáról és működésének részletes szabályairól szóló 65/2000. (V. 9.) Korm. rendelet módosításáról
- 29/2011. (III. 16.) Korm. rendelet az Országos Képzési Jegyzékről és az Országos Képzési Jegyzék módosításának eljárásrendjéről szóló 133/2010. (IV. 22.) Korm. rendelet módosításáról
- 30/2011. (III. 17.) Korm. rendelet a volt egyházi ingatlanok tulajdoni helyzetének rendezésére létrejött egyeztető bizottság kormányzati képviselőit megbízó miniszterek kijelöléséről
- 31/2011. (III. 17.) Korm. rendelet a népi iparművészettel kapcsolatos állami feladatokról
- 32/2011. (III. 17.) Korm. rendelet az egyes gazdálkodó szervezetek részére nyújtott 2011. évi egyedi támogatásokról, költségtérítésekről, valamint az egyéb vállalati támogatások keretében nyújtott termelési támogatásokról
- 33/2011. (III. 17.) Korm. rendelet a Svájci-Magyar Együttműködési Program végrehajtási rendjéről szóló
- 34/2011. (III. 17.) Korm. rendelet a Nemzeti Földalapba tartozó rábízott földvagyonnal kapcsolatos éves beszámoló-készítési és könyvvezetési kötelezettségről
- 35/2011. (III. 21.) Korm. rendelet az intézeten kívüli szülés szakmai szabályairól, feltételeiről és kizáró okairól
- 36/2011. (III. 21.) Korm. rendelet a magyarországi hivatalos földrajzi nevek megállapításáról és nyilvántartásáról szóló 303/2007. (XI. 14.) Korm. rendelet módosításáról
- 37/2011. (III. 22.) Korm. rendelet az európai uniós versenyjogi értelemben vett állami támogatásokkal kapcsolatos eljárásról és a regionális támogatási térképről
- 38/2011. (III. 22.) Korm. rendelet a nemzeti adatvagyon körébe tartozó állami nyilvántartások adatfeldolgozásának biztosításáról
- 39/2011. (III. 22.) Korm. rendelet egyes felsőoktatási tárgyú kormányrendeletek módosításáról
- 40/2011. (III. 22.) Korm. rendelet a társadalombiztosítási nyugellátásról szóló 1997. évi LXXXI. törvény végrehajtásáról szóló 168/1997. (X. 6.) Korm. rendelet módosításáról
- 41/2011. (III. 22.) Korm. rendelet a bányászatról szóló 1993. évi XLVIII. törvény végrehajtásáról szóló 203/1998. (XII. 19.) Korm. rendelet és a Magyar Bányászati és Földtani Hivatalról szóló 267/2006. (XII. 20.) Korm. rendelet módosításáról
- 42/2011. (III. 23.) Korm. rendelet az UNESCO által 2005. október 19-én elfogadott, a sportbeli dopping elleni nemzetközi egyezmény módosításának kihirdetéséről
- 43/2011. (III. 23.) Korm. rendelet a doppingellenes tevékenység szabályairól
- 44/2011. (III. 23.) Korm. rendelet a büntetés-végrehajtási szervezet részéről a központi államigazgatási szervek és a rendvédelmi szervek irányában fennálló egyes ellátási kötelezettségekről, a termékek és szolgáltatások átadás-átvételének és azok ellentételezésének rendjéről
- 45/2011. (III. 23.) Korm. rendelet az iparbiztonsági ellenőrzés és a telephely biztonsági tanúsítvány kiadásának részletes szabályairól szóló 92/2010. (III. 31.) Korm. rendelet módosításáról
- 46/2011. (III. 25.) Korm. rendelet a közbeszerzések központi ellenőrzéséről és engedélyezéséről
- 47/2011. (III. 25.) Korm. rendelet a Borsóhalmi és a Jászteleki árvízi tározók igénybevételével kapcsolatos kártalanításról
- 48/2011. (III. 30.) Korm. rendelet a környezetkímélő és energiahatékony közúti járművek beszerzésének előmozdításáról
- 49/2011. (III. 30.) Korm. rendelet egyes fejezeti kezelésű előirányzatokból nyújtott egyedi támogatásokról
- 50/2011. (III. 30.) Korm. rendelet a fegyverekről és lőszerekről szóló 253/2004. (VIII. 31.) Korm. rendelet módosításáról
- 51/2011. (III. 30.) Korm. rendelet a Kecskemét közigazgatási területén megvalósuló nagyberuházással összefüggő közigazgatási hatósági ügyek kiemelt jelentőségű üggyé nyilvánításáról szóló 192/2008. (VII. 30.) Korm. rendelet módosításáról
- 52/2011. (III. 31.) Korm. rendelet a Magyar Alkotóművészeti Közalapítvány által folyósított ellátásokról
- 53/2011. (III. 31.) Korm. rendelet a Közbeszerzési és Ellátási Főigazgatóságról

#### Április (54−73)
- 54/2011. (IV. 7.) Korm. rendelet a földgázellátásról szóló 2008. évi XL. törvény rendelkezéseinek végrehajtásáról szóló 19/2009. (I. 30.) Korm. rendelet módosításáról
- 55/2011. (IV. 12.) Korm. rendelet A Széchenyi Pihenő Kártya kibocsátásának és felhasználásának szabályairól
- 56/2011. (IV. 12.) Korm. rendelet Az államháztartás működési rendjéről szóló 292/2009. (XII. 19.) Korm. rendelet módosításáról
- 57/2011. (IV. 12.) Korm. rendelet Az EUROFIMA Európai Vasúti Gördülőállomány-finanszírozási Társaság által nyújtott gördülőállomány-finanszírozás esetében az állam által vállalt kezesség szabályairól
- 58/2011. (IV. 12.) Korm. rendelet A zálogtárgyak bírósági végrehajtáson kívüli értékesítésének szabályairól szóló 12/2003. (I. 30.) Korm. rendelet módosításáról
- 59/2011. (IV. 12.) Korm. rendelet A Gyógyszerészeti és Egészségügyi Minőség- és Szervezetfejlesztési Intézetről
- 60/2011. (IV. 12.) Korm. rendelet A közalkalmazottak jogállásáról szóló 1992. évi XXXIII. törvénynek a szociális, valamint a gyermekjóléti és gyermekvédelmi ágazatban történő végrehajtásáról szóló 257/2000. (XII. 26.) Korm. rendelet módosításáról
- 61/2011. (IV. 12.) Korm. rendelet A légiközlekedési kötelező felelősségbiztosításról szóló 39/2001. (III. 5.) Korm. rendelet módosításáról
- 62/2011. (IV. 13.) Korm. rendelet A Magyar Köztársaság Kormánya és a Szaúd-Arábiai Királyság Kormánya közötti Együttműködési Keretegyezmény kihirdetéséről
- 63/2011. (IV. 13.) Korm. rendelet A Magyar Köztársaság területén működő, a nemzetközi jog alapján sérthetetlenséget élvező diplomáciai és konzuli képviseletek, továbbá sérthetetlenséget élvező tagjaik védelmének, valamint a nemzetközi szervezetek objektumai őrzésének rendjéről
- 64/2011. (IV. 13.) Korm. rendelet A Magyar Köztársaság területén szolgálati céllal tartózkodó külföldi fegyveres erők, valamint a Magyar Honvédség nemzetközi tevékenységéhez kapcsolódó egyes kormányrendeletek módosításáról
- 65/2011. (IV. 15.) Korm. rendelet Az energiával kapcsolatos termékek környezetbarát tervezési kötelezettségeinek előírásáról, valamint forgalomba hozatalának és megfelelőség-értékelésének általános feltételeiről
- 66/2011. (IV. 15.) Korm. rendelet A költségvetési szerveknél foglalkoztatottak 2011. évi kompenzációjáról szóló 352/2010. (XII. 30.) Korm. rendelet módosításáról
- 67/2011. (IV. 22.) Korm. rendelet Az egyes szabálysértésekről szóló 218/1999. (XII. 28.) Korm. rendelet módosításáról
- 68/2011. (IV. 28.) Korm. rendelet A Széchenyi Programirodákról
- 69/2011. (IV. 28.) Korm. rendelet Összefogás az Államadósság Ellen Alapról
- 70/2011. (IV. 28.) Korm. rendelet A hitelezési kockázat kezeléséről és tőkekövetelményéről szóló 196/2007. (VII. 30.) Korm. rendelet módosításáról
- 71/2011. (IV. 28.) Korm. rendelet A közbiztonságra különösen veszélyes eszközökről szóló 175/2003. (X. 28.) Korm. rendelet, a Rendőrség szerveiről és a Rendőrség szerveinek feladat- és hatásköréről szóló 329/2007. (XII. 13.) Korm. rendelet, és a közigazgatási bírsággal sújtandó közlekedési szabályszegések köréről, az e tevékenységekre vonatkozó rendelkezések megsértése esetén kiszabható bírságok összegéről, felhasználásának rendjéről és az ellenőrzésben történő közreműködés feltételeiről szóló 410/2007. (XII. 29.) Korm. rendelet módosításáról
- 72/2011. (IV. 29.) Korm. rendelet Az egészségügyi felsőfokú szakirányú szakképzési rendszerről szóló 122/2009. (VI. 12.) Korm. rendelet módosításáról
- 73/2011. (IV. 29.) Korm. rendelet Az egyes egészségügyi tárgyú kormányrendeletek módosításáról

#### Május (74−88)
- 74/2011. (V. 2.) Korm. rendelet A lakáscélú állami támogatásokról szóló 12/2001. (I. 31.) Korm. rendelet módosításáról
- 75/2011. (V. 2.) Korm. rendelet Egyes energetikai tárgyú kormányrendeletek módosításáról
- 76/2011. (V. 2.) Korm. rendelet Egyes magyarországi nagyberuházásokkal összefüggő közigazgatási hatósági ügyek kiemelt jelentőségű üggyé nyilvánításáról szóló kormányrendeletek módosításáról
- 77/2011. (V. 6.) Korm. rendelet A Magyar Köztársaság Kormánya és a Srí Lanka-i Demokratikus Szocialista Köztársaság Kormánya közötti pénzügyi együttműködési keretprogram kialakításáról szóló megállapodást módosító megállapodás kihirdetéséről
- 78/2011. (V. 12.) Korm. rendelet A Magyar Honvédség által védendő létesítmények kijelöléséről, valamint a magyar állam folytonosságát és függetlenségét megtestesítő ereklyék köréről és az őrzésükre vonatkozó szabályokról
- 79/2011. (V. 12.) Korm. rendelet Az életüktől és szabadságuktól politikai okból megfosztottak kárpótlásáról szóló 1992. évi XXXII. törvény végrehajtásáról szóló 111/1992. (VII. 1.) Korm. rendelet módosításáról
- 80/2011. (V. 12.) Korm. rendelet Az egyes fejezeti kezelésű előirányzatokból nyújtott egyedi támogatásokról szóló 49/2011. (III. 30.) Korm. rendelet módosításáról
- 81/2011. (V. 13.) Korm. rendelet Az Egyesült Nemzetek keretében, Palermóban, 2000. december 14-én létrejött, a nemzetközi szervezett bűnözés elleni Egyezménynek a tűzfegyverek, azok részei és alkatrészei, valamint a lőszerek tiltott előállítása és kereskedelme elleni fellépésről szóló, 2001. május 31-én elfogadott Jegyzőkönyve 13. cikk (2) bekezdése szerinti kapcsolattartási pont kijelöléséről
- 82/2011. (V. 18.) Korm. rendelet A környezeti hatások jelentőségének vizsgálatával összefüggésben egyes kormányrendeletek módosításáról
- 83/2011. (V. 20.) Korm. rendelet A Magyar Köztársaság Kormánya és a Szlovák Köztársaság Kormánya között a közös államhatáron lévő közúti határhidak és határút-szakaszok üzemeltetéséről, fenntartásáról és rekonstrukciójáról szóló 2007. június 18-i Megállapodást módosító 1. Kiegészítés kihirdetéséről
- 84/2011. (V. 26.) Korm. rendelet A közalkalmazottak jogállásáról szóló 1992. évi XXXIII. törvénynek a Magyar Tudományos Akadémia irányítása alá tartozó költségvetési szerveknél, illetve más kutató- és kutatást kiegészítő intézeteknél történő végrehajtásáról
- 85/2011. (V. 26.) Korm. rendelet A lakossági vezetékes gázfogyasztás és távhőfelhasználás szociális támogatásáról szóló 289/2007. (X. 31.) Korm. rendelet módosításáról
- 86/2011. (V. 31.) Korm. rendelet Az „Energia Központ” Energiahatékonysági, Környezetvédelmi és Energia Információs Ügynökség Nonprofit Korlátolt Felelősségű Társaság egyes közreműködő szervezeti, projektirányítási és kezelési feladatainak meghatározásáról és egyes fejlesztéspolitikai jogszabályok módosításáról
- 87/2011. (V. 31.) Korm. rendelet A Nyugdíjreform és Adósságcsökkentő Alapról, és a szabad nyugdíjpénztár-választás lebonyolításával összefüggő egyes törvénymódosításokról szóló 2010. évi CLIV. törvény végrehajtásáról
- 88/2011. (V. 31.) Korm. rendelet A földgázellátásról szóló 2008. évi XL. törvény rendelkezéseinek végrehajtásáról szóló 19/2009. (I. 30.) Korm. rendelet módosításáról

#### Június (89−108)
- 89/2011. (VI. 1.) Korm. rendelet A Nemzeti Adó- és Vámhivatal szervezetéről és egyes szervek kijelöléséről szóló 273/2010. (XII. 9.) Korm. rendelet módosításáról
- 90/2011. (VI. 14.) Korm. rendelet az egyes miniszterek, valamint a Miniszterelnökséget vezető államtitkár feladat- és hatásköréről szóló 212/2010. (VII. 1.) Korm. rendelet módosításáról
- 91/2011. (VI. 14.) Korm. rendelet a szálláshely-szolgáltatási tevékenység folytatásának részletes feltételeiről és a szálláshely-üzemeltetési engedély kiadásának rendjéről szóló 239/2009. (X. 20.) Korm. rendelet módosításáról
- 92/2011. (VI.15.) Korm. rendelet a Széchenyi Pihenőkártya kibocsátásának és felhasználásának szabályairól szóló 55/2011. (IV.12.) Korm. rendelet módosításáról
- 93/2011. (VI. 21.) Korm. rendelet A Szervezetátalakítási alap jogcímcsoport előirányzat felhasználásának szabályairól szóló 20/2011. (III. 2.) Korm. rendelet módosításáról
- 94/2011. (VI. 28.) Korm. rendelet Egyes, a Belügyminisztérium feladatkörét érintő kormányrendeletek módosításáról
- 95/2011. (VI. 28.) Korm. rendelet Az államháztartás működési rendjéről szóló 292/2009. (XII. 19.) Korm. rendelet módosításáról
- 96/2011. (VI. 28.) Korm. rendelet Az európai közösségi jelentőségű természet-védelmi rendeltetésű területekről szóló 275/2004. (X. 8.) Korm. rendelet módosításáról
- 97/2011. (VI. 29.) Korm. rendelet Az ELI (Extreme Light Infrastructure) integrált európai kutatási nagyberendezés magyarországi megvalósításával összefüggő közigazgatási hatósági ügyek kiemelt jelentőségű üggyé nyilvánításáról
- 98/2011. (VI. 29.) Korm. rendelet A közalkalmazottak jogállásáról szóló 1992. évi XXXIII. törvény felsőoktatásban való végrehajtásáról és a felsőoktatási intézményekben történő foglalkoztatás egyes kérdéseiről szóló 53/2006. (III. 14.) Korm. rendelet módosításáról
- 99/2011. (VI. 29.) Korm. rendelet A közúti közlekedéssel kapcsolatos egyes kormányrendeletek módosításáról
- 100/2011. (VI. 29.) Korm. rendelet A villamos energiáról szóló 2007. évi LXXXVI. törvény egyes rendelkezéseinek végrehajtásáról szóló 273/2007. (X. 19.) Korm. rendelet és a földgázellátásról szóló 2008. évi XL. törvény rendelkezéseinek végrehajtásáról szóló 19/2009. (I. 30.) Korm. rendelet módosításáról
- 101/2011. (VI. 29.) Korm. rendelet A közfoglalkoztatáshoz nyújtható támogatásokról szóló 375/2010. (XII. 31.) Korm. rendelet és a Nemzeti Földalapba tartozó földrészletek szociális földprogram megvalósítása céljából az önkormányzatok számára történő ingyenes tulajdonba vagy vagyonkezelésbe adásának szabályairól szóló 263/2010. (XI. 17.) Korm. rendelet módosításáról
- 102/2011. (VI. 29.) Korm. rendelet A súlyos mozgáskorlátozott személyek közlekedési kedvezményeiről
- 103/2011. (VI. 29.) Korm. rendelet Az ásványi nyersanyag és a geotermikus energia természetes előfordulási területének komplex érzékenységi és terhelhetőségi vizsgálatáról
- 104/2011. (VI. 29.) Korm. rendelet A távhőszolgáltatásról szóló 2005. évi XVIII. törvény végrehajtásáról szóló 157/2005. (VIII. 15.) Korm. rendelet módosításáról
- 105/2011. (VI. 30.) Korm. rendelet A repülőtér létesítésének, fejlesztésének és megszüntetésének, valamint a leszállóhely létesítésének és megszüntetésének szabá-lyairól szóló 159/2010. (V. 6.) Korm. rendelet módosításáról
- 106/2011. (VI. 30.) Korm. rendelet Egyes egészségbiztosítási tárgyú kormányrendeletek táppénzzel kapcsolatos módosításáról
- 107/2011. (VI. 30.) Korm. rendelet A látvány-csapatsport támogatását biztosító támogatási igazolás kiállításáról, felhasználásáról, a támogatás elszámolásának és ellenőrzésének, valamint visszafizetésének szabályairól
- 108/2011. (VI. 30.) Korm. rendelet A felszámolók névjegyzékéről szóló 114/2006. (V. 12.) Korm. rendelet módosításáról szóló 275/2009. (XII. 3.) Korm. rendelet módosításáról

#### Július (109−146)
- 109/2011. (VII. 4.) Korm. rendelet A frekvenciasávok nemzeti felosztásának megállapításáról szóló 346/2004. (XII. 22.) Korm. rendelet módosításáról
- 110/2011. (VII. 4.) Korm. rendelet A körültekintő lakossági hitelezés feltételeiről és a hitelképesség vizsgálatáról szóló 361/2009. (XII. 30.) Korm. rendelet módosításáról
- 111/2011. (VII. 4.) Korm. rendelet A fővárosi és megyei kormányhivatalok feladat- és hatásköreivel összefüggő egyes kormányrendeletek módosításáról
- 112/2011. (VII. 4.) Korm. rendelet Az Országos Atomenergia Hivatal nukleáris energiával kapcsolatos európai uniós, valamint nemzetközi kötelezettségekkel összefüggő feladatköréről, az Országos Atomenergia Hivatal hatósági eljárásaiban közreműködő szakhatóságok kijelöléséről, a kiszabható bírság mértékéről, valamint az Országos Atomenergia Hivatal munkáját segítő tudományos tanácsról
- 113/2011. (VII. 7.) Korm. rendelet egyes kormányrendeleteknek az Európai Támogatásokat Auditáló Főigazgatóságra vonatkozó szabályok változásával, a Magyar Államkincstár átszervezésével, valamint a Nemzetgazdasági Minisztérium Nemzeti Programengedélyező Iroda átalakulásával összefüggő módosításáról
- 114/2011. (VII. 7.) Korm. rendelet a hallgatói hitelrendszerről és a Diákhitel Központról szóló 86/2006. (IV. 12.) Korm. rendelet módosításáról
- 115/2011. (VII. 7.) Korm. rendelet az építésügyi és az építésfelügyeleti hatóságok kijelöléséről és működési feltételeiről szóló 343/2006. (XII. 23.) Korm. rendelet módosításáról
- 116/2011. (VII. 7.) Korm. rendelet a kedvezményezett térségek besorolásáról szóló 311/2007. (XI. 17.) Korm. rendelet módosításáról
- 117/2011. (VII. 7.) Korm. rendelet a Bethlen Gábor Alapról szóló 2010. évi CLXXXII. törvény végrehajtásáról szóló 367/2010. (XII. 30.) Korm. rendelet módosításáról
- 118/2011. (VII. 11.) Korm. rendelet a nukleáris létesítmények nukleáris biztonsági követelményeiről és az ezzel összefüggő hatósági tevékenységről
- 119/2011. (VII. 13.) Korm. rendelet a Magyar Köztársaság Kormánya és a Macedón Köztársaság Kormánya között a gazdasági együttműködésről szóló megállapodás kihirdetéséről
- 120/2011. (VII. 15.) Korm. rendelet a Magyar Köztársaság Kormánya és a Szlovák Köztársaság Kormánya között az M30 gyorsforgalmi út Miskolc-Tornyosnémeti-országhatár szakasza és az R4 gyorsforgalmi út országhatár-Migléc (Milhost')-Kassa (Kosice) szakasza határmetszéspontjának meghatározásáról szóló Megállapodás kihirdetéséről
- 121/2011. (VII. 15.) Korm. rendelet a megváltozott munkaképességű munkavállalók foglal-koztatásához nyújtható költségvetési támogatásáról szóló 177/2005. (IX. 2.) Korm. rendelet módosításáról
- 122/2011. (VII. 15.) Korm. rendelet az egyes művészi és művészeti munkakörökről, valamint a betöltésükhöz szükséges képesítési és egyéb feltételek részletes szabályairól
- 123/2011. (VII. 15.) Korm. rendelet az egyes fejezeti kezelésű előirányzatokból nyújtott egyedi támogatásokról szóló 49/2011. (III. 30.) Korm. rendelet módosításáról
- 124/2011. (VII. 18.) Korm. rendelet az állami vezetők és az államigazgatási szervek köztisztviselői számára biztosított juttatásokról és azok feltételeiről szóló 192/2010. (VI. 10.) Korm. rendelet és egyes kapcsolódó kormányrendeletek módosításáról
- 125/2011. (VII. 18.) Korm. rendelet a közalkalmazottakról szóló 1992. évi XXXIII. törvény végrehajtásáról a közoktatási intézményekben tárgyú 138/1992. (X. 8.) Korm. rendelet módosításáról
- 126/2011. (VII. 18.) Korm. rendelet egyes közszolgálati jogviszonnyal összefüggő kormányrendeletek módosításáról
- 127/2011. (VII. 18.) Korm. rendelet a 2010. október 6-án kihirdetett veszélyhelyzet kihirdetéséről és meghosszabbításáról szóló kormányrendeletek hatályon kívül helyezéséről
- 128/2011. (VII. 18.) Korm. rendelet a Nemzeti Civil Alapprogramról szóló 2003. évi L. törvény végrehajtásáról szóló 160/2003. (X. 7.) Korm. rendelet módosításáról
- 129/2011. (VII. 18.) Korm. rendelet a költségvetési bevételek és kiadások 2012-2013. évi tervezett összegéről, valamint a Kormány irányítási és felügyeleti jogkörébe tartozó költségvetési fejezetek 2012-2014. évekre vonatkozó kötelezettségvállalási korlátairól
- 130/2011. (VII. 18.) Korm. rendelet a polgári nemzetbiztonsági szolgálatok költségvetésének és gazdálkodásának egyes speciális szabályairól
- 131/2011. (VII. 18.) Korm. rendelet a javadalmazási politikának a hitelintézet és a befektetési vállalkozás mérete, tevékenységének jellege, köre és jogi formájából eredő sajátossága figyelembe-vételével történő alkalmazásáról
- 132/2011. (VII. 18.) Korm. rendelet muzeális intézmények látogatóit megillető kedvezményekről szóló 194/2000. (XI. 24.) Korm. rendelet módosításáról
- 133/2011. (VII. 18.) Korm. rendelet az Országos Képzési Jegyzékről és az Országos Képzési Jegyzék módosításának eljárásrendjéről szóló 133/2010. (IV. 22.) Korm. rendelet módosításáról
- 134/2011. (VII. 19.) Korm. rendelet a Magyar Köztársaság Kormánya és Románia Kormánya között a Szeged-Makó-Csanádpalota (H) és Nádlac-Arad (RO) közötti autópálya-kapcsolat létesítéséről szóló Megállapodás kihirdetéséről
- 135/2011. (VII. 19.) Korm. rendelet a Magyar Köztársaság Kormánya és Románia Kormánya között a Szolnok-Nagykereki (H) és Santaul Mare (Nagyszántó)-Cluj Napoca (Kolozsvár) (RO) közötti autópálya-kapcsolat létesítéséről szóló Megállapodás kihirdetéséről
- 136/2011. (VII. 19.) Korm. rendelet a fegyveres szervek hivatásos állományú tagjainak szolgálati viszonyáról szóló 1996. évi XLIII. törvény 276/A. §-a szerinti távolléti díj iránti kérelem elbírálásának rendjéről szóló 371/2010. (XII. 31.) Korm. rendelet és az országos településrendezési és építési követelményekről szóló 253/1997. (XII. 20.) Korm. rendelet módosításáról
- 137/2011. (VII. 19.) Korm. rendelet a közúti közlekedés szabályairól szóló 1/1975. (II. 5.) KPM-BM együttes rendelet módosításáról
- 138/2011. (VII. 19.) Korm. rendelet egyes közúti közlekedési igazgatási feladatokról, valamint egyes közlekedési tárgyú kormányrendeletek módosításáról
- 139/2011. (VII. 21.) Korm. rendelet egyes egészségbiztosítási és egészségügyi tárgyú kormány-rendeletek módosításáról
- 140/2011. (VII. 21.) Korm. rendelet egyes szociális és gyermekvédelmi tárgyú kormányrendeletek módosításáról
- 141/2011. (VII. 21.) Korm. rendelet a szállás időben megosztott használati jogára, a hosszú távra szóló üdülési termékekre vonatkozó szerződésekről, valamint a tartós szálláshasználati szolgáltatási tevékenységről
- 142/2011. (VII. 21.) Korm. rendelet a Pesti Vigadó épületének rekon-strukciójával összefüggő közigazgatási hatósági ügyek kiemelt jelentőségű üggyé nyilvánításáról
- 143/2011. (VII. 21.) Korm. rendelet az Útravaló Ösztöndíjprogramról szóló 152/2005. (VIII. 2.) Korm. rendelet módosításáról
- 144/2011. (VII. 27.) Korm. rendelet a nukleáris és nukleáris kettős felhasználású termékek nemzetközi forgalmának szabályozásáról
- 145/2011. (VII. 27.) Korm. rendelet a biztonsági okmányok védelmének rendjéről szóló 86/1996. (VI. 14.) Korm. rendelet módosításáról
- 146/2011. (VII. 27.) Korm. rendelet a vízkárelhárítási célú tározók létesítésére, az érintett ingatlanok használatára és a kártalanítási eljárásra vonatkozó szabályokról

#### Augusztus (147−176)
- 147/2011. (VIII. 4.) Korm. rendelet a szaporítóanyagokkal kapcsolatos minőségvédelmi bírság megállapításáról szóló 369/2004. (XII. 26.) Korm. rendelet módosításáról
- 148/2011. (VIII. 4.) Korm. rendelet a természetes fürdővizek minőségi követelményeiről, valamint a természetes fürdőhelyek kijelöléséről és üzemeltetéséről szóló 78/2008. (IV. 3.) Korm. rendelet és az Állami Népegészségügyi és Tisztiorvosi Szolgálatról, a népegészségügyi szakigazgatási feladatok ellátásáról, valamint a gyógyszerészeti államigazgatási szerv kijelöléséről szóló 323/2010. (XII. 27.) Korm. rendelet módosításáról
- 149/2011. (VIII. 10.) Korm. rendelet a nemzetgazdasági szempontból kiemelt jelentőségű gazdálkodó szervezetek csődeljárásában és felszámolási eljárásában közreműködő állami felszámoló adatainak nyilvántartásba vételével és közigazgatási hatósági ellenőrzésével összefüggő eljárási szabályokról
- 150/2011. (VIII. 10.) Korm. rendelet a csődeljárásról és a felszámolási eljárásról szóló 1991. évi XLIX. törvény szerinti nemzetgazdasági szempontból kiemelt jelentőségű gazdálkodó szervezetté nyilvánítás eljárási szabályairól
- 151/2011. (VIII. 10.) Korm. rendelet a nemzetgazdasági szempontból kiemelt jelentőségű gazdálkodó szervezetek csődeljárásában és felszámolási eljárásában közreműködő állami felszámoló kijelöléséről
- 152/2011. (VIII. 10.) Korm. rendelet a társadalombiztosítási nyugellátással összefüggő egyes kormányrendeletek módosításáról
- 153/2011. (VIII. 10.) Korm. rendelet a 2007-2013 programozási időszakban az Európai Regionális Fejlesztési Alapból, az Európai Szociális Alapból és a Kohéziós Alapból származó támogatások felhasználásának rendjéről szóló 4/2011. (I. 28.) Korm. rendelet módosításáról
- 154/2011. (VIII. 10.) Korm. rendelet a mezőgazdasági és vidékfejlesztési támogatási szerv kijelöléséről
- 155/2011. (VIII. 10.) Korm. rendelet az egyes fejezeti kezelésű előirányzatokból nyújtott egyedi támogatásokról szóló 49/2011. (III. 30.) Korm. rendelet módosításáról
- 156/2011. (VIII. 10.) Korm. rendelet a Szociális Családiház-építési Program keretében az Ócsa területén megvalósuló építési beruházással összefüggő közigazgatási hatósági ügyek kiemelt jelentőségű üggyé nyilvánításáról és az eljáró hatóságok kijelöléséről
- 157/2011. (VIII. 11.) Korm. rendelet a Széchenyi Pihenőkártya kibocsátásának és felhasználásának szabályairól szóló 55/2011. (IV. 12.) Korm. rendelet módosításáról
- 158/2011. (VIII. 11.) Korm. rendelet a Honvédelmi Minisztérium egyes hatósági és szakhatósági hatásköreit kijelölő kormányrendeletek módosításáról
- 159/2011. (VIII. 11.) Korm. rendelet a honvédelmi szervezetek működésének az államháztartás működési rendjétől eltérő szabályairól szóló 346/2009. (XII. 30.) Korm. rendelet módosításáról, továbbá a közhatalmi honvédelmi szervezetek kiegészítő és kisegítő tevékenységéből származó bevételek, valamint a terven felüli közhatalmi bevételek felhasználásáról szóló 2/2010. (I. 26.) HM rendelet hatályon kívül helyezéséről
- 160/2011. (VIII. 18.) Korm. rendelet a haditechnikai eszközök és szolgáltatások kivitelének, behozatalának, transzferjének és tranzitjának engedélyezéséről, valamint a vállalkozások tanúsításáról
- 161/2011. (VIII. 18.) Korm. rendelet a Nemzeti Földalappal összefüggő egyes kormányrendeletek módosításáról
- 162/2011. (VIII. 18.) Korm. rendelet a sportrendezvények biztonságáról szóló 54/2004. (III. 31.) Korm. rendelet és a rendőrség ellenérték fejében végezhető szolgáltató tevékenységéről szóló 16/1999. (II. 5.) Korm. rendelet módosításáról
- 163/2011. (VIII. 22.) Korm. rendelet A gyűjtőszámlahitelre vonatkozó hitelkeret-szerződés esetén az aránytalanul magas havi törlesztési teher mértékéről
- 164/2011. (VIII. 24.) Korm. rendelet Az egyházi fenntartású közfeladatot ellátó egészségügyi, oktatási, szociális, valamint közgyűjteményi és közművelődési szolgáltatást nyújtó intézményeknél foglalkoztatottak 2011. évi kompenzációjáról
- 165/2011. (VIII. 24.) Korm. rendelet Az Oktatási Hivatalról szóló 307/2006. (XII. 23.) Korm. rendelet módosításáról
- 166/2011. (VIII. 24.) Korm. rendelet A megújuló energiaforrásból vagy hulladékból nyert energiával termelt villamos energia, valamint a kapcsoltan termelt villamos energia kötelező átvételéről és átvételi áráról szóló 389/2007. (XII. 23.) Korm. rendelet módosításáról
- 167/2011. (VIII. 24.) Korm. rendelet A fenntartható bioüzemanyag-termelés követelményeiről és igazolásáról szóló 343/2010. (XII. 28.) Korm. rendelet módosításáról
- 168/2011. (VIII. 24.) Korm. rendelet A megyei (fővárosi) kormányhivatal munkaügyi központjának az EU Kék Kártya kiadásával kapcsolatos szakhatósági állásfoglalása kialakításának szabályairól, valamint egyes migrációs tárgyú és egyéb kormányrendeletek módosításáról
- 169/2011. (VIII. 24.) Korm. rendelet A Foglalkoztatási és Közfoglalkoztatási Adatbázisról
- 170/2011. (VIII. 24.) Korm. rendelet A közfoglalkoztatási bér és a közfoglalkoztatási garantált bér megállapításáról
- 171/2011. (VIII. 24.) Korm. rendelet A közfoglalkoztatással összefüggésben egyes kormányrendeletek módosításáról
- 172/2011. (VIII. 24.) Korm. rendelet Az érettségi vizsga vizsgaszabályzatának kiadásáról szóló 100/1997. (VI. 13.) Korm. rendelet és a felsőoktatásban részt vevő hallgatók juttatásairól és az általuk fizetendő egyes térítésekről szóló 51/2007. (III. 26.) Korm. rendelet módosításáról
- 173/2011. (VIII. 24.) Korm. rendelet A polgári célú pirotechnikai tevékenységekről
- 174/2011. (VIII. 31.) Korm. rendelet A közigazgatási és az ügykezelői alapvizsgáról
- 175/2011. (VIII. 31.) Korm. rendelet A Nemzeti Közlekedési Hatóságról szóló 263/2006. (XII. 20.) Korm. rendelet módosításáról
- 176/2011. (VIII. 31.) Korm. rendelet A közúti infrastruktúra közlekedésbiztonsági kezeléséről

#### Szeptember (177−197)
- 177/2011. (IX. 1.) Korm. rendelet A magyar légtér igénybevételéről szóló 4/1998. (I. 16.) Korm. rendelet és a Nemzeti Közlekedési Hatóságról szóló 263/2006. (XII. 20.) Korm. rendelet módosításáról
- 178/2011. (IX. 1.) Korm. rendelet A Bethlen Gábor Alapról szóló 2010. évi CLXXXII. törvény végrehajtásáról szóló 367/2010. (XII. 30.) Korm. rendelet módosításáról
- 179/2011. (IX. 2.) Korm. rendelet A közúti járművezetők és a közúti közlekedési szakemberek képzésének és vizsgáztatásának általános szabályairól
- 180/2011. (IX. 2.) Korm. rendelet A diákigazolványról szóló 17/2005. (II. 8.) Korm. rendelet módosításáról
- 181/2011. (IX. 2.) Korm. rendelet Az állam által vállalt kezesség előkészítésének és a kezesség beváltásának eljárási rendjéről szóló 110/2006. (V. 5.) Korm. rendelet módosításáról
- 182/2011. (IX. 2.) Korm. rendelet A békéltető testületi tagok kijelölésének szabályairól szóló 215/2008. (VIII. 29.) Korm. rendelet módosításáról
- 183/2011. (IX. 2.) Korm. rendelet Az egyes fejezeti kezelésű előirányzatokból nyújtott egyedi támogatásokról szóló 49/2011. (III. 30.) Korm. rendelet módosításáról
- 184/2011. (IX. 6.) Korm. rendelet A Szervezetátalakítási alap jogcímcsoport előirányzat felhasználásának szabályairól szóló 20/2011. (III. 2.) Korm. rendelet módosításáról [3]
- 185/2011. (IX. 9.) Korm. rendelet Egyes egészségbiztosítási tárgyú kormány-rendeletek módosításáról [4]
- 186/2011. (IX. 12.) Korm. rendelet Az egyes miniszterek, valamint a Miniszterelnökséget vezető államtitkár feladat- és hatásköréről szóló 212/2010. (VII. 1.) Korm. rendelet módosításáról [5]
- 187/2011. (IX. 14.) Korm. rendelet A nemesfém tárgyak vizsgálatáról, hitelesítéséről és nemesfémtartalmuk tanúsításáról, valamint a hitelesítés és tanúsítás egyenértékűségéről [2]
- 188/2011. (IX. 19.) Korm. rendelet A társadalombiztosítási nyugdíjrendszerbe történő átlépéshez kapcsolódó eljárási szabályokról szóló 297/2010. (XII. 23.) Korm. rendelet módosításáról [6]
- 189/2011. (IX. 19.) Korm. rendelet A súlyos mozgáskorlátozott személyek közlekedési kedvezményeiről szóló 102/2011. (VI. 29.) Korm. rendelet módosításáról
- 190/2011. (IX. 19.) Korm. rendelet Az atomenergia alkalmazása körében a fizikai védelemről és a kapcsolódó engedélyezési, jelentési és ellenőrzési rendszerről
- 191/2011. (IX. 20.) Korm. rendelet a védelem terén alapvető biztonsági érdeket érintő, stb. áruk beszerzésére, illetőleg szolgáltatások megrendelésére vonatkozó sajátos szabályokról szóló 228/2004. (VII. 30.) Korm. rendelet módosításáról
- 192/2011. (IX. 22.) Korm. rendelet A Magyar Köztársaság Kormánya és Kuvait Állam Kormánya között a gazdasági és műszaki együttműködésről szóló megállapodás kötelező hatályának elismerésére adott felhatalmazásról és kihirdetéséről
- 193/2011. (IX. 22.) Korm. rendelet Az energiával kapcsolatos termékek energia- és egyéb erőforrás-fogyasztásának címkézéssel és előírt termékismertetővel történő megadásáról
- 194/2011. (IX. 22.) Korm. rendelet Az üvegházhatású gázok kibocsátásával kapcsolatos hitelesítési tevékenység személyi és szakmai feltételeiről szóló 183/2005. (IX. 13.) Korm. rendelet és az üvegházhatású gázok kibocsátási egységeinek kereskedelméről szóló 2005. évi XV. törvény végrehajtásának egyes szabályairól szóló 213/2006. (X. 27.) Korm. rendelet módosításáról
- 195/2011. (IX. 22.) Korm. rendelet A Magyar Bányászati és Földtani Hivatalról szóló 267/2006. (XII. 20.) Korm. rendelet módosításáról
- 196/2011. (IX. 29.) Korm. rendelet Egyes felnőttképzési és munkaügyi tárgyú kormányrendeletek módosításáról
- 197/2011. (IX. 29.) Korm. rendelet A területrendezési hatósági eljárásokról szóló 76/2009. (IV. 8.) Korm. rendelet módosításáról

#### Október (198−229)
- 198/2011. (X. 5.−) Korm. rendelet A nyugellátások és a baleseti járadék 2011. novemberi kiegészítéséről
- 199/2011. (X. 5.) Korm. rendelet Az Európai Unió intézményeiben nemzeti szakértőként foglalkoztatott köztisztviselőkről szóló 209/2004. (VII. 9.) Korm. rendelet módosításáról
- 200/2011. (X. 7.) Korm. rendelet Az egyes miniszterek, valamint a Miniszterelnökséget vezető államtitkár feladat- és hatásköréről szóló 212/2010. (VII. 1.) Korm. rendelet módosításáról
- 201/2011. (X. 7.) Korm. rendelet A Bethlen Gábor Alapról szóló 2010. évi CLXXXII. törvény végrehajtásáról szóló 367/2010. (XII. 30.) Korm. rendelet módosításáról
- 202/2011. (X. 7.) Korm. rendelet A szakosítási megállapodások egyes csoportjainak a versenykorlátozás tilalma alóli mentesítéséről
- 203/2011. (X. 7.) Korm. rendelet A biztosítási megállapodások egyes csoportjainak a versenykorlátozás tilalma alóli mentesítéséről
- 204/2011. (X. 7.) Korm. rendelet A gépjármű utópiacra vonatkozó megállapodások egyes csoportjainak a versenykorlátozás tilalma alóli mentesítéséről
- 205/2011. (X. 7.) Korm. rendelet A vertikális megállapodások egyes csoportjainak a versenykorlátozás tilalma alóli mentesítéséről
- 206/2011. (X. 7.) Korm. rendelet A kutatási és fejlesztési megállapodások egyes csoportjainak a versenykorlátozás tilalma alóli mentesítéséről
- 207/2011. (X. 12.)Korm. rendelet Az Audi Hungária Motor Kft. Győr közigazgatási területén megvalósuló nagyberuházásával összefüggő közigazgatási hatósági ügyek kiemelt jelentőségű üggyé nyilvánításáról szóló 16/2011. (II. 24.) Korm. rendelet módosításáról
- 208/2011. (X. 12.) Korm. rendelet A katasztrófavédelmi bírság részletes szabályairól, a katasztrófavédelmi hozzájárulás befizetéséről és visszatérítéséről
- 209/2011. (X. 12.) Korm. rendelet A nagyvízi medrek, a parti sávok, a vízjárta, valamint a fakadó vizek által veszélyeztetett területek használatáról és hasznosításáról, valamint a nyári gátak által védett területek értékének csökkenésével kapcsolatos eljárásról szóló 21/2006. (I. 31.) Korm. rendelet és a vizek hasznosítását, védelmét és kártételeinek elhárítását szolgáló tevékenységekre és létesítményekre vonatkozó általános szabályokról szóló 147/2010. (IV. 29.) Korm. rendelet módosításáról
- 210/2011. (X. 12.) Korm. rendeletA vis maior tartalék felhasználásának részletes szabályairól szóló 8/2010. (I. 28.) Korm. rendelet és a vis maior támogatás felhasználásának részletes szabályairól szóló 9/2011. (II. 15.) Korm. rendelet módosításáról
- 211/2011. (X. 12.) Korm. rendelet A szénipari szerkezetátalakítási támogatás meghatározásának és kezelésének részletes szabályairól szóló 278/2007. (X. 20.) Korm. rendelet módosításáról
- 212/2011. (X. 14.) Korm. rendelet A fővárosi ésmegyei kormányhivatalok feladat- és hatásköreivel összefüggő egyes kormányrendeletek módosításáról
- 213/2011. (X. 14.) Korm. rendelet A közalkalmazottakról szóló 1992. évi XXXIII. törvény végre-hajtásáról a közoktatási intézményekben tárgyú 138/1992. (X. 8.) Korm. rendelet és a közoktatásról szóló 1993. évi LXXIX. törvény végrehajtásáról rendelkező 20/1997. (II. 13.) Korm. rendelet módosításáról
- 214/2011. (X. 14.) Korm. rendelet Az egyes fejezeti kezelésű előirányzatokból nyújtott egyedi támogatásokról szóló 49/2011. (III. 30.) Korm. rendelet módosításáról
- 215/2011. (X. 19.) Korm. rendelet Az elektronikus közszolgáltatásokkal összefüggő elektronikus fizetésekre és elszámolásokra vonatkozó szabályokról
- 216/2011. (X. 19.) Korm. rendelet A háziorvosi, házi gyermekorvosi és fogorvosi alapellátási vállalkozások támogatásáról
- 217/2011. (X. 19.) Korm. rendelet A veszélyeztetett vadon élő állat- és növényfajok nemzetközi kereskedelmét szabályozó nemzetközi és európai közösségi jogi aktusok végrehajtásának egyes szabályairól szóló 292/2008. (XII. 10.) Korm. rendelet módosításáról
- 218/2011. (X. 19.) Korm. rendelet A minősített adatot, az ország alapvető biztonsági, nemzet-biztonsági érdekeit érintő vagy a különleges biztonsági intézkedést igénylő beszerzések sajátos szabályairól
- 219/2011. (X. 20.) Korm. rendelet A veszélyes anyagokkal kapcsolatos súlyos balesetek elleni védekezésről
- 220/2011. (X. 20.) Korm. rendelet A Nemzeti Földalapról szóló törvény szerinti közös tulajdonosi joggyakorlás alatt álló ingatlanokról
- 221/2011. (X. 20.) Korm. rendelet Az egyes fejezeti kezelésű előirányzatokból nyújtott egyedi támogatásokról szóló 49/2011. (III. 30.) Korm. rendelet módosításáról
- 222/2011. (X. 21.) Korm. rendelet A gyűjtőszámlahitelre vonatkozó hitelkeret-szerződés esetén az aránytalanul magas havi törlesztési teher mértékéről szóló 163/2011. (VIII. 22.) Korm. rendelet módosításáról
- 223/2011. (X. 21.) Korm. rendelet A fegyveres szervek hivatásos állományú tagjainak szolgálati viszonyáról szóló 1996. évi XLIII. törvény végrehajtásáról szóló 140/1996. (VIII. 31.) Korm. rendelet módosításáról
- 224/2011. (X. 21.) Korm. rendelet A reklámtáblák, reklámhordozók és egyéb reklám célú berendezések közutak melletti elhelyezésének részletes szabályairól
- 225/2011. (X. 24.) Korm. rendelet A Nemzeti Szakképzési és Felnőttképzési Intézetről szóló 292/2006. (XII. 23.) Korm. rendelet módosításáról
- 226/2011. (X. 28.) Korm. rendelet A Magyar Köztársaság Kormánya és az Orosz Föderáció Kormánya között az Európai Közösség és az Orosz Föderáció között a visszafogadásról szóló, 2006. május 25-én, Szocsiban aláírt Megállapodás végrehajtásáról szóló, 2011. május 19-én, Szentpéterváron aláírt Jegyzőkönyv kihirdetéséről
- 227/2011. (X.28.) Korm. rendelet Egyes egészségbiztosítási tárgyú kormányrendeletek módosításáról
- 228/2011. (X.28.) Korm. rendelet A Magyar Közigazgatási Ösztöndíjról
- 229/2011. (X. 28.) Korm. rendelet A felsőoktatási alap- és mesterképzésről, valamint a szakindítás eljárási rendjéről szóló 289/2005. (XII. 22.) Korm. rendelet módosításáról

#### November (230−247)
- 230/2011. (XI. 8.) Korm. rendelet A magyar–szlovák összekötő földgázszállító-vezeték kiépítéséhez és a vezeték üzemszerű működtetéséhez kapcsolódó beruházások megvalósításával összefüggő közigazgatási hatósági ügyek kiemelt jelentőségű üggyé nyilvánításáról
- 231/2011. (XI. 8.) Korm. rendelet A védett személyek és a kijelölt létesítmények védelméről szóló 160/1996. (XI. 5.) Korm. rendelet módosításáról
- 232/2011. (XI. 8.) Korm. rendeletA Mezőgazdasági és Vidékfejlesztési Hivatalról szóló 256/2007. (X. 4.) Korm. rendelet módosításáról
- 233/2011. (XI. 8.) Korm. rendelet A Nemzeti Tehetség Program finanszírozásáról szóló 152/2009. (VII. 23.) Korm. rendelet módosításáról
- 234/2011. (XI. 10.) Korm. rendelet A katasztrófavédelemről és a hozzá kapcsolódó egyes törvények módosításáról szóló 2011. évi CXXVIII. törvény végrehajtásáról
- 235/2011. (XI. 15.) Korm. rendelet Egyrészről Izland, a Liechtensteini Hercegség, a Norvég Királyság, és másrészről a Magyar Köztársaság között az EGT Finanszírozási Mechanizmus 2009–2014-es időszakának végrehajtásáról szóló együttműködési megállapodás kihirdetéséről
- 236/2011. (XI. 15.) Korm. rendeletA Norvég Királyság és a Magyar Köztársaság között a Norvég Finanszírozási Mechanizmus 2009–2014-es időszakának végrehajtásáról szóló együttműködési megállapodás kihirdetéséről
- 237/2011. (XI. 15.) Korm. rendeletA kiemelt térségi és megyei területrendezési tervek, valamint a településrendezési tervek készítése során az országos, a kiemelt térségi és a megyei övezetek területi érintettségével kapcsolatosan állásfoglalásra kötelezett államigazgatási szervek köréről és az eljárás részletes szabályairól szóló 282/2009. (XII. 11.) Korm. rendelet módosításáról
- 238/2011. (XI. 18.) Korm. rendelet A Magyar Köztársaság Kormánya és az Azerbajdzsáni Köztársaság Kormánya között a katasztrófák esetén történő együttműködésről és kölcsönös segítségnyújtásról szóló Megállapodás kihirdetéséről
- 239/2011. (XI. 18.) Korm. rendelet Az önkormányzati és létesítményi tűzoltóságokra, valamint a hivatásos tűzoltóság, önkormányzati tűzoltóság és önkéntes tűzoltó egyesület fenntartásához való hozzá-járulásra vonatkozó szabályokról
- 240/2011. (XI. 18.) Korm. rendelet A polgári légiközlekedés védelmének szabályairól és a Légiközlekedés Védelmi Bizottság jogköréről, feladatairól és működésének rendjéről szóló 169/2010. (V. 11.) Korm. rendelet módosításáról
- 241/2011. (XI. 18.) Korm. rendelet A Nemzeti Emlékhely és Kegyeleti Bizottságról szóló 258/2010. (XI. 12.) Korm. rendelet módosításáról
- 242/2011. (XI. 18.) Korm. rendelet Egyes földügyi tárgyú kormányrendeletek módosításáról
- 243/2011. (XI. 22.) Korm. rendelet Az Országos Statisztikai Adatgyűjtési Program adat-gyűjtéseiről és adatátvételeiről szóló 288/2009. (XII. 15.) Korm. rendelet módosításáról
- 244/2011. (XI. 22.) Korm. rendelet A vasúti pályahálózat működtetésének az állam által meg nem térített költségei finanszírozására felvett hitelre és annak ügyleti kamataira történő állami kezesség-vállalás szabályairól
- 245/2011. (XI. 24.) Korm. rendelet Az egyes fejezeti kezelésű előirányzatokból nyújtott egyedi támogatásokról szóló 49/2011. (III. 30.) Korm. rendelet módosításáról
- 246/2011. (XI. 24.) Korm. rendelet A nukleáris létesítmény és a radioaktív-hulladék-tároló biztonsági övezetéről
- 247/2011. (XI. 25.) Korm. rendelet Az atomenergia alkalmazása körében eljáró független műszaki szakértőről

#### December (248−379)
- 248/2011. (XII. 1.) Korm. rendelet A Nemzetgazdasági Tervezési Hivatal létrehozásáról
- 249/2011. (XII. 1.) Korm. rendeletAz ELI (Extreme Light Infrastructure) integrált európai kutatási nagyberendezés magyarországi megvalósításával összefüggő közigazgatási hatósági ügyek kiemelt jelentőségű üggyé nyilvánításáról szóló 97/2011. (VI. 29.) Korm. rendelet módosításáról
- 250/2011. (XII. 1.) Korm. rendelet A munkahigiénés és foglalkozás-egészségügyi feladatok ellátásával összefüggő kormányrendeletek módosításáról
- 251/2011. (XII. 1.) Korm. rendelet Egyes bányászati tevékenységgel összefüggő kormányrendeletek módosításáról
- 252/2011. (XII. 1.) Korm. rendelet A hatvani Grassalkovich-kastély és parkja rekonstrukciója keretében megvalósuló beruházással összefüggő közigazgatási hatósági ügyek kiemelt jelentőségű üggyé nyilvánításáról
- 253/2011. (XII. 5.) Korm. rendelet Az elemek és az akkumulátorok hulladékainak visszavételéről szóló 181/2008. (VII. 8.) Korm. rendelet módosításáról
- 254/2011. (XII. 6.) Korm. rendelet A 2011. évi népszámlálás végrehajtásával kapcsolatos egyes feladatokról szóló 305/2010. (XII. 23.) Korm. rendelet módosításáról
- 255/2011. (XII. 6.) Korm. rendelet A Környezet és Energia Operatív Program derogációs projektek kamattámogatásának igényléséről, folyósításának, elszámolásának és ellenőrzésének részletes feltételeiről szóló 139/2008. (V. 16.) Korm. rendelet módosításáról
- 256/2011. (XII. 6.) Korm. rendelet A lakásépítési támogatásról
- 257/2011. (XII. 6.) Korm. rendelet A lakáscélú állami támogatásokról szóló 12/2001. (I. 31.) Korm. rendelet módosításáról
- 258/2011. (XII. 7.) Korm. rendelet A megyei intézményfenntartó központokról, valamint a megyei önkormányzatok konszolidációjával, a megyei önkormányzati intézmények és a Fővárosi Önkormányzat egészségügyi intézményeinek átvételével összefüggő egyes kormányrendeletek módosításáról
- 259/2011. (XII. 7.) Korm. rendelet A tűzvédelmi hatósági feladatokat ellátó szervezetekről, a tűz-védelmi bírságról és a tűzvédelemmel foglalkozók kötelező élet- és balesetbiztosításáról
- 260/2011. (XII. 7.) Korm. rendelet A vásárokról, a piacokról és a bevásárlóközpontokról szóló 55/2009. (III. 13.) Korm. rendelet módosításáról
- 261/2011. (XII. 7.) Korm. rendelet a díj ellenében végzett közúti árutovábbítási, a saját számlás áruszállítási, valamint az autóbusszal díj ellenében végzett személyszállítási és a saját számlás személyszállítási tevékenységről, továbbá az ezekkel összefüggő jogszabályok módosításáról
- 262/2011. (XII. 13.) Korm. rendelet az egészségügyi szolgáltatások Egészségbiztosítási Alapból történő finanszírozásának részletes szabályairól szóló 43/1999. (III. 3.) Korm. rendelet módosításáról és az Egészségbiztosítási Alapból finanszírozott egészségügyi szolgáltatóknál alkalmazottak eseti kereset-kiegészítéséről
- 263/2011. (XII. 13.) Korm. rendelet Az egészségügyi szolgáltatások Egészségbiztosítási Alapból történő finanszírozásának részletes szabályairól szóló 43/1999. (III. 3.) Korm. rendelet módosításáról
- 264/2011. (XII. 13.) Korm. rendelet A megváltozott munkaképességű munkavállalók foglalkoztatásához nyújtható költségvetési támogatásáról szóló 177/2005. (IX. 2.) Korm. rendelet módosításáról
- 265/2011. (XII. 13.) Korm. rendelet A Szociális Családiház-építési Program keretében az Ócsa területén megvalósuló építési beruházással összefüggő közigazgatási hatósági ügyek kiemelt jelentőségű üggyé nyilvánításáról és az eljáró hatóságok kijelöléséről szóló 156/2011. (VIII. 10.) Korm. rendelet módosításáról
- 266/2011. (XII. 13.) Korm. rendelet A társadalombiztosítás ellátásaira és a magánnyugdíjra jogosultakról, valamint e szolgáltatások fedezetéről szóló 1997. évi LXXX. törvény végrehajtásáról szóló 195/1997. (XI. 5.) Korm. rendelet, az integrált ügyintézési és tájékoztatási pont kialakításáról, működtetéséről, valamint a működtető és az érintett szervek együttműködésének rendjéről szóló 160/2010. (V. 6.) Korm. rendelet, továbbá az önkéntes kölcsönös biztosító pénztárakról szóló egyes kormány-rendeletek módosításáról
- 267/2011. (XII. 13.) Korm. rendelet A bajba jutott légi járművek megsegítését, valamint a katasztrófák elleni védekezéssel és a mentéssel összefüggő tevékenységet ellátó légi kutató-mentő szolgálat szervezetéről, működésének, fenntartásának, riasztásának és a mentéssel járó költségek viselésének rendjéről, e tevékenységek engedélyezésére vonatkozó szabályokról
- 268/2011. (XII. 16.) Korm. rendelet A látvány-csapatsport támogatását biztosító támogatási igazolás kiállításáról, felhasználásáról, a támogatás elszámolásának és ellenőrzésének, valamint visszafizetésének szabályairól szóló 107/2011. (VI. 30.) Korm. rendelet módosításáról
- 269/2011. (XII. 20.) Korm. rendelet A Nemzeti Adó- és Vámhivatal szervezetéről és egyes szervek kijelöléséről szóló 273/2010. (XII. 9.) Korm. rendelet, a fegyveres szervek hivatásos állományú tagjainak szolgálati viszonyáról szóló 1996. évi XLIII. törvény végrehajtásáról szóló 140/1996. (VIII. 31.) Korm. rendelet és az Európai Unió saját forrásaival kapcsolatos kötelezettségek teljesítésében részt vevő intézmények feladat- és hatásköréről, valamint a kapcsolódó eljárásrendről szóló 101/2008. (IV. 29.) Korm. rendelet módosításáról
- 270/2011. (XII. 20.) Korm. rendelet A Mezőgazdasági és Vidékfejlesztési Hivatalról szóló 256/2007. (X. 4.) Korm. rendelet módosításáról
- 271/2011. (XII. 20.) Korm. rendelet A Mezőgazdasági Szakigazgatási Hivatalról szóló 327/2010. (XII. 27.) Korm. rendelet, valamint a fővárosi és megyei kormányhivatalok mezőgazdasági szakigazgatási szerveinek kijelöléséről szóló 328/2010. (XII. 27.) Korm. rendelet módosításáról
- 272/2011. (XII. 20.) Korm. rendelet Egyes iparjogvédelmi tárgyú kormányrendeletek módosításáról
- 273/2011. (XII. 20.) Korm. rendelet A munkavédelmi bírság mértékére és kiszabására vonatkozó részletes szabályokról
- 274/2011. (XII. 20.) Korm. rendeletA tűzvédelmi bírságnak, valamint a biztosítók tűzvédelmi hozzájárulásának a központi költségvetésbe történő befizetése és elszámolása rendjéről, valamint felhasználásának és ellenőrzésének módjáról szóló 180/1998. (XI. 6.) Korm. rendelet, valamint a BM Országos Katasztrófavédelmi Főigazgatóság piacfelügyeleti eljárásának részletes szabályairól szóló 139/2004. (IV. 29.) Korm. rendelet módosításáról
- 275/2011. (XII. 20.) Korm. rendelet A bölcsődék és a közoktatási intézmények infrastrukturális fejlesztése a leghátrányosabb helyzetű kistérségekben támogatás igénybevételének részletes feltételeiről szóló 206/2008. (VIII. 26.) Korm. rendelet módosításáról
- 276/2011. (XII. 20.) Korm. rendelet Az Alaptörvény hatálybalépésével összefüggően hazánk elnevezésének Magyar Köztársaságról Magyarországra történő változásából eredő kormányrendeletek módosításáról
- 277/2011. (XII. 20.) Korm. rendelet A fejlesztési adókedvezményről szóló 206/2006. (X. 16.) Korm. rendelet módosításáról
- 278/2011. (XII. 20.) Korm. rendelet A NATO Válságreagálási Rendszerével összhangban álló Nemzeti Intézkedési Rendszer rendeltetéséről, feladatairól, eljárási rendjéről, a közreműködők kötelezettségeiről
- 279/2011. (XII. 20.) Korm. rendeletA Nemzeti Földalapba tartozó földrészletek szociális földprogram megvalósítása céljából az önkormányzatok számára történő ingyenes tulajdonba vagy vagyonkezelésbe adásának szabályairól szóló 263/2010. (XI. 17.) Korm. rendelet módosításáról
- 280/2011. (XII. 20.) Korm. rendelet A gyakorlati képzés költségeinek a szakképzési hozzájárulás terhére történő elszámolásánál figyelembe vehető gyakorlati képzési normatívák mértékéről és a csökkentő tétel számításáról
- 281/2011. (XII. 20.) Korm. rendelet A Magyar Köztársaság Kormánya és az Üzbég Köztársaság Kormánya között a gazdasági együttműködésről szóló megállapodás kihirdetéséről
- 282/2011. (XII. 21.) Korm. rendelet Egyes kormányrendeleteknek a miniszteri hatósági hatáskörök felülvizsgálatával összefüggésben történő módosításáról
- 283/2011. (XII. 22.) Korm. rendelet A Magyar Köztársaság Kormánya és a Szlovák Köztársaság Kormánya között a két ország közös államhatárán, Ráróspuszta és Rároš települések közötti Ipoly-híd és a kapcsolódó létesítmények megépítéséről 2007. november 16-án Párkányban aláírt Egyezményt módosító 1. Kiegészítés kihirdetéséről
- 284/2011. (XII. 22.) Korm. rendelet A Magyar Köztársaság Kormánya és a Szlovák Köztársaság Kormánya között a két ország közös államhatárán, Szécsény és Pető (Pet’ov) települések közötti Ipoly-híd és a kapcsolódó létesítmények megépítéséről 2007. november 16-án Párkányban aláírt Egyezményt módosító 1. Kiegészítés kihirdetéséről
- 285/2011. (XII. 22.) Korm. rendelet A külföldi kiküldetéshez kapcsolódó elismert költségekről
- 286/2011. (XII. 22.) Korm. rendelet A büntetés-végrehajtási szervezet részéről a központi államigazgatási szervek és a rendvédelmi szervek irányában fennálló egyes ellátási kötelezettségekről, a termékek és szolgáltatások átadás-átvételének és azok ellentételezésének rendjéről szóló 44/2011. (III. 23.) Korm. rendelet módosításáról
- 287/2011. (XII. 22.) Korm. rendelet Egyes közbeszerzési tárgyú kormányrendeletek módosításáról*288/2011. (XII. 22.) Korm. rendelet A Közbeszerzési Döntőbizottság által kiszabható szankciókról és alkalmazásuk részletes szabályairól, valamint a Közbeszerzési Döntőbizottság eljárásáért fizetendő igazgatási szolgáltatási díjról
- 289/2011. (XII. 22.) Korm. rendelet A közszolgáltatók közbeszerzéseire vonatkozó sajátos közbeszerzési szabályokról
- 290/2011. (XII. 22.) Korm. rendelet A honvédelemről és a Magyar Honvédségről, valamint a különleges jogrendben bevezethető intézkedésekről szóló 2011. évi CXIII. törvény egyes rendelkezéseinek végrehajtásáról
- 291/2011. (XII. 22.) Korm. rendelet A dohánytermékek jelöléséről, valamint az egészségvédelmi bírság alkalmazásának részletes szabályairól
- 292/2011. (XII. 22.) Korm. rendelet A haditechnikai termékek gyártása és a haditechnikai szolgáltatások nyújtása engedélyezésének részletes szabályairól szóló 301/2005. (XII. 23.) Korm. rendelet módosításáról
- 293/2011. (XII. 22.) Korm. rendelet A földgázellátásról szóló 2008. évi XL. törvény rendelkezéseinek végrehajtásáról szóló 19/2009. (I. 30.) Korm. rendelet és a földgázvételezés korlátozásáról, a földgáz biztonsági készlet felhasználásáról, valamint a földgázellátási válsághelyzet esetén szükséges egyéb intézkedésekről szóló 265/2009. (XII. 1.) Korm. rendelet módosításáról
- 294/2011. (XII. 22.) Korm. rendelet Az önkéntes tartalékos rendszerhez kapcsolódóan, a munkáltatót megillető támogatásokra vonatkozó szabályokról
- 295/2011. (XII. 22.) Korm. rendelet A védelem terén alapvető biztonsági érdeket érintő, kifejezetten katonai, rendvédelmi, rendészeti célokra szánt áruk beszerzésére, illetőleg szolgáltatások megrendelésére vonatkozó sajátos szabályokról szóló 228/2004. (VII. 30.) Korm. rendelet módosításáról
- 296/2011. (XII. 22.) Korm. rendelet Az egyes fejezeti kezelésű előirányzatokból nyújtott egyedi támogatásokról szóló 49/2011. (III. 30.) Korm. rendelet módosításáról
- 297/2011. (XII. 22.) Korm. rendelet Az ipari parkokról
- 298/2011. (XII. 22.) Korm. rendelet a kötelező legkisebb munkabér (minimálbér) és a garantált bérminimum megállapításáról
- 299/2011. (XII. 22.) Korm. rendelet A munkabérek nettó értékének megőrzéséhez szükséges munkabéremelés 2012. évi elvárt mértékéről és a béren kívüli juttatás ennek keretében figyelembe vehető mértékéről
- 300/2011. (XII. 22.) Korm. rendelet A vízügyi igazgatási szervek irányításának átalakításával összefüggésben egyes kormányrendeletek módosításáról
- 301/2011. (XII. 23.) Korm. rendelet A Magyar Köztársaság Kormánya és a Németországi Szövetségi Köztársaság Kormánya közötti iskolai együttműködésről szóló, Baján, 2000. december 7-én aláírt Egyezmény kihirdetéséről
- 302/2011. (XII. 23.) Korm. rendeletA nemzeti emlékhelyek használati rendjéről
- 303/2011. (XII. 23.) Korm. rendelet A történelmi emlékhelyekről
- 304/2011. (XII. 23.) Korm. rendelet A nemzeti fejlesztési miniszter feladatkörébe tartozó egyes kormányrendeletek új ország-elnevezéssel összefüggő módosításáról
- 305/2011. (XII. 23.) Korm. rendelet A tervpályázati eljárások szabályairól
- 306/2011. (XII. 23.) Korm. rendelet Az építési beruházások közbeszerzésének részletes szabályairól
- 307/2011. (XII. 23.) Korm. rendelet A közös jogkezelő szervezetek nyilvántartására, felügyeletére, felügyeleti díjára, valamint e szervezetek nyilvántartásával, felügyeletével és díjszabásának jóváhagyásával kapcsolatos eljárásokban az elektronikus úton történő kapcsolattartásra vonatkozó részletes szabályokról
- 308/2011. (XII. 23.) Korm. rendelet A környezeti hatások jelentőségének vizsgálatával összefüggésben egyes kormányrendeletek módosításáról
- 309/2011. (XII. 23.) Korm. rendelet A központosított informatikai és elektronikus hírközlési szolgáltatásokról
- 310/2011. (XII. 23.) Korm. rendelet A közbeszerzési eljárásokban az alkalmasság és a kizáró okok igazolásának, valamint a közbeszerzési műszaki leírás meghatározásának módjáról
- 311/2011. (XII. 23.) Korm. rendelet A Várbazár, valamint a budavári királyi kertek rekonstrukciójához kapcsolódó beruházások megvalósításával összefüggő közigazgatási hatósági ügyek nemzet-gazdasági szempontból kiemelt jelentőségű üggyé nyilvánításáról
- 312/2011. (XII. 23.) Korm. rendelet A hivatásos katasztrófavédelmi szerv eljárásai során a veszélyes áruk vasúti és belvízi szállításának ellenőrzésére és a bírság kivetésére vonatkozó egységes eljárás szabályairól, továbbá az egyes szabály-talanságokért kiszabható bírságok összegéről, valamint a bírságolással összefüggő hatósági feladatok általános szabályairól
- 313/2011. (XII. 23.) Korm. rendelet Az önálló orvosi tevékenységről szóló 2000. évi II. törvény végrehajtásáról
- 314/2011. (XII. 23.) Korm. rendelet A bírósági szervezet átalakításával összefüggésben egyes kormányrendeletek módosításáról
- 315/2011. (XII. 27.) Korm. rendelet A világörökségi kezelési tervről, a világörökségi komplex hatásvizsgálat idokumentációról és a világörökségi várományos helyszínekről
- 316/2011. (XII. 27.) Korm. rendelet Az állami vezetők és az államigazgatási szervek köztisztviselői számára biztosított juttatásokról és azok feltételeiről szóló 192/2010. (VI. 10.) Korm. rendelet módosításáról
- 317/2011. (XII. 27.) Korm. rendelet A Széchenyi Pihenőkártya kibocsátásának és fel-használásának szabályairól szóló 55/2011. (IV. 12.) Korm. rendelet módosításáról
- 318/2011. (XII. 27.) Korm. rendelet Az egyes központosított egészségügyi szolgáltatók által nyújtott szolgáltatások igénybevételéről, valamint a külön meghatározott személyek tekintetében fennálló egészségügyi ellátás rendjéről szóló 175/2007. (VI. 30.) Korm. rendelet módosításáról
- 319/2011. (XII. 27.) Korm. rendelet A közfoglalkoztatási bér és a közfoglalkoztatási garantált bér megállapításáról szóló 170/2011. (VIII. 24.) Korm. rendelet, a Foglalkoztatási és Közfoglalkoztatási Adatbázisról szóló 169/2011. (VIII. 24.) Korm. rendelet, valamint a harmadik országbeli állampolgárok Magyar Köztársaság területén történő engedélymentes foglalkoztatásának szabályairól szóló 355/2009. (XII. 30.) Korm. rendelet módosításáról
- 320/2011. (XII. 27.) Korm. rendelet A Magyar Bányászati és Földtani Hivatallal összefüggő egyes kormányrendeletek módosításáról
- 321/2011. (XII. 27.) Korm. rendelet A helyi esélyegyenlőségi programok elkészítésének szabályairól és az esélyegyenlőségi mentorokról
- 322/2011. (XII. 27.) Korm. rendelet Az Alaptörvény hatálybalépésével összefüggően Hazánk elnevezésének „Magyar Köztársaság”-ról „Magyarország”-ra történő változásából eredő, a vidékfejlesztési miniszter feladatkörébe tartozó egyes kormányrendeletek módosításáról
- 323/2011. (XII. 28.) Korm. rendelet A Nemzeti Munkaügyi Hivatalról és a szakmai irányítása alá tartozó szakigazgatási szervek feladat és hatásköréről
- 324/2011. (XII. 28.) Korm. rendelet A Nemzeti Munkaügyi Hivatal létrehozásával kapcsolatos egyes kormányrendeletek módosításáról
- 325/2011. (XII. 28.) Korm. rendelet Egyes egészségbiztosítási és egészségügyi tárgyú kormányrendeletek módosításáról
- 326/2011. (XII. 28.) Korm. rendelet A közúti közlekedési igazgatási feladatokról, a közúti közlekedési okmányok kiadásáról és visszavonásáról
- 327/2011. (XII. 29.) Korm. rendelet A megváltozott munkaképességű személyek ellátásaival kapcsolatos eljárási szabályokról
- 328/2011. (XII. 29.) Korm. rendelet A személyes gondoskodást nyújtó gyermekjóléti alapellátások és gyermekvédelmi szakellátások térítési díjáról és az igénylésükhöz felhasználható bizonyítékokról
- 329/2011. (XII. 29.) Korm. rendeletA szociális, gyermekjóléti és gyermekvédelmi szolgáltatók, intézmények ágazati azonosítójáról és országos nyilvántartásáról szóló 226/2006. (XI. 20.) Korm. rendelet módosításáról
- 330/2011. (XII. 29.) Korm. rendelet Egyes kormányrendeletek szociális és gyermekjóléti, gyermek-védelmi szolgáltatásokkal összefüggő módosításáról
- 331/2011. (XII. 29.) Korm. rendelet Egyes kormányrendeleteknek a pénzbeli és természetbeni szociális ellátásokkal összefüggő módosításáról
- 332/2011. (XII. 29.) Korm. rendelet A családok támogatásáról szóló 1998. évi LXXXIV. törvény végrehajtásáról szóló 223/1998. (XII. 30.) Korm. rendelet módosításáról
- 333/2011. (XII. 29.) Korm. rendelet A korhatár előtti ellátás, a szolgálati járandóság, a balettművészeti életjáradék és az átmeneti bányászjáradék eljárási szabályairól, valamint egyes kapcso-lódó kormányrendeletek módosításáról
- 334/2011. (XII. 29.) Korm. rendelet A gyámhatóságokról, valamint a gyermekvédelmi és gyámügyi eljárásról szóló 149/1997. (IX. 10.) Korm. rendeletnek a családi pótlék intézményi felhasználásával kapcsolatos módosításáról
- 335/2011. (XII. 29.) Korm. rendelet A nyugellátások és egyes más ellátások 2012. január havi emeléséről
- 336/2011. (XII. 29.) Korm. rendelet Az Egészségbiztosítási Alapból finanszírozott egészségügyi szolgáltatóknál alkalmazottak eseti kereset-kiegészítésével összefüggő egyes kormányrendeletek módosításáról
- 337/2011. (XII. 29.) Korm. rendelet A Gyógyító-megelőző ellátás jogcím-csoportból finanszírozott egészségügyi szolgáltatók adósságának rendezésére fordítható konszolidációs támogatásról és az egészségügyi szolgáltatások Egészségbiztosítási Alapból történő finanszírozásának részletes szabályairól szóló 43/1999. (III. 3.) Korm. rendelet módosításáról
- 338/2011. (XII. 29.) Korm. rendelet A Nemzeti Jogszabálytárról
- 339/2011. (XII. 29.) Korm. rendelet Az Országos Könyvtári Kuratóriumról szóló 165/1999. (XI. 19.) Korm. rendelet módosításáról
- 340/2011. (XII. 29.) Korm. rendelet Az egyes miniszterek, valamint a Miniszterelnökséget vezető államtitkár feladat- és hatásköréről szóló 212/2010. (VII. 1.) Korm. rendelet módosításáról
- 341/2011. (XII. 29.) Korm. rendelet Az otthonteremtési kamattámogatásról
- 342/2011. (XII. 29.) Korm. rendelet A számviteli törvényhez kapcsolódó, sajátos számviteli szabályokat tartalmazó kormányrendeletek módosításáról
- 343/2011. (XII. 29.) Korm. rendelet A környezetvédelmi termékdíjról szóló 2011. évi LXXXV. törvény végrehajtásáról
- 344/2011. (XII. 29.) Korm. rendelet A befektetési alapkezelőre vonatkozó szervezeti, össze-férhetetlenségi, üzletviteli és kockázatkezelési követelményekről
- 345/2011. (XII. 29.) Korm. rendelet A befektetési alapok befektetési és hitelfelvételi szabályairól
- 346/2011. (XII. 29.) Korm. rendelet A központi elektronikus szolgáltató rendszer igénybevevőinek azonosításáról és az azonosítási szolgáltatásról szóló 224/2009. (X. 14.) Korm. rendelet módosításáról
- 347/2011. (XII. 29.) Korm. rendelet A minősített adatok, az ország alapvető biztonsági, nemzetbiztonsági érdekeit érintő vagy a különleges biztonsági intézkedést igénylő beszerzések sajátos szabályairól szóló 218/2011. (X. 19.) Korm. rendelet módosításáról
- 348/2011. (XII. 29.) Korm. rendelet Egyes pénzügyi tárgyú kormányrendeletek módosításáról
- 349/2011. (XII. 29.) Korm. rendelet Az egyes kárpótlással kapcsolatos kormányrendeletek módosításáról
- 350/2011. (XII. 29.) Korm. rendelet A civil szervezetek gazdálkodása, az adománygyűjtés és a közhasznúság egyes kérdéseiről
- 351/2011. (XII. 29.) Korm. rendelet A kutatási és fejlesztési megállapodások egyes csoportjainak a versenykorlátozás tilalma alóli mentesítéséről szóló 206/2011. (X. 7.) Korm. rendelet módosításáról
- 352/2011. (XII. 29.) Korm. rendelet A közbeszerzések központi ellenőrzéséről és engedélyezéséről szóló 46/2011. (III. 25.) Korm. rendeletnek az államadósság-kezeléssel összefüggő módosításáról
- 353/2011. (XII. 29.) Korm. rendelet Az adósságot keletkeztető ügyletekhez történő hozzájárulás részletes szabályairól 40741
- 354/2011. (XII. 29.) Korm. rendelet A társadalombiztosítás ellátásaira és a magánnyugdíjra jogosultakról, valamint e szolgáltatások fedezetéről szóló 1997. évi LXXX. törvény végrehajtásáról szóló 195/1997. (XI. 5.) Korm. rendelet módosításáról
- 355/2011. (XII. 29.) Korm. rendelet A Kormányzati Ellenőrzési Hivatalról
- 356/2011. (XII. 29.) Korm. rendelet Az állami vagyonnal való gazdálkodásról szóló 254/2007. (X. 4.) Korm. rendelet módosításáról
- 357/2011. (XII. 29.) Korm. rendelet A stratégiailag kiemelt jelentőségű gazdálkodó szervezetek csődeljárásában és felszámolási eljárásában közreműködő állami felszámoló adatainak nyilvántartásba vételével és közigazgatási hatósági ellenőrzésével összefüggő eljárási szabályokról
- 358/2011. (XII. 29.) Korm. rendelet A stratégiailag kiemelt jelentőségű gazdálkodó szervezetek csődeljárásában és felszámolási eljárásában közreműködő állami felszámoló kijelöléséről
- 359/2011. (XII. 29.) Korm. rendelet A csődeljárásról és a felszámolási eljárásról szóló 1991. évi XLIX. törvény szerinti stratégiailag kiemelt jelentőségű gazdálkodó szervezetté nyilvánítás eljárási szabályairól
- 360/2011. (XII. 30.) Korm. rendelet A külföldre utazásról szóló 1998. évi XII. törvény végrehajtásáról szóló 101/1998. (V. 22.) Korm. rendelet módosításáról
- 361/2011. (XII. 30.) Korm. rendelet Az országos nukleárisbaleset-elhárítási rendszerről szóló 167/2010. (V. 11.) Korm. rendelet módosításáról
- 362/2011. (XII. 30.) Korm. rendelet Az oktatási igazolványokról
- 363/2011. (XII. 30.) Korm. rendelet A Nemzeti Közszolgálati Egyetemről, valamint a közigazgatási, rendészeti és katonai felsőoktatásról szóló 2011. évi CXXXII. törvény egyes rendel-kezéseinek végrehajtásáról
- 364/2011. (XII. 30.) Korm. rendelet A budapesti Istvánmező rehabilitációs programjával, kiemelten a Budapesti Olimpiai Központ integrált rekonstrukciójával összefüggő közigazgatási hatósági ügyek kiemelt jelentőségű üggyé nyilvánításáról és az eljáró hatóságok kijelöléséről
- 365/2011. (XII. 30.) Korm. rendelet A Bethlen Gábor Alapról szóló 2010. évi CLXXXII. törvény végrehajtásáról szóló 367/2010. (XII. 30.) Korm. rendelet módosításáról
- 366/2011. (XII. 30.) Korm. rendelet A hitelintézetek likviditási szintjének meghatározásáról, valamint devizapozícióbeli lejárati összhangjának szabályozásáról
- 367/2011. (XII. 30.) Korm. rendelet Az egyes kereskedelmi építmények létesítésével összefüggő Bizottság működéséről, valamint a felmentési kérelem adattartalmáról
- 368/2011. (XII. 31.) Korm. rendelet Az államháztartásról szóló törvény végrehajtásáról
- 369/2011. (XII. 31.) Korm. rendelet Az államháztartás szervezetei beszámolási és könyvvezetési kötelezettségének sajátosságairól szóló 249/2000. (XII. 24.) Korm. rendelet, valamint a kincstári elszámolások beszámolási és könyvvezetési kötelezettségének sajátosságairól szóló 240/2003. (XII. 17.) Korm. rendelet módosításáról
- 370/2011. (XII. 31.) Korm. rendelet A költségvetési szervek belső kontrollrendszeréről és belső ellenőrzéséről
- 371/2011. (XII. 31.) Korm. rendelet A költségvetési szerveknél és az egyházak közcélú tevékenységet folytató intézményeinél foglalkoztatottak 2012. évi kompenzációjáról
- 372/2011. (XII. 31.) Korm. rendelet A megyei önkormányzat egészségügyi intézményei és a Fővárosi Önkormányzat egészségügyi intézményei átvételének részletes szabályairól
- 373/2011. (XII. 31.) Korm. rendelet A munkavédelmi hatósági feladatokat ellátó egyes szervek kijelöléséről
- 374/2011. (XII. 31.) Korm. rendelet A védett személyek és a kijelölt létesítmények védelméről szóló 160/1996. (XI. 5. ) Korm. rendelet, a rendőrség belső bűnmegelőzési és bűnfelderítési feladatokat ellátó szerve kijelöléséről, valamint feladatai ellátásának, a kifogástalan életvitel ellenőrzés és a megbízhatósági vizsgálat részletes szabályainak megállapításáról szóló 293/2010. (XII. 22.) Korm. rendelet, valamint a terrorizmust elhárító szerv kijelöléséről és feladatai ellátásának részletes szabályairól szóló 295/2010. (XII. 22.) Korm. rendelet módosításáról
- 375/2011. (XII. 31.) Korm. rendelet A tűzvédelmi tervezői tevékenység folytatásának szabályairól
- 376/2011. (XII. 31.) Korm. rendelet A fegyveres szervek hivatásos állományú tagjainak szolgálati viszonyáról szóló 1996. évi XLIII. törvény végrehajtásáról szóló 140/1996. (VIII. 31.) Korm. rendelet, a védett személyek és a kijelölt létesítmények védelméről szóló 160/1996. (XI. 5.) Korm. rendelet, a rendőrség belső bűnmegelőzési és bűnfelderítési feladatokat ellátó szerve kijelöléséről, valamint feladatai ellátásának, a kifogástalan életvitel ellenőrzés és a megbízhatósági vizsgálat részletes szabályainak megállapításáról szóló 293/2010. (XII. 22.) Korm. rendelet, valamint a terrorizmust elhárító szerv kijelöléséről és feladatai ellátásának részletes szabályairól szóló 295/2010. (XII. 22.) Korm. rendelet módosításáról
- 377/2011. (XII. 31.) Korm. rendelet A katasztrófa-egészségügyi ellátásról
- 378/2011. (XII. 31.) Korm. rendelet A villamosenergia-ellátással, a földgázellátással és a távhő-szolgáltatással összefüggő kormányrendeletek módosításáról
- 379/2011. (XII. 31.) Korm. rendelet Az Új Magyarország Vidékfejlesztési Program keretében a LEADER helyi akciócsoportok részére nyújtandó működési előlegről szóló 220/2009. (X. 8.) Korm. rendelet módosításáról

### Egyéb fontosabb jogszabályok

#### Miniszteri rendeletek

##### Január
- 1/2011. (I. 7.) MNB rendelet „Az Európai Unió Tanácsának magyar elnöksége” emlékérme kibocsátásáról
- 1/2011. (I. 7.) PSZÁF rendelet A Pénzügyi Szervezetek Állami Felügyelete elnökének a rendeletkiadásban való helyettesítéséről
- 1/2011. (I. 7.) NEFMI rendelet Az egészségügyért felelős miniszter hatáskörébe tartozó szakképesítések szakmai és vizsgakövetelményeinek kiadásáról
- 2/2011. (I. 11.) MNB rendelet A „Jedlik Ányos” emlékérme kibocsátásáról
- 1/2011. (I. 11.) NFM rendelet Egyes közlekedési tárgyú miniszteri rendeleteknek a megyei és fővárosi kormányhivatalok felállításával összefüggő módosításáról
- 1/2011. (I. 11.) VM rendelet A vidékfejlesztési miniszter feladatkörét érintő egyes miniszteri rendeleteknek a naptári napokban való határidő-számítással összefüggő módosításról
- 1/2011. (I. 14.) KIM rendelet Az alapítványok nyilvántartásának ügyviteli szabályairól szóló 12/1990. (VI. 13.) IM rendelet módosításáról
- 1/2011. (I. 14.) NGM rendelet Az éghető folyadékok és olvadékok tárolótartályairól szóló 11/1994. (III. 25.) IKM rendelet módosításáról
- 2/2011. (I. 14.) NGM rendelet Az álláskeresőként való nyilvántartásba vételről, valamint a nyilvántartásból való törlésről
- 2/2011. (I. 14.) NFM rendelet A földgáz biztonsági készlet mértékéről
- 3/2011. (I. 14.) NFM rendelet A földgáz rendszerhasználati díjak megállapításáról szóló 31/2009. (VI. 25.) KHEM rendelet módosításáról
- 2/2011. (I. 14.) VM rendelet A védett őshonos mezőgazdasági állatfajták és a veszélyeztetett mezőgazdasági állatfajták körének megállapításáról szóló 4/2007. (I. 18.) FVM–KvVM együttes rendelet módosításáról
- 3/2011. (I. 14.) VM rendelet A szőlészeti és a borászati adatszolgáltatás, valamint a származási bizonyítványok kiadásának rendjéről, továbbá a borászati termékek előállításáról, forgalomba hozataláról és jelöléséről szóló 127/2009. (IX. 29.) FVM rendelet módosításáról
- 4/2011. (I. 14.) VM rendelet A levegőterheltségi szint határértékeiről és a helyhez kötött légszennyező pontforrások kibocsátási határértékeiről
- 5/2011. (I. 14.) VM rendelet Egyes miniszteri rendeletek levegővédelemmel összefüggő módosításáról
- 6/2011. (I. 14.) VM rendelet A levegőterheltségi szint és a helyhez kötött légszennyező források kibocsátásának vizsgálatával, ellenőrzésével, értékelésével kapcsolatos szabályokról
- 3/2011. (I. 26.) NEFMI rendelet Az alapfokú művészetoktatás követelményei és tantervi programjának bevezetéséről és kiadásáról szóló 27/1998. (VI. 10.) MKM rendelet módosításáról
- 4/2011. (I. 28.) Korm. rendelet A 2007–2013 programozási időszakban az Európai Regionális Fejlesztési Alapból, az Európai Szociális Alapból és a Kohéziós Alapból származó támogatások felhasználásának rendjéről
- 3/2011. (I. 28.) NGM rendelet A kincstári szervezet megváltozásával összefüggésben egyes miniszteri rendeletek, valamint a kincstári számlavezetés és finanszírozás, a feladatfinanszírozási körbe tartozó előirányzatok felhasználása, valamint egyes államháztartási adatszolgáltatások rendjéről szóló 46/2009. (XII. 30.) PM rendelet módosításáról
- 7/2011. (I. 28.) VM rendelet A bioüzemanyag-előállítás fenntartható minősítésének igazolásáért, nyilvántartásba vételéért fizetendő igazgatási szolgáltatási díjakról
- 4/2011. (I. 31.) NGM rendelet A helyi önkormányzatokat és a többcélú kistérségi társulásokat 2011. évben egyes központi költségvetési kapcsolatokból megillető forrásokról
- 4/2011. (I. 31.) NFM rendelet A villamos energia egyetemes szolgáltatás árképzéséről
- 8/2011. (I. 31.) VM rendelet Az Európai Mezőgazdasági Vidékfejlesztési Alapból támogatott intézkedések monitoring adatszolgáltatási rendjére vonatkozó részletes szabályokról szóló 18/2009. (III. 6.) FVM rendelet és az Európai Mezőgazdasági Vidékfejlesztési Alapból nyújtandó, a vidéki gazdaság és lakosság számára nyújtott alapszolgáltatások körében a kistérségi közlekedési szolgáltatások fejlesztésére igénybe vehető támogatások részletes feltételeiről szóló 9/2008. (I. 24.) FVM rendelet módosításáról

##### Február
- 2/2011. (II. 3.) KIM rendelet A bírósági végrehajtás szervezetéről szóló 16/2001. (X. 26.) IM rendelet módosításáról
- 3/2011. (II. 11.) KIM rendelet A területi felzárkózási koordinációs központi és felnőttképzési feladatot ellátó regionális képző központok irányításáról, feladatairól
- 4/2011. (II. 11.) KIM rendelet A bírósági ügyvitel szabályairól szóló 14/2002. (VIII. 1.) IM rendelet módosításáról
- 5/2011. (II. 11.) NGM rendelet Az eljárási illetékek megfizetésének és a megfizetés ellenőrzésének részletes szabályairól szóló 44/2004. (XII. 20.) PM rendelet, valamint az ajkai térségben bekövetkezett vörösiszap-ömlés által okozott károk helyreállítása és az újjáépítések körében felmerült illeték megállapításának mellőzéséről szóló 10/2010. (XII. 16.) NGM rendelet módosításáról
- 5/2011. (II. 15.) KIM rendelet Az esélyegyenlőséget szolgáló intézkedések és az integrációs rendszerben részt vevő intézményekben dolgozó pedagógusok támogatásáról
- 6/2011. (II. 15.) NGM rendelet A Nemzeti Adó- és Vámhivatal hivatásos állományú tagjait megillető nyugellátással kapcsolatos egyes eljárási szabályokról
- 7/2011. (II. 15.) NGM rendelet A Nemzeti Adó- és Vámhivatal három hónapnál rövidebb időtartamú külföldi szolgálatot teljesítő hivatásos állományú tagjai részére nyújtható napidíj és költségtérítés mértékéről, megállapításának, kifizetésének és elszámolásának rendjéről
- 9/2011. (II. 15.) VM rendelet Az állami tulajdonú közüzemi vízműből szolgáltatott ivóvízért, illetőleg az állami tulajdonú közüzemi csatornamű használatáért fizetendő díjakról szóló 47/1999. (XII. 28.) KHVM rendelet módosításáról
- 10/2011. (II. 15.) VM rendelet A 2011. évi iskolatej program szabályozásáról szóló 44/2010. (XII. 22.) VM rendelet módosításáról
- 1/2011. (II. 18.) BM rendelet A szabad mozgás és tartózkodás jogával rendelkező személyek, valamint a harmadik országbeli állampolgárok beutazásával és tartózkodásával kapcsolatos eljárások díjáról szóló 28/2007. (V. 31.) IRM rendelet és az egyes miniszteri rendeleteknek az egyes migrációs tárgyú törvények jogharmonizációs célú módosításáról szóló 2010. évi CXXXV. törvény végrehajtásához szükséges módosításáról szóló BM rendeletről szóló 12/2010. (XII. 23.) BM rendelet, valamint a Katasztrófa elhárítási célelőirányzatok felhasználásáról szóló 5/2010. (XII. 3.) BM rendelet módosításáról
- 11/2011. (II. 18.) VM rendelet Az Európai Mezőgazdasági Vidékfejlesztési Alap társfinanszírozásában megvalósuló támogatások igénybevételének általános szabályairól szóló 23/2007. (IV.17.) FVM rendelet módosításáról
- 12/2011. (II. 18.) VM rendelet A zöldség-gyümölcs termelői csoportok támogatásáról szóló 24/2010. (III. 19.) FVM rendelet, a zöldség-gyümölcs termelői szervezetek kiegészítő nemzeti támogatásáról szóló 9/2010. (VIII. 4.) VM rendelet, valamint a zöldség, gyümölcs és a dohány szerkezetátalakítási nemzeti program Európai Mezőgazdasági Garancia Alapból finanszírozott különleges támogatásának igénybevételéhez kapcsolódó feltételek megállapításáról szóló 29/2010. (III. 30.) FVM rendelet módosításáról
- 13/2011. (II. 18.) VM rendelet A szőlőültetvények szerkezetátalakítására és -átállítására vonatkozó szabályozásról szóló 161/2008. (XII. 18.) FVM rendelet módosításáról
- 2/2011. (II. 22.) BM rendelet A belügyminiszter irányítása alatt álló fegyveres szervek hivatásos állományú tagjai illetményének és egyéb juttatásainak megállapításáról, valamint a folyósítás szabályairól szóló 20/1997. (III. 19.) BM rendelet, az igazságügyi és rendészeti miniszter hatáskörébe tartozó szakképesítések szakmai és vizsgakövetelményeinek kiadásáról szóló 15/2008. (VII. 28.) IRM rendelet és az igazságügyi és rendészeti miniszter felügyelete, irányítása alá tartozó fegyveres szerveknél rendszeresített hivatásos beosztásokról és a betöltésükhöz szükséges követelményekről szóló 19/2008. (IX. 18.) IRM rendelet módosításáról
- 1/2011. (II. 22.) KüM rendelet A 2011. évi magyar EU elnökséggel kapcsolatos fejezeti kezelésű előirányzat felhasználásának szabályairól
- 4/2011. (II. 23.) MNB rendelet A „Mohácsi busójárás” emlékérme kibocsátásáról
- 2/2011. (II. 23.) PSZÁF rendelet A kijelölt hitelintézetek adatszolgáltatási kötelezettségének módosításáról
- 3/2011. (II. 23.) BM rendelet Az Országos Építésügyi Fórumról
- 8/2011. (II. 23.) NGM rendelet Egyes, katonai célú felhasználással kapcsolatos jövedéki rendelkezések részletes szabályairól szóló 12/2010. (III. 31.) PM–HM együttes rendelet módosításáról
- 6/2011. (II. 24.) KIM rendelet A közigazgatási és igazságügyi miniszter által adományozható elismerésekről
- 14/2011. (II. 24.) VM rendelet A zöldség szaporítóanyagok előállításáról és forgalomba hozataláról szóló 50/2004. (IV. 22.) FVM rendelet módosításáról
- 3/2011. (II. 28.) PSZÁF rendelet A Pénzügyi Szervezetek Állami Felügyelete részére a hitelintézetek által forgalmazott, egyes betéti és megtakarítási termékekre vonatkozó adatszolgáltatási kötelezettségről
- 2/2011. (II. 28.) KüM rendelet A tartós külszolgálatot teljesítő köztisztviselők és munkavállalók alapellátmányának, illetve ideiglenes külföldi kiküldetése napidíjának összegéről és azok kifizetéséről szóló 7/2009. (VI. 26.) KüM rendelet módosításáról
- 4/2011. (II. 28.) NEFMI rendelet Az állami sportcélú támogatások felhasználásáról és elosztásáról
- 5/2011. (II. 28.) NEFMI rendelet Az egészségügyi szakellátás társadalombiztosítási finanszírozásának egyes kérdéseiről szóló 9/1993. (IV. 2.) NM rendelet módosításáról
- 5/2011. (II. 28.) NFM rendelet A magyar légtér légiközlekedés céljára történő kijelöléséről szóló 26/2007. (III. 1.) GKM–HM–KvVM együttes rendelet módosításáról
- 15/2011. (II. 28.) VM rendelet Az Európai Mezőgazdasági Vidékfejlesztési Alapból finanszírozott egyes agrártámogatásokról szóló miniszteri rendeletek módosításáról

##### Március
- 4/2011. (III. 1.) BM rendelet Az önhibájukon kívül hátrányos helyzetben lévő önkormányzatok 2011. évi támogatásáról
- 6/2011. (III. 2.) NFM rendelet A Gazdasági Versenyképesség Operatív Program 4. prioritására, a Gazdaságfejlesztési Operatív Programra és a Közép-Magyarországi Operatív Program 1. prioritására vonatkozó részletes szabályokról szóló 8/2007. (III. 19.) MeHVM rendelet módosításáról
- 16/2011. (III. 2.) VM rendelet A szántóföldi növényfajok vetőmagvainak előállításáról és forgalomba hozataláról szóló 48/2004. (IV. 21.) FVM rendelet módosításáról
- 5/2011. (III. 3.) BM rendelet A helyi önkormányzatok és a többcélú kistérségi társulások létszámcsökkentési döntéseivel kapcsolatos egyszeri költségvetési támogatás igénylésének, döntési rendszerének, folyósításának és elszámolásának részletes feltételeiről
- 6/2011. (III. 4.) BM rendelet „A Köz Szolgálatáért érdemjel”, a „Szemere Bertalan érdemjel”, a „Szent György érdemjel”, a „Szent László érdemjel”, a „Szent Flórián érdemjel” kitüntető cím alapításáról szóló 6/2001. (IV. 13.) BM rendelet módosításáról
- 7/2011. (III. 4.) KIM rendelet A bírói álláspályázatok elbírálásának részletes szabályairól és a pályázati rangsor kialakítása során adható pontszámokról
- 8/2011. (III. 4.) KIM rendelet A bírák és a bírósági titkárok pályaalkalmassági vizsgálatáról szóló 1/1999. (I. 18.) IM–EüM együttes rendelet módosításáról
- 17/2011. (III. 4.) VM rendelet Az Európai Mezőgazdasági Vidékfejlesztési Alap társfinanszírozásában megvalósuló támogatások igénybevételének általános szabályairól szóló 23/2007. (IV. 17.) FVM rendelet módosításáról
- 1/2011. (III. 8.) HM rendelet A Magyar Honvédség külföldi szolgálatot teljesítő és külföldi tanulmányokat folytató személyi állománya devizaellátmányáról és egyes ellátmányon kívüli pénzbeli járandóságairól szóló 26/2007. (VI. 20.) HM rendelet módosításáról
- 9/2011. (III. 8.) KIM rendelet Az egyes igazságügyi szolgáltatásokkal kapcsolatos miniszteri rendeletek módosításáról
- 6/2011. (III. 8.) NEFMI rendelet Egyes oktatási-kulturális tárgyú miniszteri rendeleteknek a naptári napban való határidő-számítással összefüggésben szükséges módosításáról
- 7/2011. (III. 8.) NFM rendelet A mezőgazdasági vegyszerek és üzemanyagok mezőgazdasági vontatóval vagy lassú járművel vontatott pótkocsival történő közúti szállításáról
- 7/2011. (III. 9.) BM rendelet Az önkormányzati feladatellátást szolgáló fejlesztésekhez kapcsolódó központosított előirányzatból származó támogatás igénybevételének részletes feltételeiről
- 9/2011. (III. 9.) NGM rendelet A váminformációs rendszerrel kapcsolatos részletszabályokról
- 18/2011. (III. 9.) VM rendelet Az Európai Mezőgazdasági Vidékfejlesztési Alapból a tejágazat szerkezetátalakítását kísérő állatjóléti támogatás részletes feltételeiről
- 10/2011. (III. 10.) KIM rendelet Az anyakönyvekről, a házasságkötési eljárásról és a névviselésről szóló 6/2003. (III. 7.) BM rendelet módosításáról
- 7/2011. (III. 10.) NEFMI rendelet A dimetil-fumarát biocidot tartalmazó termékek forgalmazásának megtiltásáról szóló 14/2009. (IV. 29.) EüM rendelet módosításáról
- 4/2011. (III. 16.) PSZÁF rendelet A pénzforgalmi intézmény, az Európai Unió másik tagállamában vagy az Európai Gazdasági Térségről szóló megállapodásban részes más államban székhellyel rendelkező pénzforgalmi intézmény magyarországi fióktelepe, valamint a Posta Elszámoló Központot működtető intézmény által a Pénzügyi Szervezetek Állami Felügyelete részére szolgáltatandó adatok köréről és az adatszolgáltatás módjáról
- 8/2011. (III. 16.) BM rendelet A belügyminiszter irányítása alá tartozó költségvetési szervek hivatásos állományú tagjainak 2011. évi ruházati utánpótlási ellátmánya felhasználási rendjéről
- 19/2011. (III. 16.) VM rendelet Az arborétumok jegyzékéről
- 10/2011. (III. 17.) NGM rendelet A Nemzeti Adó- és Vámhivatal hivatásos állományú tagjainak szolgálati viszonyával kapcsolatos kártérítési felelősségéről, a Nemzeti Adó- és Vámhivatalnak a hivatásos állomány tagjával szembeni kártérítési felelősségéről, valamint a kártérítési eljárás részletes szabályairól
- 8/2011. (III. 17.) NFM rendelet Az üvegházhatású gázok kibocsátásával kapcsolatos hitelesítési tevékenységről
- 5/2011. (III. 21.) PSZÁF rendelet A kockázati tőkealap-kezelő és a kockázati tőkealap adatszolgáltatási kötelezettségéről
- 6/2011. (III. 21.) PSZÁF rendelet A befektetési alapkezelő és a befektetési alap adatszolgáltatási kötelezettségéről
- 3/2011. (III. 21.) KüM rendelet A tartós külszolgálatot teljesítő köztisztviselők és munkavállalók alapellátmányának, illetve ideiglenes külföldi kiküldetése napidíjának összegéről és azok kifizetéséről szóló 7/2009. (VI. 26.) KüM rendelet módosításáról
- 11/2011. (III. 21.) NGM rendelet Az energiával kapcsolatos termékek környezetbarát tervezésével és az egyszerű nyomástartó edények és a gázüzemű berendezések kialakításával és megfelelőség tanúsításával összefüggő miniszteri rendeletek módosításáról
- 8/2011. (III. 21.) NEFMI rendelet Egyes egészségügyi tárgyú miniszteri rendeleteknek az intézeten kívüli szülésről szóló szabályozással összefüggő módosításáról
- 9/2011. (III. 21.) NEFMI rendelet A biocid termékek előállításának és forgalomba hozatalának feltételeiről szóló 38/2003. (VII. 7.) ESZCSM–FVM–KvVM együttes rendelet módosításáról
- 12/2011. (III. 22.) NGM rendelet A közalkalmazottak jogállásáról szóló 1992. évi XXXIII. törvény végrehajtásáról
- 9/2011. (III. 23.) BM rendelet a büntetés-végrehajtási szervezet részéről a büntetés-végrehajtásért felelős miniszter vezetése, irányítása vagy felügyelete alá tartozó szervek irányában fennálló ellátási kötelezettségről, a fogvatartottak kötelező foglalkoztatása keretében előállított termékekről és szolgáltatásokról, azok átadás-átvételéről és az ellentételezés rendjéről
- 13/2011. (III. 25.) NGM rendelet A Nemzeti Adó- és Vámhivatalnál kormánytisztviselői jogviszony létesítését megelőző pszichikai alkalmassági vizsgálatok rendjéről
- 14/2011. (III. 25.) NGM rendelet A Nemzeti Adó- és Vámhivatal bűnmegelőzési, bűnüldözési, valamint szabálysértési tevékenységével összefüggésben keletkezett adatok kezelésére jogosult szervei meghatározásáról és az adatok kezelésének technikai szabályairól
- 20/2011. (III. 25.) VM rendelet A növényvédő szerek forgalomba hozatalának és felhasználásának engedélyezéséről, valamint a növényvédő szerek csomagolásáról, jelöléséről, tárolásáról és szállításáról szóló 89/2004. (V. 15.) FVM rendelet módosításáról
- 21/2011. (III. 25.) VM rendelet A tejtermelőket sújtó különleges hátrányok kezeléséhez kapcsolódó, 2011. évi különleges támogatás igénybevételének szabályairól
- 22/2011. (III. 25.) VM rendelet Az Európai Mezőgazdasági Garancia Alapból, az Európai Mezőgazdasági Vidékfejlesztési Alapból, valamint a központi költségvetésből finanszírozott egyes támogatások 2011. évi igénybevételével kapcsolatos egységes eljárási szabályokról
- 10/2011. (III. 28.) BM rendelet A tűzvédelmi szabályzat készítéséről szóló 30/1996. (XII. 6.) BM rendelet és az építésügyi hatósági eljárásokról, valamint a telekalakítási és az építészeti-műszaki dokumentációk tartalmáról szóló 37/2007. (XII. 13.) ÖTM rendelet módosításáról
- 11/2011. (III. 28.) KIM rendelet A közigazgatási és igazságügyi miniszter Nemzetiségi Tanulmányi Ösztöndíjáról
- 23/2011. (III. 28.) VM rendelet Az egyes agrártámogatási tárgyú miniszteri rendeletek módosításáról
- 24/2011. (III. 28.) VM rendelet Egyes nemzeti hatáskörben nyújtott állami támogatásokról szóló miniszteri rendeletek módosításáról
- 11/2011. (III. 30.) BM rendelet A hivatásos önkormányzati tűzoltóságok hivatásos állománya választható természetbeni juttatásainak éves összegéről, fajtáiról, mértékéről, kifizetésének rendjéről és módjáról
- 12/2011. (III. 30.) BM rendelet Az egységes nyomozó hatósági és ügyészségi bűnügyi statisztikáról
- 12/2011. (III. 30.) KIM rendelet A fejezeti kezelésű előirányzatok felhasználásának szabályairól
- 10/2011. (III. 30.) NEFMI rendelet Egyes egészségügyi és szociális tárgyú miniszteri rendeleteknek a fővárosi és megyei kormányhivatalok kialakításával és a területi integrációval kapcsolatos módosításáról
- 11/2011. (III. 30.) NEFMI rendelet A háziorvosok indikátor alapú teljesítményértékeléséről és az orvosok gyógyszerrendelése értékelésének egyes szabályairól
- 12/2011. (III. 30.) NEFMI rendelet Az egészségügyi szakmai kollégium működéséről
- 1/2011. (III. 31.) NMHH rendelet A frekvencialekötés és -használat díjáról

##### Április
- 5/2011. (IV. 7.) MNB rendelet A „Tóth Árpád” emlékérme kibocsátásáról
- 13/2011. (IV. 7.) NEFMI rendelet Az I. kategóriába besorolt zenekarok és énekkarok központi költségvetési támogatása igénybevételének rendjéről
- 14/2011. (IV. 7.) NEFMI rendelet A nyilvános haszonkölcsönzésért a szerzőt megillető díj megállapításához és felosztásához szükséges adatokról, valamint az adatszolgáltatásra kötelezett nyilvános könyvtárakról
- 9/2011. (IV. 7.) NFM rendelet Egyes fejezeti kezelésű előirányzatok felhasználásáról
- 10/2011. (IV. 7.) NFM rendelet A bányafelügyelet hatáskörébe tartozó sajátos építményekre vonatkozó egyes építésügyi hatósági eljárások szabályairól szóló 96/2005. (XI. 4.) GKM rendelet módosításáról
- 11/2011. (IV. 7.) NFM rendelet A bányászati hulladékok kezeléséről szóló 14/2008. (IV. 3.) GKM rendelet, valamint a bányafelügyelet hatáskörébe tartozó tevékenység során bekövetkezett súlyos üzemzavar és súlyos munkabaleset bejelentésének és vizsgálatának rendjéről szóló biztonsági szabályzat közzétételéről szóló 89/2003. (XII. 16.) GKM rendelet módosításáról
- 12/2011. (IV. 7.) NFM rendelet A földgázpiaci egyetemes szolgáltatáshoz kapcsolódó árszabások megállapításáról szóló 28/2009. (VI. 25.) KHEM rendelet és az egyetemes szolgáltatók részére vételre felajánlott földgázforrás és a hazai termelésű földgáz mennyiségéről és áráról, valamint az igénybevételre jogosultak és kötelezettek köréről szóló 19/2010. (XII. 3.) NFM rendelet módosításáról
- 13/2011. (IV. 7.) NFM rendelet A földgáz biztonsági készlet mértékéről, értékesítéséről és visszapótlásáról
- 25/2011. (IV. 7.) VM rendelet Az Európai Mezőgazdasági Garancia Alapból finanszírozott egységes területalapú támogatás (SAPS), valamint az ahhoz kapcsolódó kiegészítő nemzeti támogatások (top up) 2011. évi igénybevételével kapcsolatos egyes kérdésekről
- 26/2011. (IV. 7.) VM rendelet A Magyar Élelmiszerkönyv kötelező előírásairól szóló 152/2009. (XI. 12.) FVM rendelet módosításáról
- 15/2011. (IV. 12.) NGM rendelet A kábítószer-prekurzorokkal kapcsolatos hatósági feladatok ellátásához szükséges tárolandó adatok köréről és az adatokhoz való hozzáférés rendjéről szóló 49/2007. (IV. 26.) GKM–EüM–IRM–MeHVM–PM együttes rendelet módosításáról
- 27/2011. (IV. 12.) VM rendelet A borászati termékek egységes bizonylatolási, nyilvántartási és elszámolási rendjéről
- 28/2011. (IV. 12.) VM rendelet A „Víz-, környezeti és természeti katasztrófa kárelhárítás” előirányzat felhasználásáról
- 6/2011. (IV. 13.) MNB rendelet A „Duna-Dráva Nemzeti Park” emlékérme kibocsátásáról
- 16/2011. (IV. 15.) NGM rendelet A megyei munkaügyi központok illetékességéről, valamint az álláskeresési járadék és álláskeresési segély megállapításához szükséges igazolólapról szóló 34/2009. (XII. 30.) SZMM rendelet módosításáról
- 14/2011. (IV. 15.) NFM rendelet A földgáz biztonsági készlet mértékéről, értékesítéséről és visszapótlásáról szóló 13/2011. (IV. 7.) NFM rendelet módosításáról
- 13/2011. (IV. 19.) BM rendelet A magyar–román határvonal közös ellenőrzésének eredményéről ahatárfolyók szakaszain című jegyzőkönyv jóváhagyásáról
- 14/2011. (IV. 19.) BM rendelet A 2007–2013 közötti programozási időszakban a Szolidaritási programokból származó támogatások felhasználásának alapvető szabályairól, intézményrendszeréről, a pénzügyi irányítási és ellenőrzési rendszerekről
- 17/2011. (IV. 19.) NGM rendelet A Nemzeti Adó- és Vámhivatal megalakulásával összefüggő egyes rendeletek módosításáról
- 18/2011. (IV. 19.) NGM rendelet A vámmentes vámkezelésre jogosultak köréről
- 15/2011. (IV. 22.) BM rendelet Az önkormányzatok és jogi személyiségű társulásaik európai uniós fejlesztési pályázatai saját forrás kiegészítése 2011. évi támogatásának rendjéről
- 13/2011. (IV. 22.) KIM rendelet A Magyar Közlöny kiadásáról, valamint a jogszabály kihirdetése során történő és a közjogi szervezetszabályozó eszköz közzététele során történő megjelöléséről szóló 32/2010. (XII. 31.) KIM rendelet módosításáról
- 14/2011. (IV. 22.) KIM rendelet A Nemzeti Civil Alapprogram tanácsi és kollégiumi tagjai költségtérítése elszámolásának szabályairól
- 29/2011. (IV. 22.) VM rendelet Az egységes területalapú támogatások és egyes vidékfejlesztési támogatások igényléséhez teljesítendő „Helyes Mezőgazdasági és Környezeti Állapot” fenntartásához szükséges feltételrendszer, valamint azállatok állategységre való átváltási arányának meghatározásáról szóló 50/2008. (IV. 24.) FVM rendelet módosításáról
- 15/2011. (IV. 27.) NEFMI rendelet betegszállításról szóló 19/1998. (VI. 3.) NM rendelet módosításáról
- 15/2011. (IV. 27.) NFM rendelet közúti közlekedéssel kapcsolatos egyes bírságok kivetésének részletes szabályairól és a bírságok felhasználásának rendjéről szóló 45/2005. (VI. 23.) GKM rendelet módosításáról
- 30/2011. (IV. 27.) VM rendelet vad védelméről, a vadgazdálkodásról, valamint a vadászatról szóló 1996. évi LV. törvény végrehajtásának szabályairól szóló 79/2004. (V. 4.) FVM rendelet módosításáról
- 31/2011. (IV. 28.) VM rendelet A 2011. évi lakossági víz- és csatornaszolgáltatás-támogatás igénylésének és elbírálásának részletes feltételeiről, valamint az egészséges ivóvízzel való ellátás ideiglenes módozatainak ellentételezéséről
- 32/2011. (IV. 28.) VM rendelet A kölcsönös megfeleltetés körébe tartozó ellenőrzések lefolytatásával, valamint a jogkövetkezmények alkalmazásával kapcsolatos szabályokról szóló 81/2009. (VII. 10.) FVM rendelet módosításáról
- 33/2011. (IV. 28.) VM rendelet Az Európai Mezőgazdasági Vidékfejlesztési Alapból a mikrovállalkozások létrehozására és fejlesztésére 2011-től nyújtandó támogatások részletes feltételeiről
- 34/2011. (IV. 28.) VM rendelet A halkeltető állomások üzemeltetéséről, valamint a tenyészhalak és hal szaporítóanyag felajánlásáról, értékesítéséről
- 16/2011. (IV. 29.) NEFMI rendelet A települési önkormányzatok részére szociális nyári gyermekétkeztetés céljából 2011. évben nyújtott támogatás igénylésének, folyósításának és elszámolásának részletes szabályairól
- 35/2011. (IV. 29.) VM rendelet Az Európai Mezőgazdasági Vidékfejlesztési Alapból nyújtandó egyes vidékfejlesztési támogatásokról szóló miniszteri rendeletek módosításáról

##### Május
- 16/2011. (V. 2.) BM rendelet A Katasztrófa elhárítási célelőirányzatok 2011. évi felhasználásáról
- 15/2011. (V. 2.) KIM rendelet Az európai területi együttműködési csoportosulások működésének támogatásáról
- 19/2011. (V. 6.) NGM rendelet A pénzügyminiszter irányítása alá tartozó nyomozó hatóságok nyomozásának részletes szabályairól és a nyomozási cselekmények jegyzőkönyv helyett más módon való rögzítésének szabályairól szóló 17/2003. (VII. 1.) PM–IM együttes rendelet módosításáról
- 17/2011. (V. 6.) NEFMI rendelet A nemzetiségi nevelési, oktatási feladatokhoz nyújtott kiegészítő támogatás igénylésének, döntési rendszerének, folyósításának, elszámolásának és ellenőrzésének részletes szabályairól
- 18/2011. (V. 6.) NEFMI rendelet A fontos és bizalmas munkakörökről, valamint a biztonsági ellenőrzés szintjéről szóló 15/2010. (V. 13.) SZMM rendelet módosításáról
- 16/2011. (V. 6.) NFM rendelet A légiközlekedést szolgáló légiforgalmi földi berendezések engedélyezési eljárásairól és hatósági felügyeletéről szóló 38/2001. (XI. 14.) KöViM rendelet módosításáról
- 17/2011. (V. 6.) NFM rendelet A nagy hatásfokú, hasznos hőenergiával kapcsoltan termelt villamos energia és a hasznos hő mennyisége megállapításának számítási módjáról szóló 110/2007. (XII. 23.) GKM rendelet módosításáról
- 16/2011. (V. 10.) KIM rendelet Az Ipari Termékosztályozás (ITO) bevezetéséről és alkalmazásáról
- 19/2011. (V. 10.) NFM rendelet a vasúti közlekedés biztonságával összefüggő munkakört betöltő munkavállalók szakmai képzésének és vizsgáztatásának, a vasúti vizsgaközpont és képzőszervezetek működésének, a képzési engedély kiadásának, továbbá a vasúti járművezetői gyakorlat szabályairól
- 2/2011. (V. 12.) HM rendelet Egyes honvédelmi miniszteri rendeleteknek a naptári napban való határidő-számítással összefüggésben történő módosításáról
- 3/2011. (V. 12.) HM rendelet A Honvéd Koronaőrség és a Honvéd Palotaőrség létrehozásával kapcsolatban egyes HM rendeletek módosításáról
- 21/2011. (V. 12.) NEFMI rendelet A Gyermek és Ifjúsági Alapprogram és a Regionális Ifjúsági Irodák működéséről szóló 2/1999. (IX. 24.) ISM rendelet módosításáról
- 22/2011. (V. 12.) NEFMI rendelet A szociális módszertani intézmények kijelöléséről és feladatairól, valamint a szociális szolgáltatók, intézmények engedélyezési eljárásának szakértői díjáról szóló 3/2008. (IV. 15.) SZMM rendelet, valamint a szociális és munkaügyi miniszter hatáskörébe tartozó szakképesítések megszerzésére irányuló szakmai vizsga szervezésére feljogosított intézményekről szóló 9/2008. (VI. 28.) SZMM rendelet módosításáról
- 36/2011. (V. 12.) VM rendelet Az Európai Mezőgazdasági Vidékfejlesztési Alapból az agrár-erdészeti rendszerek mezőgazdasági földterületeken történő első létrehozásához nyújtandó támogatás igénybevételének részletes szabályairól szóló 46/2009. (IV. 16.) FVM rendelet, valamint az Európai Mezőgazdasági Vidékfejlesztési Alapból a mezőgazdasági területek erdősítéséhez nyújtandó támogatás igénybevételének részletes szabályairól szóló 88/2007. (VIII. 17.) FVM rendelet módosításáról
- 37/2011. (V. 12.) VM rendelet az Európai Mezőgazdasági Vidékfejlesztési Alapból nyújtandó vidékfejlesztési támogatásról szóló 1698/2005/EK tanácsi rendelet 3. és 4. tengelyének keretében megalakuló helyi akciócsoportok elismerési rendjével kapcsolatos egyes kérdésekről szóló 93/2007. (VIII. 29.) FVM rendelet alapján előzetesen elismert helyi közösségek tervezési folyamatával, és a LEADER csoportok kiválasztásával kapcsolatos egyes kérdésekről szóló 147/2007. (XII. 4.) FVM rendelet, valamint a Helyi Vidékfejlesztési Közösségek és a LEADER helyi akciócsoportok részére az Európai Mezőgazdasági Vidékfejlesztési Alapból nyújtandó vidékfejlesztési támogatásról szóló 1698/2005/EK tanácsi rendelet keretében nyújtott támogatás részletes feltételeiről szóló 141/2008. (X. 30.) FVM rendelet módosításáról
- 23/2011. (V. 18.) NEFMI rendelet Az egészségügyi szakellátás társadalombiztosítási finanszírozásának egyes kérdéseiről szóló 9/1993. (IV. 2.) NM rendelet módosításáról
- 24/2011. (V. 18.) NEFMI rendelet Az egyes sajátos közoktatási feladatok támogatása igénylésének, döntési rendszerének, folyósításának, elszámolásának és ellenőrzésének részletes szabályairól
- 25/2011. (V. 18.) NEFMI rendelet A Hátrányos Helyzetű Tanulók Arany János Tehetséggondozó Programjának, a Hátrányos Helyzetű Tanulók Arany János Kollégiumi Programjának és a Halmozottan Hátrányos Helyzetű Tanulók Arany János Kollégiumi-Szakiskolai Programjának támogatása igénylésének, döntési rendszerének, folyósításának, elszámolásának és ellenőrzésének részletes szabályairól
- 21/2011. (V. 18.) NFM rendelet A közbeszerzési és tervpályázati hirdetmények, a bírálati összegezések és az éves statisztikai összegezések mintáiról szóló 14/2010. (X. 29.) NFM rendelet módosításáról
- 38/2011. (V. 18.) VM rendelet A környezeti hatások jelentőségének vizsgálatával összefüggésben egyes rendeletek módosításáról
- 39/2011. (V. 18.) VM rendelet Az Agrár Széchenyi Kártya Konstrukciók keretében nyújtott de minimis támogatásokról
- 22/2011. (V. 20.) NFM rendelet A földgázpiaci egyetemes szolgáltatáshoz kapcsolódó árszabások megállapításáról szóló 28/2009. (VI. 25.) KHEM rendelet módosításáról
- 23/2011. (V. 20.) NFM rendelet A helyi közösségi közlekedés támogatásáról
- 17/2011. (V. 23.) BM rendelet A fejezeti kezelésű előirányzatok felhasználásának általános rendjéről
- 24/2011. (V. 23.) NFM rendelet Az Új Magyarország Kockázati Tőkeprogramok keretében tulajdonosi joggyakorló szerv kijelöléséről
- 25/2011. (V. 26.) NFM rendelet A nem közúti mozgó gépekbe építendő belső égésű motorok gáznemű és részecskékből álló szennyezőanyag-kibocsátásának korlátozásáról szóló 75/2005. (IX. 29.) GKM–KvVM együttes rendelet módosításáról
- 40/2011. (V. 26.) VM rendelet A cukorrépa-termelők 2011. évi nemzeti kiegészítő támogatásáról
- 41/2011. (V. 26.) VM rendelet A környezetvédelmi termékdíjról, továbbá egyes termékek környezetvédelmi termékdíjáról szóló 1995. évi LVI. törvény végrehajtásáról szóló 10/1995. (IX. 28.) KTM rendelet módosításáról
- 42/2011. (V. 26.) VM rendelet A növényfajták állami elismeréséről szóló 40/2004. (IV. 7.) FVM rendelet módosításáról
- 43/2011. (V. 26.) VM rendelet Az elejtett vad kezelésének és értékesítésének élelmiszer-higiéniai feltételeiről
- 44/2011. (V. 26.) VM rendelet Az Európai Mezőgazdasági Vidékfejlesztési Alapból a turisztikai tevékenységek ösztönzéséhez 2011-től nyújtandó támogatások részletes feltételeiről
- 26/2011. (V. 27.) NEFMI rendelet A kerettantervek kiadásának és jóváhagyásának rendjéről, valamint egyes oktatási jogszabályok módosításáról szóló 17/2004. (V. 20.) OM rendelet módosításáról
- 27/2011. (V. 31.) NEFMI rendelet Az orvosi rehabilitáció céljából társadalombiztosítási támogatással igénybe vehető gyógyászati ellátásokról szóló 5/2004. (XI. 19.) EüM rendelet módosításáról
- 26/2011. (V. 31.) NFM rendelet A Központi Nukleáris Pénzügyi Alap működéséről és eljárásrendjéről szóló 14/2005. (VII. 25.) IM rendelet módosításáról
- 27/2011. (V. 31.) NFM rendelet A Környezetvédelem és Infrastruktúra Operatív Program végrehajtásában közreműködő szervezetek kijelöléséről szóló 18/2004. (II. 24.) GKM–KvVM–PM együttes rendelet módosításáról
- 28/2011. (V. 31.) NFM rendelet A Kohéziós Alap közreműködő szervezet kijelöléséről
- 45/2011. (V. 31.) VM rendelet A Nemzetközi Jelentőségű Vadvizek Jegyzékébe bejegyzett hazai védett vizek és vadvízterületek körébe tartozó Dél-balatoni halastavak és berkek Ramsari terület kihirdetéséről
- 46/2011. (V. 31.) VM rendelet Az Európai Mezőgazdasági Vidékfejlesztési Alapból nem termelő mezőgazdasági beruházásokhoz nyújtandó támogatások részletes feltételeiről szóló 33/2008. (III. 27.) FVM rendelet módosításáról
- 47/2011. (V. 31.) VM rendelet Az élelmiszer-vállalkozás működéséhez szükséges szakképesítés meghatározásáról

##### Június
- 18/2011. (VI. 1.) BM rendelet A határvízen történő közlekedés engedélyezéséről
- 17/2011. (VI. 1.) KIM rendelet Az anyakönyvekről, a házasságkötési eljárásról és a névviselésről szóló 6/2003. (III. 7.) BM rendelet módosításáról
- 28/2011. (VI. 1.) NEFMI rendelet A helyi önkormányzatok által fenntartott muzeális intézmények 2011. évi szakmai támogatásáról
- 48/2011. (VI. 1.) VM rendelet A környezetvédelmi, természetvédelmi, valamint a vízügyi hatósági eljárások igazgatási szolgáltatási díjairól szóló 33/2005. (XII. 27.) KvVM rendelet módosításáról
- 7/2011. (VI. 6.) MNB rendelet A „Deák téri evangélikus templom” emlékérme kibocsátásáról
- 49/2011. (VI. 6.) VM rendelet Az egyes állatbetegségek és zoonózisok felszámolására, az ellenük való védekezésre és figyelemmel kísérésükre irányuló nemzeti programok 2011. évi finanszírozásának szabályairól
- 50/2011. (VI. 6.) VM rendelet Az Európai Halászati Alap társfinanszírozásában megvalósuló Halászati Operatív Program 2. prioritási tengelye szerinti beruházási támogatások feltételeiről
- 51/2011. (VI. 6.) VM rendelet Az iskolagyümölcs-program 2011/2012. tanévi végrehajtásáról
- 4/2011. (VI. 7.) HM rendelet Egyes honvédelmi miniszteri rendeletek módosításáról
- 29/2011. (VI. 7.) NEFMI rendelet Az egyes orvostechnikai eszközökkel kapcsolatos miniszteri rendeletek módosításáról
- 30/2011. (VI. 7.) NEFMI rendelet A 2011/2012. tanév rendjéről, valamint egyes oktatási tárgyú jogszabályok módosításáról
- 52/2011. (VI. 7.) VM rendelet A XII. Vidékfejlesztési Minisztérium költségvetési fejezethez tartozó fejezeti kezelésű előirányzatok 2011. évi kezelésének, felhasználásának szabályairól
- 21/2011. (VI. 10.) NGM rendelet A bonus-malus rendszer, az abba való besorolás, illetve a kártörténeti igazolások kiadásának szabályairól
- 53/2011. (VI. 10.) VM rendelet Az Európai Mezőgazdasági Vidékfejlesztési Alapból a genetikai erőforrások megőrzése intézkedés keretében a növényi genetikai erőforrások és mikroorganizmusok ex situ megőrzéséhez nyújtandó támogatások igénybevételének részletes feltételeiről
- 54/2011. (VI. 10.) VM rendelet A LEADER Helyi Akciócsoportok működéséről
- 55/2011. (VI. 10.) VM rendelet Az Európai Mezőgazdasági Vidékfejlesztési Alapból gyümölcs és kertészeti ültetvények korszerűsítéséhez, létesítéséhez 2011. évtől nyújtandó támogatások igénybevételének részletes feltételeiről
- 29/2011. (VI. 15.) NFM rendelet A légiközlekedési bírság kivetésének részletes szabályairól és a beszedett bírság összegének felhasználási rendjéről
- 7/2011. (VI. 16.) PSZÁF rendelet A hitelintézetek adatszolgáltatási kötelezettségéről
- 8/2011. (VI. 16.) PSZÁF rendelet A hitelintézetek által szolgáltatandó tőkemegfelelési adatok köréről és az adatszolgáltatás módjáról
- 31/2011. (VI. 16.) NEFMI rendelet A biocid termékek előállításának és forgalomba hozatalának feltételeiről szóló 38/2003. (VII. 7.) ESZCSM–FVM–KvVM együttes rendelet módosításáról
- 9/2011. (VI. 17.) PSZÁF rendelet A befektetési szolgáltatási tevékenységet, befektetési szolgáltatási tevékenységet kiegészítő szolgáltatást, árutőzsdei szolgáltatást végzők adatszolgáltatási kötelezettségéről
- 10/2011. (VI. 17.) PSZÁF rendelet A befektetési vállalkozások által a Pénzügyi Szervezetek Állami Felügyelete részére teljesítendő, a tőkehelyzet bemutatására vonatkozó adatszolgáltatási kötelezettségről
- 56/2011. (VI. 17.) VM rendelet A zöldség, gyümölcs és a dohány szerkezetátalakítási nemzeti program Európai Mezőgazdasági Garancia Alapból finanszírozott különleges támogatásának igénybevételéhez kapcsolódó feltételek megállapításáról szóló 29/2010. (III. 30.) FVM rendelet és a mezőgazdasági vállalkozások által de minimis támogatásként igénybe vehető intézményi kezességvállalásról szóló 50/2007. (VI. 27.) FVM rendelet módosításáról
- 32/2011. (VI. 20.) NEFMI rendelet A helyi önkormányzatok könyvtári és közművelődési érdekeltségnövelő támogatásáról szóló 4/2004. (II. 20.) NKÖM rendelet módosításáról
- 57/2011. (VI. 20.) VM rendelet Az Európai Mezőgazdasági Vidékfejlesztési Alap társfinanszírozásában megvalósuló támogatások kifizetési rendjéről szóló miniszteri rendeletek módosításáról
- 58/2011. (VI. 20.) VM rendelet A zöldség-gyümölcs ágazatban átmeneti időre alkalmazható különleges támogatás egyes végrehajtási szabályairól
- 19/2011. (VI. 21.) BM rendelet A belügyminiszter irányítása alatt álló fegyveres szervek hivatásos állományú tagjai illetményének és egyéb juttatásainak megállapításáról, valamint a folyósítás szabályairól szóló 20/1997. (III. 19.) BM rendelet módosításáról
- 22/2011. (VI. 21.) NGM rendelet A költségvetési viszontgarancia vállalásának és érvényesítésének részletes szabályairól szóló 48/2002. (XII. 28.) PM rendelet és a Magyar Export-Import Bank Részvénytársaság és a Magyar Exporthitel Biztosító Részvénytársaság központi költségvetéssel történő elszámolásának részletes szabályairól szóló 16/1998. (V. 20.) PM rendelet módosításáról
- 33/2011. (VI. 21.) NEFMI rendelet A kozmetikai termékek biztonságosságáról, gyártási, forgalmazási feltételeiről és közegészségügyi ellenőrzéséről szóló 40/2001. (XI. 23.) EüM rendelet módosításáról
- 18/2011. (VI. 24.) KIM rendelet A lefoglalás és a büntetőeljárás során lefoglalt dolgok kezelésének, nyilvántartásának, előzetes értékesítésének és megsemmisítésének szabályairól, valamint az elkobzás végrehajtásáról szóló 11/2003. (V. 8.) IM–BM–PM együttes rendelet, és a bűnügyi és rendészeti biometrikus adatok nyilvántartása részére történő adatközlés, valamint az ujj- és tenyérnyomatvétel és a szájnyálkahártya-törlet levételének részletes technikai szabályairól szóló 21/2009. (VI. 19.) IRM rendelet módosításáról
- 19/2011. (VI. 24.) KIM rendelet A területi felzárkózási koordinációs központi és felnőttképzési feladatot ellátó regionális képző központok irányításáról, feladatairól szóló 3/2011. (II. 11.) KIM rendelet módosításáról
- 34/2011. (VI. 24.) NEFMI rendelet A nevelési-oktatási intézmények működéséről szóló 11/1994. (VI. 8.) MKM rendelet módosításáról
- 11/2011. (VI. 27.) PSZÁF rendelet A foglalkoztatói nyugdíjszolgáltató intézmények adatszolgáltatási kötelezettségéről
- 35/2011. (VI. 27.) NEFMI rendelet A népi iparművészettel kapcsolatos állami feladatok végrehajtásáról szóló 12/2004. (V. 21.) NKÖM rendelet módosításáról
- 36/2011. (VI. 27.) NEFMI rendelet Az egészségügyi szakellátás társadalombiztosítási finanszírozásának egyes kérdéseiről szóló 9/1993. (IV. 2.) NM rendelet, valamint az egynapos sebészeti és a kúraszerűen végezhető ellátások szakmai feltételeiről szóló 16/2002. (XII. 12.) ESZCSM rendelet módosításáról
- 37/2011. (VI. 28.) NEFMI rendelet A mentésről szóló 5/2006. (II. 7.) EüM rendelet és a betegszállításról szóló 19/1998. (VI. 3.) NM rendelet módosításáról
- 30/2011. (VI. 28.) NFM rendelet A motorhajtóanyagok minőségi követelményeiről
- 38/2011. (VI. 29.) NEFMI rendelet A Jelnyelvi Tolmácsok Országos Névjegyzékéről
- 59/2011. (VI. 29.) VM rendelet Az Európai Mezőgazdasági Vidékfejlesztési Alapból az öntözés, a melioráció és a területi vízgazdálkodás mezőgazdasági üzemi és közösségi létesítményeinek fejlesztéséhez nyújtandó támogatások részletes feltételeiről szóló 34/2008. (III. 27.) FVM rendelet módosításáról
- 5/2011. (VI. 30.) HM rendelet A honvédelmi ágazatban foglalkoztatottak közalkalmazotti jogviszonyával összefüggő egyes kérdések rendezéséről szóló 27/2008. (XII. 31.) HM rendelet módosításáról
- 23/2011. (VI. 30.) NGM rendelet A kincstári számlavezetés és finanszírozás, a feladatfinanszírozási körbe tartozó előirányzatok felhasználása, valamint egyes államháztartási adatszolgáltatások rendjéről szóló 46/2009. (XII. 30.) PM rendelet módosításáról
- 24/2011. (VI. 30.) NGM rendelet A lovas szolgáltató tevékenységről szóló 14/2008. (XII. 20.) ÖM rendelet módosításáról
- 39/2011. (VI. 30.) NEFMI rendelet A látvány-csapatsportok támogatásával összefüggő sportfejlesztési program jóváhagyására és a támogatási igazolás kiadására irányuló hatósági eljárásban fizetendő igazgatási szolgáltatási díjról
- 31/2011. (VI. 30.) NFM rendelet A közforgalmú, közútpótló folyami révek, kompok és az azokhoz szükséges parti létesítmények, kiszolgáló utak fenntartási, felújítási, valamint új eszköz beszerzési támogatása igénybevételének részletes szabályairól
- 32/2011. (VI. 30.) NFM rendelet A földgázár-szabályozással kapcsolatos egyes rendeletek módosításáról
- 33/2011. (VI. 30.) NFM rendelet A villamos energia egyetemes szolgáltatás árképzéséről szóló 4/2011. (I. 31.) NFM rendelet módosításáról
- 60/2011. (VI. 30.) VM rendelet A rendezett piaci kapcsolatok kialakítása érdekében nyújtott csekély összegű (de minimis) támogatásról szóló 41/2008. (IV. 3.) FVM rendelet és az Európai Mezőgazdasági Vidékfejlesztési Alapból a mikrovállalkozások létrehozására és fejlesztésére 2011-től igénybe vehető támogatások részletes feltételeiről szóló 33/2011. (IV. 28.) VM rendelet módosításáról
- 61/2011. (VI. 30.) VM rendelet A Vidékfejlesztési Minisztérium, valamint a vidékfejlesztési miniszter irányítása, illetve felügyelete alá tartozó szervek fontos és bizalmas munkaköreiről és a nemzetbiztonsági ellenőrzés szintjének megállapításáról
- 62/2011. (VI. 30.) VM rendelet A vendéglátó-ipari termékek előállításának és forgalomba hozatalának élelmiszerbiztonsági feltételeiről

##### Július
- 34/2011. (VII. 4.) NFM rendelet A frekvenciasávok felhasználási szabályainak megállapításáról szóló 35/2004. (XII. 28.) IHM rendelet módosításáról
- 20/2011. (VII. 5.) BM rendelet A tűzoltóságok legkisebb erő- és eszközállományáról, a Riasztási és Segítségnyújtási Tervről, a működési területről, valamint a tűzoltóságok vonulásaival kapcsolatos költségek megtérítéséről szóló 32/2009. (XI. 30.) ÖM rendelet módosításáról
- 6/2011. (VII. 5.) HM rendelet A Magyar Honvédség külföldi szolgálatot teljesítő és külföldi tanulmányokat folytató személyi állománya devizaellátmányáról és egyes ellátmányon kívüli pénzbeli járandóságairól szóló 26/2007. (VI. 20.) HM rendelet módosításáról
- 25/2011. (VII. 5.) NGM rendelet A START-kártya felhasználásának, a járulékkedvezmény érvényesítésének, továbbá elszámolásának részletes szabályairól szóló 31/2005. (IX. 29.) PM rendelet módosításáról
- 40/2011. (VII. 5.) NEFMI rendelet Az állami sportcélú támogatások felhasználásáról és elosztásáról szóló 4/2011. (II. 28.) NEFMI rendelet módosításáról
- 41/2011. (VII. 5.) NEFMI rendelet Egyes gyógyszerészeti tárgyú miniszteri rendeletek módosításáról
- 42/2011. (VII. 5.) NEFMI rendelet A Gyermek és Ifjúsági Alapprogram és a Regionális Ifjúsági Irodák működéséről szóló 2/1999. (IX. 24.) ISM rendelet módosításáról
- 43/2011. (VII. 7.) NEFMI rendelet A fertőző betegségek és a járványok megelőzése érdekében szükséges járványügyi intézkedésekről szóló 18/1998. (VI. 3.) NM rendelet és az Állami Egészségügyi Tartalékkal való gazdálkodás szabályairól szóló 17/2001. (IV. 28.) EüM rendelet módosításáról
- 44/2011. (VII. 7.) NEFMI rendelet Az egészségügyi szakellátás társadalombiztosítási finanszírozásának egyes kérdéseiről szóló 9/1993. (IV. 2.) NM rendelet, valamint a várólista-sorrend kialakításának és az eltérés lehetőségének egészségügyi szakmai feltételeiről szóló 45/2006. (XII. 27.) EüM rendelet módosításáról
- 45/2011. (VII. 7.) NEFMI rendelet Az emberi vér és vérkomponensek gyűjtésére, vizsgálatára, feldolgozására, tárolására és elosztására vonatkozó minőségi és biztonsági előírásokról, valamint ezek egyes technikai követelményeiről szóló 3/2005. (II. 10.) EüM rendelet módosításáról
- 35/2011. (VII. 7.) NFM rendelet A területfejlesztéssel és fejlesztéspolitikával összefüggő feladatokat szolgáló előirányzat felhasználásának részletes szabályairól
- 20/2011. (VII. 11.) KIM rendelet A központi közigazgatás integrált üdültetési rendszerébe tartozó üdülők igénybevételi rendjéről és hasznosítási szabályairól
- 63/2011. (VII. 11.) VM rendelet Az egyes veszélyes anyagok elektromos és elektronikai berendezésekben való alkalmazásának korlátozásáról szóló 16/2004. (X. 8.) KvVM rendelet módosításáról
- 64/2011. (VII. 11.) VM rendelet A gyümölcs és zöldség ellenőrzéséről szóló 82/2004. (V. 11.) FVM rendelet és az élelmiszer-előállítás és forgalomba hozatal egyes élelmiszer-higiéniai feltételeiről és az élelmiszerek hatósági ellenőrzéséről szóló 68/2007. (VII.26.) FVM–EüM–SZMM együttes rendelet módosításáról
- 65/2011. (VII. 11.) VM rendelet A zöldségnövény fajok tájfajtáinak és házikerti fajtáinak elismeréséről, valamint vetőmagvaik előállítási és forgalomba hozatali feltételeiről
- 26/2011. (VII. 12.) NGM rendelet A szociális és munkaügyi miniszter hatáskörébe tartozó szakképesítések szakmai és vizsgakövetelményeiről szóló 15/2008. (VIII. 13.) SZMM rendelet módosításáról
- 36/2011. (VII. 12.) NFM rendelet A földgáz rendszerhasználati díjak megállapításáról szóló 31/2009. (VI. 25.) KHEM rendelet módosításáról
- 66/2011. (VII. 12.) VM rendelet Az európai közösségi jelentőségű természetvédelmi rendeltetésű területekkel érintett földrészletekről szóló 14/2010. (V. 11.) KvVM rendelet módosításáról
- 8/2011. (VII. 13.) MNB rendelet A pénzforgalom lebonyolításáról szóló 18/2009. (VIII. 6.) MNB rendelet módosításáról
- 21/2011. (VII. 13.) BM rendelet A rendészeti szakvizsgáról és a rendészeti vezetőképzésről
- 21/2011. (VII. 13.) KIM rendelet A Közigazgatási és Igazságügyi Minisztériumban, valamint a közigazgatási és igazságügyi miniszter irányítása, illetve felügyelete alá tartozó szerveknél a fontos és bizalmas munkakörökről és a nemzetbiztonsági ellenőrzés szintjének megállapításáról
- 67/2011. (VII. 13.) VM rendelet Az élelmiszerek ionizáló sugárzással való kezelésének szabályairól
- 68/2011. (VII. 14.) VM rendelet A baromfi ágazatban igénybe vehető állatjóléti támogatások feltételeiről szóló 139/2007. (XI. 28.) FVM rendelet, valamint a Nemzeti Diverzifikációs Program keretében megvalósuló támogatások igénybevételének általános szabályairól szóló 144/2009. (XI. 6.) FVM rendelet módosításáról
- 69/2011. (VII. 14.) VM rendelet A szántóföldi növényfajok vetőmagvainak előállításáról és forgalomba hozataláról szóló 48/2004. (IV. 21.) FVM rendelet módosításáról
- 46/2011. (VII. 15.) NEFMI rendelet A megváltozott munkaképességű személyek foglalkoztatásához nyújtható költségvetési támogatás megállapításának részletes szabályairól szóló 15/2005. (IX. 2.) FMM rendelet módosításáról
- 22/2011. (VII. 19.) BM rendelet A megkülönböztető és figyelmeztető jelzést adó készülékek felszerelésének és használatának szabályairól szóló 12/2007. (III. 13.) IRM rendelet módosításáról és a közúti közlekedési igazgatási feladatokról, a közúti közlekedési okmányok kiadásáról és visszavonásáról szóló 35/2000. (XI. 30.) BM rendelet egyes rendelkezéseinek hatályon kívül helyezéséről
- 37/2011. (VII. 19.) NFM rendelet A meghatározott össztömeget, tengelyterhelést és méretet meghaladó járművek közlekedéséről szóló 13/2010. (X. 5.) NFM rendelet módosításáról
- 22/2011. (VII. 20.) KIM rendelet A jogi szakvizsgáról szóló 5/1991. (IV. 4.) IM rendelet módosításáról
- 38/2011. (VII. 20.) NFM rendelet A XIX. Uniós fejlesztések fejezetbe tartozó fejezeti kezelésű előirányzatok 2011. évi felhasználásának rendjéről
- 23/2011. (VII. 21.) BM rendelet Egyes, a belügyminiszter feladat- és hatáskörébe tartozó miniszteri rendeletek módosításáról
- 24/2011. (VII. 21.) BM rendelet Az építésügyi hatóságot mint szakhatóságot a szakhatósági eljárásért megillető, továbbá az építési, a bontási és a használatbavételi bejelentésre vonatkozó igazgatási szolgáltatási díjról
- 27/2011. (VII. 26.) NGM rendelet A Nemzeti Adó- és Vámhivatal hivatásos állománya egészségi, pszichikai és fizikai alkalmasságának vizsgálatáról
- 70/2011. (VII. 26.) VM rendelet A közalkalmazottak jogállásáról szóló 1992. évi XXXIII. törvénynek a vidékfejlesztési miniszter irányítása alá tartozó költségvetési szerveknél történő végrehajtásáról
- 25/2011. (VII. 27.) BM rendelet Az önkormányzati feladatellátást szolgáló fejlesztésekhez kapcsolódó egyes miniszteri rendeletek módosításáról
- 26/2011. (VII. 27.) BM rendelet A területrendezési feladatok előirányzat 2011. évi felhasználásának szabályairól
- 47/2011. (VII. 27.) NEFMI rendelet Az egyes egészségügyi tárgyú miniszteri rendeletek módosításáról
- 48/2011. (VII. 27.) NEFMI rendelet A közforgalmú, fiók- és kézigyógyszertárak, továbbá intézeti gyógyszertárak működési, szolgálati és nyilvántartási rendjéről szóló 41/2007. (IX. 19.) EüM rendelet és a gyógyszertárban forgalmazható, valamint kötelezően készletben tartandó termékekről szóló 2/2008. (I. 8.) EüM rendelet módosításáról
- 39/2011. (VII. 27.) NFM rendelet A területfejlesztéssel és fejlesztéspolitikával összefüggő feladatokat szolgáló előirányzat felhasználásának részletes szabályairól szóló 35/2011. (VII. 7.) NFM rendelet módosításáról
- 71/2011. (VII. 27.) VM rendelet A Pusztaszeri Tájvédelmi Körzet bővítéséről és határainak módosításáról
- 9/2011. (VII. 29.) MNB rendelet A „Bibó István” emlékérme kibocsátásáról
- 72/2011. (VII. 29.) VM rendelet A borászati termékek alkoholtartalmának növelésére felhasznált sűrített szőlőmust és finomított szőlőmust-sűrítmény után járó támogatás igénybevételének feltételeiről szóló 120/2008. (IX. 11.) FVM rendelet, valamint a szőlőfeldolgozás és a borkészítés során keletkező melléktermékek kivonására vonatkozó kötelezettségről szóló 123/2008. (IX. 16.) FVM rendelet módosításáról
- 73/2011. (VII. 29.) VM rendelet Az ültetvényekben 2011 májusában bekövetkezett fagykárok enyhítését szolgáló egyszeri csekély összegű (de minimis) támogatásról
- 74/2011. (VII. 29.) VM rendelet Az Európai Mezőgazdasági Vidékfejlesztési Alapból a védett őshonos és a veszélyeztetett mezőgazdasági állatfajták genetikai állományának tenyésztésben történő megőrzésére nyújtandó támogatások részletes feltételeiről szóló 38/2010. (IV. 15.) FVM rendelet módosításáról
- 75/2011. (VII. 29.) VM rendelet A vágópontok működésének részletes szabályairól
- 76/2011. (VII. 29.) VM rendelet Az Európai Mezőgazdasági Vidékfejlesztési Alapból a Helyi Vidékfejlesztési Stratégiák LEADER fejezetének végrehajtásához 2011-től nyújtandó támogatások részletes feltételeiről

##### Augusztus
- 28/2011. (VIII. 3.) NGM rendelet A költségvetési szervnél belső ellenőrzési tevékenységet végzők nyilvántartásáról és kötelező szakmai továbbképzéséről, valamint a költségvetési szervek vezetőinek és gazdasági vezetőinek belső kontrollrendszer témájú továbbképzéséről
- 29/2011. (VIII. 3.) NGM rendelet A szállítható nyomástartó berendezések biztonsági követelményeiről és megfelelőség-tanúsításáról
- 49/2011. (VIII. 3.) NEFMI rendelet Az „art” mozihálózat digitális fejlesztésének támogatása igénylésének, döntési rendszerének, folyósításának, felhasználásának és elszámolásának részletes szabályairól
- 40/2011. (VIII. 3.) NFM rendelet A közlekedési hálózat finanszírozási célokat szolgáló egyes fejezeti kezelésű előirányzatok felhasználásának szabályozásáról, valamint az országos közúthálózattal összefüggő egyes feladatok ellátásáról
- 77/2011. (VIII. 3.) VM rendelet A Magyar Élelmiszerkönyv kötelező előírásairól szóló 152/2009. (XI. 12.) FVM rendelet módosításáról
- 78/2011. (VIII. 3.) VM rendelet Az Európai Mezőgazdasági Vidékfejlesztési Alapból a baromfi telepek korszerűsítéséhez nyújtandó támogatások részletes feltételeiről
- 79/2011. (VIII. 3.) VM rendelet Az Európai Mezőgazdasági Vidékfejlesztési Alapból a juh és kecske állatállomány elektronikus jelölése kapcsán nyújtandó támogatás részletes feltételeiről
- 80/2011. (VIII. 3.) VM rendelet Egyes vízgazdálkodási tárgyú miniszteri rendeletek módosításáról
- 23/2011. (VIII. 4.) KIM rendeletA Közigazgatási és Igazságügyi Minisztérium fejezetnél a határon túli magyarok támogatásával kapcsolatos fejezeti kezelésű előirányzat felhasználásának szabályairól
- 10/2011. (VIII. 9.) MNB rendelet' A „Clark Ádám” emlékérme kibocsátásáról
- 24/2011. (VIII. 9.) KIM rendelet Az előzetes és utólagos hatásvizsgálatról
- 41/2011. (VIII. 9.) NFM rendelet' A gazdaságfejlesztést szolgáló célelőirányzat 2011. évi felhasználásának részletes szabályairól
- 42/2011. (VIII. 11.) NFM rendelet Az egyes közúti közlekedési szabályokra vonatkozó rendelkezések megsértésével kapcsolatos bírságolással összefüggő hatósági feladatokról, a bírságok kivetésének részletes szabályairól és a bírságok felhasználásának rendjéről
- 81/2011. (VIII. 11.) VM rendelet A Tanyafejlesztési Program előirányzat keretében nyújtott támogatás igénybevételének feltételeiről
- 7/2011. (VIII. 18.) HM rendelet A szolgálati viszonnyal kapcsolatos honvédelmi miniszteri rendeletek módosításáról
- 8/2011. (VIII. 18.) HM rendelet A Magyar Honvédség Szolgálati Szabályzatának kiadásáról szóló 24/2005. (VI. 30.) HM rendelet módosításáról
- 50/2011. (VIII. 18.) NEFMI rendelet A külföldi bizonyítványok és oklevelek elismeréséről szóló 2001. évi C. törvény hatálya alá tartozó képesítésekkel összefüggő egyes miniszteri rendeletek jogharmonizációs célú módosításáról
- 51/2011. (VIII. 18.) NEFMI rendelet Az egyes régészeti lelőhelyek védetté nyilvánításáról, illetve egyes ingatlanok régészeti védettségének megszüntetéséről
- 52/2011. (VIII. 18.) NEFMI rendelet A muzeális intézmények működési engedélyéről szóló 2/2010. (I. 14.) OKM rendelet, valamint a régészeti lelőhelyek feltárásának, illetve a régészeti lelőhely, lelet megtalálója anyagi elismerésének részletes szabályairól szóló 5/2010. (VIII. 18.) NEFMI rendelet módosításáról
- 43/2011. (VIII. 18.) NFM rendelet A külszíni bányászati tevékenységek Biztonsági Szabályzatáról
- 26/2011. (VIII. 31.) KIM rendelet A határon átnyúló tartási ügyek intézésével összefüggésben egyes miniszteri rendeletek és az igazságügyi szakértői szakterületekről, valamint az azokhoz kapcsolódó képesítési és egyéb szakmai feltételekről szóló 9/2006. (II. 27.) IM rendelet módosításáról
- 33/2011. (VIII. 31.) NGM rendelet A fejezeti kezelésű előirányzatok felhasználásának szabályairól
- 82/2011. (VIII. 31.) VM rendelet Az Európai Mezőgazdasági Vidékfejlesztési Alapból és az Európai Mezőgazdasági Garancia Alapból finanszírozott egyes támogatások tekintetében átruházott, valamint egyéb, szakértő szervezetek közreműködésével ellátott feladatokról szóló 48/2007. (VI. 20.) FVM rendelet, valamint a tehéntej termékpálya szabályozásában alkalmazott kvótarendszerről szóló 14/2010. (II. 23.) FVM rendelet módosításáról
- 83/2011. (VIII. 31.) VM rendelet Az Európai Mezőgazdasági Garancia Alapból a borászati gépek, technológiai berendezések beszerzéséhez a 2011. évtől igényelhető támogatásról

##### Szeptember
- 87/2011. (IX. 2.) VM rendelet Az Európai Mezőgazdasági Vidékfejlesztési Alapból az erdészeti potenciál helyreállítására nyújtandó támogatások igénybevételének részletes szabályairól szóló 32/2008. (III. 27.) FVM rendelet módosításáról [7]
- 88/2011. (IX. 2.) VM rendelet A Nemzeti Diverzifikációs Program keretében megvalósuló támogatások igénybevételének általános szabályairól szóló 144/2009. (XI. 6.) FVM rendelet, valamint az Európai Mezőgazdasági Vidékfejlesztési Alapból a Helyi Vidékfejlesztési Stratégiák LEADER fejezetének végrehajtásához 2011-től nyújtandó támogatások részletes feltételeiről szóló 76/2011. (VII. 29.) VM rendelet módosításáról
- 11/2011. (IX. 6.) MNB rendelet A bankjegyek feldolgozásáról, forgalmazásáról, valamint hamisítás elleni védelmével kapcsolatos technikai feladatokról [3]
- 12/2011. (IX. 6.) MNB rendelet Az érmék feldolgozásáról, forgalmazásáról, valamint hamisítás elleni védelmével kapcsolatos technikai feladatokról
- 28/2011. (IX. 6.) BM rendelet Az Országos Tűzvédelmi Szabályzatról
- 4/2011. (IX. 6.) KüM rendelet Egyes fejezeti kezelésű előirányzatok felhasználásának szabályairól  [3]
- 29/2011. (IX. 9.) BM rendelet A fejezeti kezelésű előirányzatok felhasználásának általános rendjéről szóló 17/2011. (V. 23.) BM rendelet módosításáról [3]
- 34/2011. (IX. 9.) NGM rendelet A szakképzési hozzájárulásról és a képzés fejlesztésének támogatásáról szóló 2003. évi LXXXVI. törvény végre-hajtásáról szóló 13/2008. (VII. 22.) SZMM rendelet módosításáról
- 27/2011. (IX. 14.) KIM rendelet Az oktatási esélyegyenlőséget szolgáló támogatásokról [2]
- 28/2011. (IX. 14.) KIM rendelet A választási eljárásról szóló 1997. évi C. törvénynek az országgyűlési képviselők választásán történő végrehajtásáról szóló 35/2009. (XII. 30.) ÖM rendelet és a helyi önkormányzati képviselők és polgármesterek, valamint a kisebbségi önkormányzati képviselők választása költségeinek normatíváiról, tételeiről, elszámolási és belső ellenőrzési rendjéről szóló 7/2010. (VII. 21.) KIM rendelet módosításáról
- 35/2011. (IX. 14.) NGM rendelet A nemesfém tárgyakkal kapcsolatos hatósági tevékenységekről
- 46/2011. (IX. 14.) NFM rendelet Az átvételi kötelezettség alá eső villamos energiának az átviteli rendszerirányító által történő szétosztásáról és a szétosztás során alkalmazható árak meghatározásának módjáról szóló 109/2007. (XII. 23.) GKM rendelet módosításáról
- 47/2011. (IX. 14.) NFM rendelet A közlekedési, az informatikai és a postaügyi ágazathoz tartozó szakképesítések szakmai és vizsgakövetelményeinek kiadásáról szóló 17/2010. (XI. 25.) NFM rendelet módosításáról [2]
- 48/2011. (IX. 19.) NFM rendelet A Széchenyi Programirodák működésének szabályairól [1]
- 30/2011. (IX. 22.) BM rendelet a rendőrség szolgálati szabályzatáról
- 31/2011. (IX. 22.) BM rendelet A temetkezési szolgáltatási engedély kiadása iránt fizetendő igazgatási szolgáltatási díjról szóló 28/2009. (X. 29.) ÖM rendelet módosításáról
- 36/2011. (IX. 22.) NGM rendelet A gépek biztonsági követelményeiről és megfelelőségének tanúsításáról szóló 16/2008. (VIII. 30.) NFGM rendelet módosításáról és a hajók tartályainak kalibrálására vonatkozó előírásokról szóló 7/2000. (II. 25.) GM rendelet hatályon kívül helyezéséről
- 56/2011. (IX. 22.) NEFMI rendelet A kulturális szakemberek szervezett képzési rendszeréről, követelményeiről és a képzés finanszírozásáról szóló 1/2000. (I. 14.) NKÖM rendelet módosításáról
- 2/2011. (IX. 26.) NMHH rendelet Az elektronikus hírközlő hálózatok azonosítóival kapcsolatos gazdálkodás rendjéről
- 3/2011. (IX. 26.) NMHH rendelet Az elektronikus hírközlő hálózatok azonosítóinak nemzeti felosztási tervéről
- 9/2011. (IX. 26.) HM rendelet A szolgálati célú belépésről és tartózkodásról szóló értesítés egyes eljárási szabályairól és iratmintájáról
- 37/2011. (IX. 26.) NGM rendelet A regionális fejlesztési és képzési bizottságok működéséről szóló 4/2008. (IV. 22.) SZMM rendelet módosításáról
- 12/2011. (IX. 29.) PSZÁF rendelet A független biztosításközvetítők felügyeleti adatszolgáltatási kötelezettségéről
- 13/2011. (IX. 29.) PSZÁF rendelet A Kártalanítási Alap kezelője adatszolgáltatási kötelezettsége szabályairól
- 32/2011. (IX. 29.) BM rendelet Egyes miniszteri elismerésekkel kapcsolatos miniszteri rendeletek módosításáról
- 33/2011. (IX. 29.) BM rendelet Az önkormányzatok és jogi személyiségű társulásaik európai uniós fejlesztési pályázatai saját forrás kiegészítése 2011. évi támogatásának rendjéről szóló 15/2011. (IV. 22.) BM rendelet módosításáról
- 10/2011. (IX. 29.) HM rendelet A fejezeti kezelésű előirányzatok felhasználásának szabályairól
- 29/2011. (IX. 29.) KIM rendelet A Cégközlönyben megjelenő közlemények közzétételéről és költségtérítéséről szóló 22/2006. (V. 18.) IM rendelet és a Céginformációs és az Elektronikus Cégeljárásban Közreműködő Szolgálat működéséről, valamint a céginformáció költségtérítéséről szóló 1/2006. (VI. 26.) IRM rendelet módosításáról
- 57/2011. (IX. 29.) NEFMI rendelet Egyes egészségügyi tárgyú miniszteri rendeletek módosításáról
- 49/2011. (IX. 29.) NFM rendelet A XIX. Uniós fejlesztések fejezetbe tartozó fejezeti kezelésű előirányzatok 2011. évi felhasználásának rendjéről szóló 38/2011. (VII. 20.) NFM rendelet módosításáról
- 89/2011. (IX. 29.) VM rendelet A vizek állapotának kémiai elemzésére és figyelemmel kísérésére vonatkozó műszaki előírásokról
- 50/2011. (IX. 30.) NFM rendelet A távhőszolgáltatónak értékesített távhő árának, valamint a lakossági felhasználónak és a külön kezelt intézménynek nyújtott távhőszolgáltatás díjának megállapításáról
- 51/2011. (IX. 30.) NFM rendelet A távhőszolgáltatási támogatásról

##### Október
- 13/2011. (X. 3.) MNB rendelet A jegybanki információs rendszerhez a deviza alapú jelzálogkölcsönök rögzített árfolyamon történő végtörlesztéséhez kapcsolódóan szolgáltatandó információk és az információt szolgáltatók köréről, a szolgáltatás módjáról és határidejéről
- 90/2011. (X. 3.) VM rendelet Az Európai Mezőgazdasági Vidékfejlesztési Alapból az Új Magyarország Vidékfejlesztési Program I. és II. intézkedéscsoportjához kapcsolódó képzések tárgyában nyújtandó támogatások részletes feltételeiről szóló 139/2008. (X. 22.) FVM rendelet módosításáról
- 91/2011. (X. 3.) VM rendelet Az Európai Mezőgazdasági Vidékfejlesztési Alapból finanszírozott egyes agrártámogatási tárgyú miniszteri rendeletek módosításáról
- 14/2011. (X. 5.) PSZÁF rendelet A Pénzügyi Szervezetek Állami Felügyelete által elfogadott, illetve a nemzetközi pénzügyi piacokon általában használt nyelvekről
- 11/2011. (X. 5.) HM rendelet A NATO menetparancs alkalmazásával kapcsolatos szabályokról szóló 32/2007. (VIII. 15.) HM rendelet, valamint a külföldi szolgálatba vezényeltekkel kapcsolatos személyügyi feladatokról és jogállásuk egyes kérdéseiről szóló 26/2002. (IV.12.) HM rendelet módosításáról
- 12/2011. (X. 5.) HM rendelet A Magyar Honvédség külföldi szolgálatot teljesítő és külföldi tanulmányokat folytató személyi állománya devizaellátmányáról és egyes ellátmányon kívüli pénzbeli járandóságairól szóló 26/2007. (VI. 20.) HM rendelet módosításáról
- 38/2011. (X. 5.) NGM rendelet A gyermekjátékok biztonságáról
- 92/2011. (X. 5.) VM rendelet Az Európai Mezőgazdasági Vidékfejlesztési Alapból nyújtott agrár-környezetgazdálkodási támogatások igénybevételének részletes feltételeiről szóló 61/2009. (V. 14.) FVM rendelet módosításáról
- 4/2011. (X. 6.) NMHH rendelet A frekvenciahasználati jogosultság megszerzését szolgáló árverés és pályázat szabályairól
- 5/2011. (X. 6.) NMHH rendelet A Nemzeti Média- és Hírközlési Hatóság egyes eljárásainak igazgatási szolgáltatási díjairól és a díjfizetés módjáról
- 6/2011. (X. 6.) NMHH rendelet Az elektronikus hírközlési előfizetői szerződések részletes szabályairól
- 7/2011. (X. 6.) NMHH rendelet A frekvenciasávok felhasználási szabályainak megállapításáról
- 15/2011. (X. 7.) PSZÁF rendelet A Kártalanítási Számla kezelője adatszolgáltatási kötelezettségéről
- 16/2011. (X. 7.) PSZÁF rendelet A biztosítók aktuáriusi jelentésének tartalmi követelményeiről és adatszolgáltatási kötelezettségéről
- 34/2011. (X. 7.) BM rendelet Az igazságügyi és rendészeti miniszter hatáskörébe tartozó szakképesítések szakmai és vizsgakövetelményeinek kiadásáról szóló 15/2008. (VII. 28.) IRM rendelet módosításáról
- 52/2011. (X. 7.) NFM rendelet Az egyetemes szolgáltatók részére vételre felajánlott földgázforrás és a hazai termelésű földgáz mennyiségéről és áráról, valamint az igénybevételre jogosultak és kötelezettek köréről szóló 19/2010. (XII. 3.) NFM rendelet és a földgázpiaci egyetemes szolgáltatáshoz kapcsolódó árak képzéséről szóló 29/2009. (VI. 25.) KHEM rendelet módosításáról
- 17/2011. (X. 12.) PSZÁF rendelet Az összevont alapú felügyelet alá tartozó biztosítók adatszolgáltatási kötelezettségéről
- 18/2011. (X. 12.) PSZÁF rendelet A biztosítók kötelező gépjármű-felelősségbiztosítási termékére vonatkozó adatszolgáltatási kötelezettségéről
- 93/2011. (X. 12.) VM rendelet Az egyes agrártámogatási tárgyú miniszteri rendeletek módosításáról
- 14/2011. (X. 13.) MNB rendelet A jegybanki információs rendszerhez szolgáltatandó információk és az információt szolgáltatók köréről, a szolgáltatás módjáról és határidejéről
- 39/2011. (X. 14.) NGM rendelet A 2012. évi munkaszüneti napok körüli munkarendről
- 40/2011. (X. 14.) NGM rendelet Egyes termékek energiafelhasználásának ismérveiről való tájékoztatásról szóló egyes miniszteri rendeletek módosításáról
- 41/2011. (X. 14.) NGM rendelet A munkavédelmi jellegű bírságok pályázati, valamint információs célú felhasználásának részletes szabályairól szóló 32/2009. (XII. 23.) SZMM rendelet és a munkavédelemről szóló 1993. évi XCIII. törvény egyes rendelkezéseinek végrehajtásáról szóló 5/1993. (XII. 26.) MüM rendelet módosításáról
- 94/2011. (X. 14.) VM rendelet Az egységes területalapú támogatás, valamint a különleges tejtámogatás összegének megállapításáról
- 95/2011. (X. 14.) VM rendelet Géntechnológiával módosított szervezettel szennyezett szaporítóanyag felhasználása miatt kárt szenvedett termelők kártalanítása előirányzat felhasználásáról
- 35/2011. (X. 17.) BM rendelet A belügyminiszter irányítása alatt álló egyes rendvédelmi szervek hivatásos állományú tagjai szolgálati és kiegészítő igazolványainak rendszeresítéséről, kiadásának és nyilvántartásának eljárási rendjéről
- 96/2011. (X. 17.) VM rendelet A 2011. évi körzeti erdőtervezésre vonatkozó tervezési alapelvekről, valamint az érintett körzeti erdőtervek alapján folytatott erdőgazdálkodásról
- 15/2011. (X. 19.) MNB rendelet A „Liszt Ferenc” emlékérme kibocsátásáról
- 16/2011. (X. 19.) MNB rendelet A szélfelirattal ellátott „Liszt Ferenc” emlékérme kibocsátásáról
- 36/2011. (X. 19.) BM rendelet A belügyminiszter irányítása alá tartozó szervek, valamint a hivatásos tűzoltóságok egyenruha-ellátásra jogosult személyi állományának ruházati és öltözködési szabályzatáról szóló 14/2010. (XII. 31.) BM rendelet módosításáról
- 53/2011. (X. 19.) NFM rendelet Az egyetemes postai szolgáltatók és az engedélyes postai szolgáltatók számviteli nyilvántartásai elkülönített vezetésének, valamint az egyetemes postai szolgáltatások költségszámítására vonatkozó elveiről és részletes szabályairól
- 54/2011. (X. 19.) NFM rendelet A tengeri hajók bejelentkezési és bejelentési kötelezettségéről
- 19/2011. (X. 20.) PSZÁF rendelet A hitelintézetek adatszolgáltatási kötelezettségéről
- 20/2011. (X. 20.) PSZÁF rendelet A pénzügyi vállalkozások és pénzpiaci alkuszok által a Pénzügyi Szervezetek Állami Felügyelete részére szolgáltatandó adatok köréről és az adatszolgáltatás módjáról
- 21/2011. (X. 20.) PSZÁF rendelet Az egészség-és önsegélyező pénztárak adatszolgáltatási kötelezettségéről
- 22/2011. (X. 20.) PSZÁF rendelet Az elektronikuspénz-kibocsátó intézmény, a pénzforgalmi intézmény, továbbá az Európai Unió másik tagállamában vagy az Európai Gazdasági Térségről szóló megállapodásban részes más államban székhellyel rendelkező elektronikuspénz-kibocsátó intézmény és pénzforgalmi intézmény magyarországi fióktelepe, valamint a Posta Elszámoló Központot működtető intézmény által a Pénzügyi Szervezetek Állami Felügyelete részére szolgáltatandó adatok köréről és az adatszolgáltatás módjáról
- 13/2011. (X. 20.) HM rendelet A honvédelmi ágazatban bekövetkezett baleseti veszélyt jelentő rendellenességek és a balesetek bejelentéséről, kivizsgálásáról és nyilvántartásáról
- 30/2011. (X. 20.) KIM rendelet A Tanács fizetésképtelenségi eljárásokról szóló 1346/2000/EK rendeletének 40. cikkében előírt értesítés formai és tartalmi kellékeiről szóló 38/2009. (VIII. 31.) IRM rendelet módosításáról
- 58/2011. (X. 21.) NEFMI rendelet A személyes gondoskodást nyújtó gyermekjóléti, gyermekvédelmi intézmények, valamint személyek szakmai feladatairól és működésük feltételeiről szóló 15/1998. (IV. 30.) NM rendelet módosításáról
- 31/2011. (X. 24.) KIM rendelet A területi számjelrendszerről
- 55/2011. (X. 24.) NFM rendelet Az utak forgalomszabályozásáról és a közúti jelzések elhelyezéséről szóló 20/1984. (XII. 21.) KM rendelet módosításáról
- 23/2011. (X. 25.) PSZÁF rendelet A biztosítók adatszolgáltatási kötelezettségéről
- 59/2011. (X. 25.) NEFMI rendelet A közoktatási tankönyvek legmagasabb fogyasztói áráról szóló 13/2010. (XI. 25.) NEFMI rendelet módosításáról
- 60/2011. (X. 25.) NEFMI rendelet Az egészségügyi szakellátás társadalombiztosítási finanszírozásának egyes kérdéseiről szóló 9/1993. (IV. 2.) NM rendelet módosításáról
- 37/2011. (X. 28.) BM rendelet A közalkalmazottak jogállásáról szóló 1992. évi XXXIII. törvénynek a belügyminiszter ágazati irányítása alá tartozó egyes szerveknél történő végrehajtásáról
- 14/2011. (X. 28.) HM rendelet A honvéd tisztjelölt jogállással összefüggő egyes miniszteri rendeletek módosításáról
- 97/2011. (X. 28.) VM rendelet Az ingatlan-nyilvántartásról szóló 1997. évi CXLI. törvény végrehajtásáról szóló 109/1999. (XII. 29.) FVM rendelet módosításáról
- 98/2011. (X. 28.) VM rendelet Az Európai Mezőgazdasági Vidékfejlesztési Alapból finanszírozott egyes agrártámogatási tárgyú miniszteri rendeletek módosításáról

##### November
- 8/2011. (XI. 3.) NMHH rendelet A frekvencialekötés és -használat díjáról szóló 1/2011. (III. 31.) NMHH rendelet módosításáról
- 38/2011. (XI. 3.) BM rendelet A Belügyminisztérium és a belügyminiszter irányítása, illetve felügyelete alá tartozó szervek fontos és bizalmas munkaköreiről és a nemzetbiztonsági ellenőrzés szintjének megállapításáról szóló 3/2010. (X. 21.) BM rendelet módosításáról
- 61/2011. (XI. 3.) NEFMI rendelet A szociális és munkaügyi miniszter hatáskörébe tartozó szakképesítések szakmai és vizsgakövetelményeiről szóló 15/2008. (VIII. 13.) SZMM rendelet módosításáról
- 99/2011. (XI. 5.) VM rendelet Az Európai Mezőgazdasági Vidékfejlesztési Alapból a kedvezőtlen adottságú területeken történő gazdálkodáshoz nyújtandó kompenzációs támogatások részletes szabályairól szóló 25/2007. (IV. 17.) FVM rendelet, valamint a Tanyafejlesztési Program előirányzat keretében nyújtott támogatás igénybevételének feltételeiről szóló 81/2011. (VIII. 11.) VM rendelet módosításáról
- 100/2011. (XI. 5.) VM rendelet A gabona és rizs intervenciójáról szóló 140/2009. (X. 29.) FVM rendelet módosításáról
- 101/2011. (XI. 5.) VM rendelet Az élelmiszerek jelöléséről szóló 19/2004. (II. 26.) FVM–ESZCSM–GKM együttes rendelet módosításáról
- 102/2011. (XI. 5.) VM rendelet Az idegen és nem honos halfajoknak akvakultúrában való alkalmazásával kapcsolatos szabályokról szóló 111/2009. (VIII. 19.) FVM rendelet módosításáról
- 56/2011. (XI. 8.) NFM rendelet Az egyes légiközlekedési tárgyú miniszteri rendeletek módosításáról
- 103/2011. (XI. 8.) VM rendelet Az Európai Mezőgazdasági Vidékfejlesztési Alapból a kertészet korszerűsítéséhez nyújtandó támogatások részletes feltételeiről
- 24/2011. (XI. 10.) PSZÁF rendelet Az ISIN azonosítóról
- 62/2011. (XI. 10.) NEFMI rendelet A jelnyelvi tolmácsszolgálatok működésének és a jelnyelvi tolmácsszolgáltatás igénybevételének feltételeiről
- 104/2011. (XI. 10.) VM rendelet A környezetvédelmi és vízügyi miniszter hatáskörébe tartozó szakképesítések szakmai és vizsgakövetelményeinek kiadásáról szóló 12/2008. (IV. 30.) KvVM rendelet módosításáról
- 105/2011. (XI. 10.) VM rendelet A zöldség-gyümölcs termelői szervezetek kiegészítő nemzeti támogatásáról
- 106/2011. (XI. 10.) VM rendelet A védett és fokozottan védett növény- és állatfajokról, a fokozottan védett barlangok köréről, valamint az Európai Közösségben természetvédelmi szempontból jelentős növény- és állatfajok közzétételéről szóló 13/2001. (V. 9.) KöM rendelet módosításáról
- 107/2011. (XI. 10.) VM rendelet Az étkezési célra forgalomba kerülő vadon termett gombák gyűjtéséről, feldolgozásáról, forgalomba hozataláról

##### December
- 44/2011. (XII. 5.) BM rendelet a tűzesetek vizsgálatára vonatkozó szabályokról
- 45/2011. (XII. 7.) BM rendelet a tűzvédelmi szakvizsgára kötelezett foglalkozási ágakról, munkakörökről, a tűzvédelmi szakvizsgával összefüggő oktatásszervezésről és a tűzvédelmi szakvizsga részletes szabályairól
- 116/2011. (XII. 14.) VM rendelet a 2012. évi óvoda-, iskolatej program szabályozásáról
- 56/2011. (XII. 22.) BM rendelet A rendészeti szakvizsgáról és a rendészeti vezetőképzésről szóló 21/2011. (VII. 13.) BM rendelet módosításáról
- 57/2011. (XII. 22.) BM rendelet A vízügyi igazgatási szervek irányításának átalakításával összefüggésben a belügyminiszter feladat- és hatáskörébe tartozó egyes miniszteri rendeletek módosításáról
- 35/2011. (XII. 22.) KIM rendelet Egyes iparjogvédelmi tárgyú rendeletek módosításáról
- 49/2011. (XII. 22.) NGM rendelet A kötelező gépjármű-felelősségbiztosítás 1991. július 1. előtti rendszere alapján fizetett baleseti kártérítési járadékok emeléséről szóló 2/1997. (I. 31.) PM rendelet, valamint a gépjármű-szavatossági károk 1971. január 1. előtti rendszere alapján fizetett baleseti kártérítési járadékokról szóló 12/1998. (III. 27.) PM rendelet módosításáról
- 50/2011. (XII. 22.) NGM rendelet A munkahelyek kémiai biztonságáról szóló 25/2000. (IX. 30.) EüM–SZCSM együttes rendelet módosításáról és a munkaeszközök és használatuk biztonsági és egészségügyi követelményeinek minimális szintjéről szóló 14/2004. (IV. 19.) FMM rendelet módosításáról
- 78/2011. (XII. 22.) NFM rendelet A nagysebességű transzeurópai vasúti rendszer infrastruktúra alrendszerére vonatkozó kölcsönös átjárhatósági műszaki előírásokról
- 79/2011. (XII. 22.) NFM rendelet A földgáz csatlakozási díjak meghatározásáról és alkalmazásuk általános szabályairól
- 132/2011. (XII. 22.) VM rendelet Az Európai Mezőgazdasági Garancia Alapból finanszírozott egységes területalapú támogatás (SAPS), valamint az ahhoz kapcsolódó kiegészítő nemzeti támogatások (top up) 2011. évi igénybevételével kapcsolatos egyes kérdésekről szóló 25/2011. (IV. 7.) VM rendelet alapján nyújtható kiegészítő nemzeti támogatások jogcímeihez kapcsolódó támogatási összegekről
- 133/2011. (XII. 22.) VM rendelet A 2011 májusában fagykárt szenvedett mezőgazdasági termelők hitelhez jutási lehetőségéről
- 134/2011. (XII. 22.) VM rendelet A vágóállatok vágás utáni minősítéséről szóló 75/2003. (VII. 4.) FVM rendelet módosításáról
- 135/2011. (XII. 22.) VM rendelet A vágómarhák vágás utáni minősítéséről és a hasított féltestek kereskedelmi osztályba sorolásáról szóló 14/1998. (IV. 3.) FM rendelet módosításáról
- 136/2011. (XII. 22.) VM rendelet' A vágósertések vágás utáni minősítéséről és a hasított féltestek kereskedelmi osztályba sorolásáról
- 137/2011. (XII. 22.) VM rendelet Az anyakecsketartás „de minimis” támogatásáról
- 138/2011. (XII. 22.) VM rendelet Az anyajuhtartás „de minimis” támogatásáról
- 139/2011. (XII. 22.) VM rendelet A vágójuhok vágás utáni minősítéséről és kereskedelmi osztályba sorolásáról szóló 16/1998. (IV. 3.) FM rendelet és a baromfi ágazatban igénybe vehető állatjóléti támogatások feltételeiről szóló 139/2007. (XI. 28.) FVM rendelet módosításáról
- 36/2011. (XII. 23.) KIM rendelet Az Önálló vállalkozók tevékenységi jegyzéke bevezetéséről és alkalmazásáról
- 51/2011. (XII. 23.) NGM rendelet Egyes foglalkozás-egészségügyi tárgyú miniszteri rendeletek módosításáról
- 70/2011. (XII. 23.) NEFMI rendelet Az egészségügyi szakellátás társadalombiztosítási finanszírozásának egyes kérdéseiről szóló 9/1993. (IV. 2.) NM rendelet módosításáról
- 80/2011. (XII. 23.) NFM rendelet A nagysebességű transzeurópai vasúti rendszer üzemeltetési alrendszerére vonatkozó átjárhatósági műszaki előírásról
- 81/2011. (XII. 23.) NFM rendelet A nagysebességű transzeurópai vasúti rendszer járművek alrendszerére vonatkozó átjárhatósági műszaki előírásokról
- 82/2011. (XII. 23.) NFM rendelet A nagysebességű transzeurópai vasúti rendszer energiaellátás alrendszerére vonatkozó kölcsönös átjárhatósági műszaki előírásokról
- 141/2011. (XII. 23.) VM rendelet A bizonyos nem állati eredetű élelmiszerek és takarmányok behozataláról és fokozott hatósági ellenőrzéséről
- 142/2011. (XII. 23.) VM rendelet A fertőző szivacsos agyvelőbántalmak megelőzéséről, az ellenük való védekezésről, illetve leküzdésükről szóló 179/2009. (XII. 29.) FVM rendelet módosításáról
- 143/2011. (XII. 23.) VM rendelet A mezőgazdasági biztosítás díjához nyújtott támogatás igénybevételi feltételeiről
- 144/2011. (XII. 23.) VM rendelet Az állami tulajdonú közüzemi vízműből szolgáltatott ivóvízért, illetőleg az állami tulajdonú közüzemi csatornamű használatáért fizetendő díjakról szóló 47/1999. (XII. 28.) KHVM rendelet módosításáról
- 145/2011. (XII. 23.) VM rendelet A kedvtelésből tartott állatok nem kereskedelmi célú mozgásának állat-egészségügyi szabályairól szóló 147/2004. (X. 1.) FVM rendelet módosításáról
- 146/2011. (XII. 23.) VM rendelet A vízrajzi feladatok ellátásáról
- 147/2011. (XII. 23.) VM rendelet A vízügyi igazgatási szervek irányításának átalakításával összefüggésben egyes miniszteri rendeletek módosításáról
- 58/2011. (XII. 23.) BM rendelet A hátrányos helyzetű önkormányzatok kiegészítő támogatásáról
- 59/2011. (XII. 23.) BM rendelet A helyi önkormányzatok szociális célú tűzifavásárláshoz kapcsolódó kiegészítő támogatásáról
- 60/2011. (XII. 23.) BM rendelet A helyi önkormányzatok rövid lejáratú hiteltörlesztési támogatásáról
- 17/2011. (XII. 23.) HM rendelet A kötelező gépjármű-felelősségbiztosítási kötelezettség alól mentes gépjárművek körének és nyilvántartásának szabályairól, az e gépjárművek által okozott károk megtérítését és rendezését végző szervek kijelöléséről, működéséről, valamint a mentesített gépjárművek igazolóeszközzel történő ellátásáról
- 37/2011. (XII. 23.) KIM rendelet A közös jogkezelő szervezetek nyilvántartásával kapcsolatos eljárásokért fizetendő igazgatási szolgáltatási díjra vonatkozó szabályokról
- 71/2011. (XII. 23.) NEFMI rendelet A fogászati ellátás tevékenységi kódlistájának alkalmazásáról
- 13/2011. (XII. 27.) NMHH rendelet Az elektronikus hírközlési szolgáltatás minőségének az előfizetők és felhasználók védelmével összefüggő követelményeiről, valamint a díjazás hitelességéről
- 14/2011. (XII. 27.) NMHH rendelet Az egyes műszaki eszközök földfelszíni digitális műsorok vételére való alkalmasságának megjelöléséről
- 72/2011. (XII. 27.) NEFMI rendelet Az állam tulajdonába és fenntartásába került egészségügyi intézmények tekintetében vagyonkezelői joggal rendelkező államigazgatási szerv kijelöléséről
- 61/2011. (XII. 29.) BM rendelet A belügyminiszter irányítása alatt álló egyes fegyveres szervek hivatásos állományú tagjaira vonatkozó munkáltatói jogkörökről és azok gyakorlására feljogosított elöljárókról
- 18/2011. (XII. 29.) HM rendelet A honvédelmi szervezetek jogi képviseletéről
- 19/2011. (XII. 29.) HM rendelet Egyes honvédelmi miniszteri rendeletek módosításáról
- 52/2011. (XII. 29.) NGM rendelet Egyes illetékjogi tárgyú PM rendeletek módosításáról
- 73/2011. (XII. 29.) NEFMI rendelet Egyes gyógyszerészeti tárgyú miniszteri rendeleteknek a gyógyszerhiány megelőzése és kezelése érdekében történő módosításáról
- 74/2011. (XII. 29.) NEFMI rendelet A gyógyászati segédeszközök társadalombiztosítási támogatásba történő befogadásáról, támogatással történő rendeléséről, forgalmazásáról, javításáról és kölcsönzéséről szóló 14/2007. (III. 14.) EüM rendelet módosításáról
- 75/2011. (XII. 29.) NEFMI rendelet A kozmetikai termékek biztonságosságáról, gyártási, forgalmazási feltételeiről és közegészségügyi ellenőrzéséről szóló 40/2001. (XI. 23.) EüM rendelet módosításáról
- 76/2011. (XII. 29.) NEFMI rendelet Egyes sport tárgyú miniszteri rendeletek módosításáról
- 83/2011. (XII. 29.) NFM rendelet A villamos energia és a földgáz egyetemes szolgáltatás, valamint a távhő árának meghatározásával, a vízügyi igazgatás átalakításával és az energiastatisztikai feladatok ellátásával összefüggő egyes energetikai tárgyú miniszteri rendeletek módosításáról
- 84/2011. (XII. 29.) NFM rendelet A magyar légtér igénybevételéért fizetendő díjról
- 85/2011. (XII. 29.) NFM rendelet Az Új Magyarország Fejlesztési Tervben szereplő Regionális Fejlesztés Operatív Programokra meghatározott előirányzatok felhasználásának állami támogatási szempontú szabályairól szóló 19/2007. (VII. 30.) MeHVM rendelet módosításáról
- 86/2011. (XII. 29.) NFM rendelet A belföldi közforgalmú menetrend szerinti vasúti személyszállítás és helyközi (távolsági) autóbusz-közlekedés, valamint a nevelési-oktatási intézmények által rendelt belföldi autóbusz különjáratok legmagasabb díjairól szóló 48/2007. (IV. 26.) GKM rendelet módosításáról
- 62/2011. (XII. 29.) BM rendelet A katasztrófák elleni védekezés egyes szabályairól
- 63/2011. (XII. 29.) BM rendelet A bírósági szervezet átalakításával összefüggésben egyes miniszteri rendeletek módosításáról
- 38/2011. (XII. 29.) KIM rendelet A cégbejegyzési eljárás és a cégnyilvántartás egyes kérdéseiről szóló 21/2006. (V. 18.) IM rendelet és a számviteli törvény szerinti beszámoló elektronikus úton történő letétbe helyezéséről és közzétételéről szóló 11/2009. (IV. 28.) IRM–MeHVM–PM együttes rendelet módosításáról
- 39/2011. (XII. 29.) KIM rendelet Az Erzsébet-utalvány kibocsátásáról
- 53/2011. (XII. 29.) NGM rendelet A Nemzeti Adó- és Vámhivatal hivatásos munkakörei és egyes illetmény-pótlékok megállapításáról, valamint a Nemzeti Adó- és Vámhivatal hivatásos állománya egészségi, pszichikai és fizikai alkalmasságának vizsgálatáról szóló 27/2011. (VII. 26.) NGM rendelet módosításáról
- 54/2011. (XII. 29.) NGM rendelet Az egyes adózási tárgyú pénzügyminiszteri rendeletek módosításáról
- 87/2011. (XII. 29.) NFM rendelet Az Új Magyarország Kockázati Tőkeprogramok és a Svájci–Magyar Együttműködési Program keretében tulajdonosi joggyakorló szerv kijelöléséről
- 88/2011. (XII. 29.) NFM rendelet A hajózó személyzet képzéséről és szakszolgálati engedélyéről szóló 32/2009. (VI. 30.) KHEM rendelet módosításáról
- 148/2011. (XII. 29.) VM rendelet Az egyes miniszteri rendeleteknek a miniszteri hatósági hatáskörök felülvizsgálatával kapcsolatos módosításáról
- 140/2011. (XII. 22.) VM rendelet Egyes vidékfejlesztési tárgyú miniszteri rendeletek módosításáról
- 64/2011. (XII. 30.) BM rendelet A belügyminiszter felügyelete, irányítása alá tartozó egyes fegyveres szervekkel hivatásos szolgálati viszonyban állók szolgálati viszonyáról és a személyügyi igazgatás rendjéről
- 65/2011. (XII. 30.) BM rendelet A belügyminiszter irányítása alá tartozó egyes fegyveres szerveknél rendszeresített hivatásos beosztásokról és a betöltésükhöz szükséges követelményekről
- 66/2011. (XII. 30.) BM rendelet A belügyminiszter irányítása alatt álló egyes fegyveres szervek hivatásos állományú tagjai illetményének és egyéb juttatásainak megállapításáról, valamint a folyósítás szabályairól
- 67/2011. (XII. 30.) BM rendelet Az egyes rendvédelmi szervek hivatásos állományú tagjai egészségi, pszichikai és fizikai alkalmasságáról, közalkalmazottai és köztisztviselői munkaköri egészségi alkalmasságáról, a szolgálat-, illetve keresőképtelenség megállapításáról, valamint az egészségügyi alapellátásról szóló 57/2009. (X. 30.) IRM–ÖM–PTNM együttes rendelet módosításáról
- 68/2011. (XII. 30.) BM rendelet Az Alaptörvény hatálybalépésével összefüggően hazánk elnevezésének Magyar Köztársaságról Magyarországra történő változásából eredő, a belügyminisztérium feladatkörébe tartozó miniszteri rendeletek módosításáról
- 69/2011. (XII. 30.) BM rendelet A magánútlevél soron kívüli, sürgősségi, valamint azonnali eljárásban történő kiállításáért fizetendő igazgatási szolgáltatási pótdíj megfizetéséről
- 20/2011. (XII. 30.) HM rendelet A fontos és bizalmas munkakörökről, valamint a biztonsági ellenőrzések szintjéről szóló 41/2007. (XII. 14.) HM rendelet módosításáról
- 70/2011. (XII. 30.) BM rendelet A belügyminiszter irányítása alá tartozó rendvédelmi szervek munkavédelmi feladatai, valamint foglalkozás-egészségügyi tevékenysége ellátásának szabályairól
- 40/2011. (XII. 30.) KIM rendelet A bírósági szervezet átalakításával összefüggésben egyes miniszteri rendeletek módosításáról
- 41/2011. (XII. 30.) KIM rendelet Az egyes igazságügyi tárgyú igazságügyi miniszteri rendeletek módosításáról
- 55/2011. (XII. 30.) NGM rendelet A START kártyák felhasználásának, illetve az ahhoz kapcsolódó szociális hozzájárulási adókedvezmény érvényesítésének, továbbá elszámolásának részletes szabályairól
- 77/2011. (XII. 30.) NEFMI rendelet Egyes gyermekvédelmi tárgyú miniszteri rendeleteknek a családi pótlék felhasználásával, valamint a gyermekjóléti, gyermekvédelmi szolgáltatásokkal összefüggő módosításáról
- 78/2011. (XII. 30.) NEFMI rendelet Egyes szociális tárgyú miniszteri rendeletek módosításáról
- 89/2011. (XII. 30.) NFM rendelet A közlekedésért felelős miniszter szabályozási feladatkörébe tartozó forgalmazási követelmények tekintetében eljáró megfelelőségértékelő szervezetek kijelölési eljárásáért fizetendő igazgatási szolgáltatási díjakról
- 90/2011. (XII. 30.) NFM rendelet A tengeri hajók felszereléseiről és ezek megfelelősége feltételeiről és tanúsításáról szóló 11/2002. (II. 6.) KöViM rendelet módosításáról
- 91/2011. (XII. 30.) NFM rendelet Egyes miniszteri rendeletek új ország-elnevezéssel összefüggő módosításáról és egyes miniszteri rendeletek hatályon kívül helyezéséről
- 92/2011. (XII. 30.) NFM rendelet A közbeszerzési és tervpályázati hirdetmények feladásának, ellenőrzésének és közzétételének szabályairól, a hirdetmények mintáiról és egyes tartalmi elemeiről, valamint az éves statisztikai összegezésről
- 93/2011. (XII. 30.) NFM rendelet A hivatalos közbeszerzési tanácsadói tevékenységről
- 94/2011. (XII. 30.) NFM rendelet A hajós és tengerész szolgálati könyvről szóló 26/2002. (XI. 29.) GKM rendelet és a hajózási egészségi alkalmasság feltételeiről és vizsgálati rendjéről szóló 21/2002. (XI. 8.) GKM–ESZCSM együttes rendelet módosításáról
- 95/2011. (XII. 30.) NFM rendelet Az autópályák, autóutak és főutak használatának díjáról szóló 36/2007. (III. 26.) GKM rendelet módosításáról
- 96/2011. (XII. 30.) NFM rendelet Az egyes fejezeti kezelésű előirányzatok felhasználásáról szóló 9/2011. (IV. 7.) NFM rendelet és a Nemzeti Fejlesztési és Gazdasági Minisztérium egyes előirányzatai felhasználásában, kezelésében részfeladatokat ellátó közreműködő szervezetekről szóló 28/2008. (XII. 31.) NFGM rendelet módosításáról
- 97/2011. (XII. 30.) NFM rendelet' A Turisztikai Célelőirányzat felhasználásának és kezelésének részletes szabályairól szóló 14/2002. (XI. 16.) MeHVM rendelet módosításáról
- 71/2011. (XII. 31.) BM rendelet A belügyminiszter irányítása alá tartozó szervek egyenruha-ellátásra jogosult személyi állományának ruházati és öltözködési szabályzatáról, valamint a különleges foglalkoztatási állomány ruházati-, fegyverzeti-, kényszerítőeszköz és világítástechnikai felszereléséről
- 42/2011. (XII. 31.) KIM rendelet Az egyházak, vallásfelekezetek és vallási közösségek, valamint a belső egyházi jogi személyek nyilvántartásáról
- 43/2011. (XII. 31.) KIM rendelet A jogszabályszerkesztésről szóló 61/2009. (XII. 14.) IRM rendelet módosításáról
- 44/2011. (XII. 31.) KIM rendelet A Magyar Közlöny kiadásáról, valamint a jogszabály kihirdetése során történő és a közjogi szervezetszabályozó eszköz közzététele során történő megjelöléséről szóló 32/2010. (XII. 31.) KIM rendelet módosításáról
- 56/2011. (XII. 31.) NGM rendelet A szakfeladatrendről és az államháztartási szakágazati rendről
- 149/2011. (XII. 31.) VM rendelet A környezetvédelmi, természetvédelmi, valamint a vízügyi hatósági eljárások igazgatási szolgáltatási díjairól szóló 33/2005. (XII. 27.) KvVM rendelet módosításáról

#### Kormányhatározatok

##### Január (1001–1019)
- 1001/2011. (I. 14.) Korm. határozat Az Európai Unió Duna Makro-regionális Stratégia magyar programjának előkészítéséről
- 1002/2011. (I. 14.) Korm. határozat Magyarország Megújuló Energia Hasznosítási Cselekvési Tervével összefüggő egyes feladatokról
- 1003/2011. (I. 14.) Korm. határozat a "Sikeres Magyarországért" Bérlakás Hitelprogram keretösszegének átcsoportosításáról a "Sikeres Magyarországért" Önkormányzati Infrastruktúrafejlesztési Hitelprogramba és a "Sikeres Magyarországért" Panel Plusz Hitelprogram keretösszegének megemeléséről
- 1004/2011. (I. 14.) Korm. határozat az Országos Képesítési Keretrendszer létrehozásáról és bevezetéséről
- 1005/2011. (I. 14.) Korm. határozat A FIFA 2012–2013. évi kongresszusa rendezési jogának megszerzése érdekében a Magyar Labdarúgó Szövetség által benyújtandó pályázathoz szükséges kormányzati intézkedésekről
- 1006/2011. (I. 14.) Korm. határozat A Honvédelmi Minisztérium vagyonkezelésében lévő egyes ingó vagyonelemek segélyként történő térítésmentes tulajdonba adásáról
- 1007/2011. (I. 14.) Korm. határozat az Új Erkel Színház felépítését célzó pályázat előkészítéséről és lebonyolításáról, és az Operaház rekonstrukciójának előkészítésével kapcsolatos kérdésekről szóló 1172/2009. (X. 16.) Korm. határozat hatályon kívül helyezéséről
- 1008/2011. (I. 17.) Korm. határozat A nemzeti filmipar megújításáért felelős kormánybiztos kinevezéséről és feladatairól
- 1009/2011. (I. 19.) Korm. határozat A Gazdaságfejlesztés Operatív Program 2011–2013. évekre szóló akciótervének jóváhagyásáról
- 1010/2011. (I. 19.) Korm. határozat A Környezet és Energia Operatív Program 2011–2013. évekre szóló akciótervének jóváhagyásáról
- 1011/2011. (I. 19.) Korm. határozat A Közlekedés Operatív Program 2011–2013. évekre szóló akciótervének jóváhagyásáról
- 1012/2011. (I. 19.) Korm. határozat A Regionális Operatív Programok 2011–2013. évekre szóló akcióterveinek jóváhagyásáról
- 1013/2011. (I. 19.) Korm. határozat A Társadalmi Megújulás Operatív Program 2011–2013. évekre szóló akciótervének jóváhagyásáról
- 1014/2011. (I. 19.) Korm. határozat A Társadalmi Infrastruktúra Operatív Program 2011–2013. évekre szóló akciótervének jóváhagyásáról
- 1015/2011. (I. 19.) Korm. határozat A Végrehajtás Operatív Program 2011–2013. évekre szóló akciótervének jóváhagyásáról
- 1016/2011. (I. 24.) Korm. határozat A Társadalmi Felzárkózási és Cigányügyi Tárcaközi Bizottság létrehozásáról szóló 1199/2010. (IX. 29.) Korm. határozat módosításáról
- 1017/2011. (I. 28.) Korm. határozat A Régiók Bizottsága Nemzeti Delegáció tagjainak és póttagjainak jelöléséről
- 1018/2011. (I. 28.) Korm. határozat Az IKR Termelésfejlesztési és Kereskedelmi Zrt. és a KITE Mezőgazdasági Szolgáltató és Kereskedelmi Zrt. részére nyújtandó állami készfizető kezességvállalásról szóló 1016/2009. (II. 13.) Korm. határozat módosításáról
- 1019/2011. (I. 28.) Korm. határozat A Magyar Nemzeti Múzeum Mélygarázs PPP-konstrukció keretében történő megvalósításáról szóló 1126/2005. (XII. 20.) Korm. határozat visszavonásáról

##### Február (1020–1032)
- 1020/2011. (II. 3.) Korm. határozat Az Európai Unió Duna Makro-regionális Stratégia magyar programjának előkészítéséről szóló 1001/2011. (I. 14.) Korm. határozat módosításáról
- 1021/2011. (II. 11.) Korm. határozat A Nemzeti Vízum- és Okmánybizottságról és a biztonsági okmányokkal kapcsolatos kormányzati feladatokról
- 1022/2011. (II. 11.) Korm. határozat Az Európai Mezőgazdasági Vidékfejlesztési Alapból a tejágazat szerkezetátalakítását kísérő állatjóléti intézkedés finanszírozási kérdésének megoldásáról
- 1023/2011. (II. 11.) Korm. határozat A határon átnyúló fejlesztések jogi hátterének rendezésével kapcsolatos feladatokról
- 1024/2011. (II. 11.) Korm. határozat A magyarországi zsidó közösségi élet megújításával, a zsidó közösségek támogatásával, a zsidó szervezetekkel folytatott rendszeres egyeztetésekkel és az 1997. évi X. törvény végrehajtásával kapcsolatos kormányzati feladatok ellátásáról
- 1025/2011. (II. 11.) Korm. határozat Az államháztartási egyensúly megőrzéséhez szükséges intézkedésekről
- 1026/2011. (II. 15.) Korm. határozat A nemzeti ünnepek, valamint a kiemelkedő fontosságú rendezvények előkészítésének és lebonyolításának rendjéről szóló 1137/2010. (VII. 1.) Korm. határozat módosításáról
- 1027/2011. (II. 22.) Korm. határozat Az Új Magyarország Agrár Forgóeszköz Hitelprogramról szóló 1008/2008. (II. 23.) Korm. határozat és az Új Magyarország Agrár Forgóeszköz Hitelprogram átalakításáról szóló 1050/2008. (VII. 18.) Korm. határozat módosításáról
- 1028/2011. (II. 22.) Korm. határozat A Sajó völgye egyes településeinek árvízi biztonságát hosszútávra megteremtő beruházásokról
- 1029/2011. (II. 22.) Korm. határozat A Magyar Honvédség tartalékos rendszerének fejlesztéséhez kapcsolódó egyes ágazati feladatokról
- 1030/2011. (II. 22.) Korm. határozat A Miniszterelnökségen, a minisztériumokban, az igazgatási és az igazgatás jellegű tevékenységet ellátó központi költségvetési szerveknél foglalkoztatottak létszámáról szóló 1166/2010. (VIII. 4.) Korm. határozat módosításáról
- 1031/2011. (II. 22.) Korm. határozat A Pesti Vigadó épületének rekonstrukciója kapcsán nyújtandó állami támogatásról
- 1032/2011. (II. 28.) Korm. határozat A zenés, táncos rendezvények biztonságosabbá tétele érdekében végrehajtandó feladatokról

##### Március (1033–1080)
- 1033/2011. (III. 2.) Korm. határozat A 2011. évi központi költségvetés céltartalékából a IX. Helyi önkormányzatok támogatásai és átengedett személyi jövedelemadója fejezetbe történő előirányzat-átcsoportosításról
- 1034/2011. (III. 3.) Korm. határozat A Magyar Köztársaság Kormánya és a Horvát Köztársaság Kormánya között az energiaellátás biztonságának növelése érdekében történő együttműködésről szóló megállapodás,a Magyar Köztársaság Kormánya és a Horvát Köztársaság Kormánya között a közös államhatár mentén lévő szénhidrogén-előfordulások közös kutatásáról és kitermeléséről szóló megállapodás, valamint a Magyar Köztársaság Kormánya és a Horvát Köztársaság Kormánya között a kötelező kőolaj- és kőolajtermék készletek kölcsönös tárolásáról szóló megállapodás szövegének végleges megállapítására adott felhatalmazásról
- 1035/2011. (III. 3.) Korm. határozat A Kormány által alapított közalapítványokkal és alapítványokkal kapcsolatos időszerű intézkedésekről szóló 1159/2010. (VII. 30.) Korm. határozat által előírt felülvizsgálati eljárás megállapításai alapján szükséges intézkedésekről szóló 1316/2010. (XII. 27.) Korm. határozat módosításáról
- 1036/2011. (III. 3.) Korm. határozat A Hadigondozottak Közalapítványa Alapító Okiratának módosításáról
- 1037/2011. (III. 3.) Korm. határozat A Magyar Honvédség Szociálpolitikai Közalapítvány Alapító Okiratának módosításáról
- 1038/2011. (III. 3.) Korm. határozat A Szabadságharcosokért Közalapítvány Alapító Okiratának módosításáról
- 1039/2011. (III. 8.) Korm. határozat A Szervezetátalakítási alap jogcímcsoport előirányzatból a Közigazgatási és Elektronikus Közszolgáltatások Központi Hivatala részére történő forrásbiztosításról
- 1040/2011. (III. 9.) Korm. határozat A büntetés-végrehajtási intézetek nemzetközi elvárásoknak való megfelelésével összefüggő átfogó vizsgálat megállapításaihoz kapcsolódó intézkedésekről
- 1041/2011. (III. 9.) Korm. határozat Az Audi Motor Hungária Kft. kiemelt jelentőségű nagyberuházáshoz kapcsolódó terület-előkészítő munkák (lőszermentesítés, Natura 2000 kármérséklő, kompenzációs, valamint régészeti feltárás) koordinációjáról
- 1042/2011. (III. 10.) Korm. határozat Egyes állami vagyonba tartozó ingatlanok ingyenes önkormányzati tulajdonba adásáról
- 1043/2011. (III. 10.) Korm. határozat Életmentő Emlékérem adományozásáról
- 1044/2011. (III. 16.) Korm. határozatA Magyar Köztársaság Kiváló Művésze, a Magyar Köztársaság Érdemes Művésze és a Magyar Köztársaság Babérkoszorúja díjak 2011. évi adományozásáról
- 1045/2011. (III. 16.) Korm. határozat A Nitrogénművek Zrt. hiteleihez kapcsolódó költségvetési készfizető kezességvállalásról szóló 1086/2008. (XII. 20.) Korm. határozat módosításáról
- 1046/2011. (III. 16.) Korm. határozat „A budapesti Margit híd rehabilitációja és a kapcsolódó közlekedési rendszer fejlesztése” című nagyprojekt támogatásának jóváhagyásáról
- 1047/2011. (III. 16.) Korm. határozat Az Agrár Széchenyi Kártya Konstrukciók bevezetéséről
- 1048/2011. (III. 17.) Korm. határozat A volt egyházi ingatlanok tulajdoni helyzetének rendezésére létrejött egyeztető bizottság elnökének megbízásáról
- 1049/2011. (III. 17.) Korm. határozat A Nemzetközi Pető András Közalapítvány Alapító Okiratának módosításáról
- 1050/2011. (III. 17.) Korm. határozat A Holocaust Dokumentációs Központ és Emlékgyűjtemény Közalapítvány Alapító Okiratának módosításáról
- 1051/2011. (III. 17.) Korm. határozat A Kenyai Köztársaság részére történő kötött segélyhitel felajánlásáról
- 1052/2011. (III. 22.) Korm. határozat A Magyar Köztársaság Kormánya és a Jordán Hasimita Királyság Kormánya között a katasztrófák esetén történő együttműködésről és kölcsönös segítségnyújtásról szóló Megállapodás szövegének végleges megállapítására adott felhatalmazásról
- 1053/2011. (III. 22.) Korm. határozat A 2010. október 6-án kihirdetett veszélyhelyzet során keletkezett károk enyhítéséről és a helyreállításról, valamint a nem lakóépületekben keletkezett további károk enyhítéséről szóló kormányhatározatok módosításáról
- 1054/2011. (III. 22.) Korm. határozat A kiemelt jelentőségű beruházásokat kezelő és egyedi kormánydöntéssel támogatható beruházások kormánydöntését előkészítő tárcaközi bizottság létrehozásáról
- 1055/2011. (III. 22.) Korm. határozat A Nemzeti Kajak-Kenu és Evezős Olimpiai Központ (Szeged, Maty-ér) fejlesztéséről
- 1056/2011. (III. 22.) Korm. határozat A Magyarországi Nemzeti és Etnikai Kisebbségekért Közalapítvány megszüntetéséről
- 1057/2011. (III. 22.) Korm. határozat A Demokrácia Központ Közalapítvány Alapító Okiratának módosításáról
- 1058/2011. (III. 22.) Korm. határozat A Közalapítvány a Budapesti Német Nyelvű Egyetemért Alapító Okiratának módosításáról
- 1059/2011. (III. 23.) Korm. határozat A Nemzet Sportolója cím adományozásáról
- 1060/2011. (III. 23.) Korm. határozat A Kormányt egyes területfejlesztési intézményekben képviselő személyek kijelöléséről szóló 1184/2010. (IX. 6.) Korm. határozat módosításáról
- 1061/2011. (III. 23.) Korm. határozat A Nemzeti Kutatási, Innovációs és Tudománypolitikai Tanács létrehozásáról szóló 1279/2010. (XII. 15.) Korm. határozat módosításáról
- 1062/2011. (III. 23.) Korm. határozat A Magyar Könyv Alapítvány megszüntetéséről
- 1063/2011. (III. 23.) Korm. határozat A Magyar Távoktatási Alapítvány megszüntetéséről
- 1064/2011. (III. 23.) Korm. határozat Az 1956-os Magyar Forradalom Történetének Dokumentációs és Kutatóintézete Közalapítvány megszüntetéséről
- 1065/2011. (III. 23.) Korm. határozat A „Budapest–Kelenföld–Székesfehérvár–Boba vasútvonal rekonstrukciója, I. szakasz, 1-es ütem” című nagyprojekt támogatásának növeléséről
- 1066/2011. (III. 23.) Korm. határozat A „Záhony térségében a vasúti infrastruktúra (széles nyomtávú hálózat) fejlesztése” című KÖZOP-ból támogatott nagyprojekt támogatásának növeléséről
- 1067/2011. (III. 23.) Korm. határozat A Nemzeti Adó- és Vámhivatal és a Magyar Nemzeti Vagyonkezelő Zrt. közötti, a Budapest V. kerület, Zoltán u. 16. szám alatti ingatlan felújításával kapcsolatos megállapodáshoz kapcsolódó előirányzat átcsoportosításról
- 1068/2011. (III. 23.) Korm. határozat A táplálék-kiegészítők sportbeli felhasználásának visszaszorítása érdekében szükséges intézkedésekről
- 1069/2011. (III. 23.) Korm. határozat A Magyar Művészeti Akadémia létrehozásának támogatásáról
- 1070/2011. (III. 23.) Korm. határozat A Nemzeti Kiválóságokért Közalapítvány megszüntetéséről
- 1071/2011. (III. 23.) Korm. határozat A Magyarországi Cigányokért Közalapítvány megszüntetéséről
- 1072/2011. (III. 23.) Korm. határozat A Betegjogi, Ellátottjogi és Gyermekjogi Közalapítvány megszüntetéséről
- 1073/2011. (III. 23.) Korm. határozat A Habsburg-kori Kutatások Közalapítvány megszüntetéséről
- 1074/2011. (III. 23.) Korm. határozat A Pro Renovanda Cultura Hungariae Alapítvány megszüntetéséről
- 1075/2011. (III. 25.) Korm. határozat A fővárosi közösségi közlekedés működtetéséhez szükséges intézkedésekről
- 1076/2011. (III. 25.) Korm. határozat A Budapest Ferihegy Nemzetközi Repülőtér hivatalos földrajzi nevének megváltoztatásáról
- 1077/2011. (III. 25.) Korm. határozat A vízügyi ágazat 2010. évi vízkárelhárítási tevékenységével kapcsolatos védekezési és kártalanítási költségeinek biztosításáról
- 1078/2011. (III. 30.) Korm. határozat Az afganisztáni Nemzetközi Biztonsági Közreműködő Erők (ISAF) műveleteiben történő magyar katonai szerepvállalással összefüggő egyes kormányhatározatok módosításáról
- 1079/2011. (III. 30.) Korm. határozat A XX. Nemzeti Erőforrás Minisztérium fejezeten belüli előirányzat- átcsoportosításról
- 1080/2011. (III. 30.) Korm. határozat A Kutatási és Technológiai Innovációs Alapból 2011. évben felhasználható források megosztásáról

##### Április (1081–1130)
- 1081/2011. (IV. 12.) Korm. határozat A Magyar Köztársaság és Mongólia között a szociális biztonságról szóló Egyezmény szövegének végleges megállapítására adott felhatalmazásról
- 1082/2011. (IV. 12.) Korm. határozat A Közép-európai Funkcionális Légtérblokk létrehozásáról szóló Megállapodás szövegének végleges megállapítására adott felhatalmazásról
- 1083/2011. (IV. 12.) Korm. határozat A költségvetési főfelügyelők és költségvetési felügyelők kirendeléséről
- 1084/2011. (IV. 12.) Korm. határozat Az Európai Mezőgazdasági Garancia Alapból fizetendő 2011. évi egységes területalapú támogatáshoz (SAPS) nyújtandó nemzeti kiegészítő támogatás (top up) forrásáról
- 1085/2011. (IV. 12.) Korm. határozat Az Agrár Forgóeszköz Hitelprogram bevezetéséről és az Agrár Forgóeszköz Vis Maior Hitelprogram keretösszegének felemeléséről
- 1086/2011. (IV. 12.) Korm. határozat A környezetvédelmi és vízügyi igazgatóságok, valamint a vízitársulatok 2011. évi közfoglalkoztatási költségei önrészének biztosításáról
- 1087/2011. (IV. 12.) Korm. határozat A Nemzeti Bűnmegelőzési Tanácsról
- 1088/2011. (IV. 13.) Korm. határozat A Magyar Köztársaság Kormánya és a Srí Lanka-i Demokratikus Szocialista Köztársaság Kormánya közötti pénzügyi együttműködési keretprogram kialakításáról szóló megállapodást módosító megállapodás szövegének végleges megállapítására adott felhatalmazásról
- 1089/2011. (IV. 13.) Korm. határozat A Nemzetközi Beruházásbiztosítási Ügynökségnél a Magyar Köztársaságot képviselő kormányzótanácsi tagok felmentéséről, valamint új kormányzótanácsi tagok kinevezéséről
- 1090/2011. (IV. 13.) Korm. határozat Az Emberi Jogok Magyar Központja Közalapítvány megszüntetéséről
- 1091/2011. (IV. 13.) Korm. határozat Az Európai Összehasonlító Kisebbségkutatások Közalapítvány megszüntetéséről
- 1092/2011. (IV. 13.) Korm. határozat A Hajléktalanokért Közalapítvány Alapító Okiratának módosításáról
- 1093/2011. (IV. 13.) Korm. határozat A Magyar–Francia Ifjúsági Alapítvány Alapító Okiratának módosításáról
- 1094/2011. (IV. 13.) Korm. határozat Egyes fejlesztési tárgyú kormányhatározatok módosításáról
- 1095/2011. (IV. 15.) Korm. határozat A Biológiai Sokféleség Egyezményhez kapcsolódó, a genetikai erőforrásokhoz való hozzáférésről, valamint a hasznosításukból származó hasznok igazságos és méltányos megosztásáról szóló Nagoya Jegyzőkönyv szövegének végleges megállapításáról
- 1096/2011. (IV. 15.) Korm. határozat Az egyes termékekre vonatkozó részletes ökotervezési követelményeket meghatározó végrehajtási rendeletek alkalmazásának ellenőrzéséhez szükséges források biztosításáról
- 1097/2011. (IV. 15.) Korm. határozat Az Apertus Közalapítvány a Nyitott Szakképzésért és a Távoktatásért megszüntetéséről
- 1098/2011. (IV. 15.) Korm. határozat A Magyar Filmtörténeti Fotógyűjtemény Alapítvány megszüntetéséről
- 1099/2011. (IV. 15.) Korm. határozat A Budapesti Német Iskola Alapítvány Alapító Okiratának módosításáról
- 1100/2011. (IV. 15.) Korm. határozat A Közép- és Kelet-európai Történelem és Társadalom Kutatásáért Közalapítvány Alapító Okiratának módosításáról
- 1101/2011. (IV. 15.) Korm. határozat A Puskás Tivadar Közalapítvány Alapító Okiratának módosításáról
- 1102/2011. (IV. 15.) Korm. határozat A Roma Koordinációs Tanács (ROK-T) létrehozásáról
- 1103/2011. (IV. 22.) Korm. határozat A Miniszterelnökségen, a minisztériumokban, az igazgatási és az igazgatás jellegű tevékenységet ellátó központi költségvetési szerveknél foglalkoztatottak létszámáról szóló 1166/2010. (VIII. 4.) Korm. határozat módosításáról
- 1104/2011. (IV. 22.) Korm. határozat Összefogás az Államadósság Ellen Alaphoz kapcsolódó törvényalkotási feladatokról
- 1105/2011. (IV. 22.) Korm. határozat A védelmi felkészítés egyes kérdéseiről
- 1106/2011. (IV. 22.) Korm. határozat A rendkívüli kormányzati intézkedésekre szolgáló tartaléknak a Csernobil Alapba való befizetés érdekében történő felhasználásáról
- 1107/2011. (IV. 22.) Korm. határozat Magyarország Alkotmányának méltó megünneplése céljából tartandó Nemzeti Gálahangverseny megrendezéséhez és egyéb kommunikációs feladatok ellátásához szükséges fedezet biztosításáról
- 1108/2011. (IV. 27.) Korm. határozat Alkotmányozás pénzügyi fedezetének biztosítása érdekében a 2011. évi központi költségvetés Rendkívüli kormányzati intézkedések előirányzatából történő felhasználásról
- 1109/2011. (IV. 27.) Korm. határozat kormányzati döntés-előkészítést megalapozó tanulmánykészítési továbbá kommunikációs stratégiai tanácsadási feladatok elvégzése tárgyú közbeszerzési eljárás megindításának engedélyezéséről
- 1110/2011. (IV. 27.) Korm. határozat Állami kitüntetések előirányzat kiegészítése céljából a 2011. évi központi költségvetés Rendkívüli kormányzati intézkedések előirányzatából történő felhasználásról
- 1111/2011. (IV. 27.) Korm. határozat Országgyűlés fejezet 2010. évi kötelezettségvállalással nem terhelt maradványának felhasználásáról
- 1112/2011. (IV. 27.) Korm. határozat magyarországi fogászati turizmus fejlesztéséhez szükséges költségvetési forrás biztosításának érdekében a 2011. évi központi költségvetés Rendkívüli kormányzati intézkedések előirányzatából történő felhasználásról
- 1113/2011. (IV. 28.) Korm. határozat A Biológiai Biztonságról szóló Cartagena Jegyzőkönyv felelősségről és jogorvoslatról szóló Nagoya–Kuala Lumpur Kiegészítő Jegyzőkönyve szövegének végleges megállapításáról
- 1114/2011. (IV. 28.) Korm. határozat Magyarország Nemzeti Reform Programjának elfogadásáról és a végrehajtásával összefüggő további feladatokról
- 1115/2011. (IV. 28.) Korm. határozat A Végrehajtás Operatív Program 2011–2013. évekre szóló akciótervének jóváhagyásáról szóló 1015/2011. (I. 19.) Korm. határozat módosításáról
- 1116/2011. (IV. 28.) Korm. határozat A miniszteri hatósági hatáskörök felülvizsgálatával kapcsolatos feladatokról
- 1117/2011. (IV. 28.) Korm. határozat A rendvédelmi szervek nyugdíj-megállapító tevékenységéhez kapcsolódó előirányzat-átcsoportosításról
- 1118/2011. (IV. 28.) Korm. határozat A Bay Zoltán Alkalmazott Kutatási Közalapítvány közhasznú nonprofit gazdasági társasággá történő átalakításáról
- 1119/2011. (IV. 28.) Korm. határozat „Az építés fejlődéséért” Alapítvány közhasznú nonprofit gazdasági társasággá történő átalakításáról
- 1120/2011. (IV. 28.) Korm. határozat Az Épület- és Lakásgazdálkodási Fenntartási Innovációs K+F Alapítvány közhasznú nonprofit gazdasági társasággá történő átalakításáról
- 1121/2011. (IV. 28.) Korm. határozat A Fogyatékos Személyek Esélyegyenlőségéért Közalapítvány közhasznú nonprofit gazdasági társasággá történő átalakításáról
- 1122/2011. (IV. 28.) Korm. határozat A Gandhi Közalapítvány közhasznú nonprofit gazdasági társasággá történő átalakításáról
- 1123/2011. (IV. 28.) Korm. határozat A Határon Túli Magyar Oktatásért Apáczai Közalapítvány közhasznú nonprofit gazdasági társasággá történő átalakításáról
- 1124/2011. (IV. 28.) Korm. határozat Az Ipar a Korszerű Mérnökképzésért Alapítvány megszüntetéséről
- 1125/2011. (IV. 28.) Korm. határozat Az Iparfejlesztési Közalapítvány közhasznú nonprofit gazdasági társasággá történő átalakításáról
- 1126/2011. (IV. 28.) Korm. határozat A Kármán Alapítvány megszüntetéséről
- 1127/2011. (IV. 28.) Korm. határozat A Mező Ferenc Sportközalapítvány megszüntetéséről
- 1128/2011. (IV. 28.) Korm. határozat Magyar küldöttség részvételéről az Egyesült Nemzetek Szervezete Emberi Jogi Tanács Egyetemes Időszakos Felülvizsgálat (UPR) Munkacsoportjának 11. ülésén
- 1129/2011. (IV. 29.) Korm. határozat A Magyar Köztársaság Kormánya és a Szlovák Köztársaság Kormánya között a közös államhatáron lévő közúti határhidak és határút-szakaszok üzemeltetéséről, fenntartásáról és rekonstrukciójáról szóló 2007. június 18-i Megállapodást módosító 1. Kiegészítés szövegének végleges megállapítására adott felhatalmazásról
- 1130/2011. (IV. 29.) Korm. határozat A Magyar Köztársaság Kormánya és a Szlovák Köztársaság Kormánya között az M30 gyorsforgalmi út Miskolc–Tornyosnémeti–országhatár szakasza és az R4 gyorsforgalmi út országhatár–Migléc (Milhost’)–Kassa (Košice) szakasza határmetszéspontjának meghatározásáról szóló Megállapodás szövegének végleges megállapítására adott felhatalmazásról

##### Május (1131–1181)
- 1131/2011. (V. 2.) Korm. határozat A Magyar Köztársaság Kormánya és az Amerikai Egyesült Államok Kormánya között a szociális biztonságról szóló Egyezmény szövegének végleges megállapítására adott felhatalmazásról
- 1132/2011. (V. 2.) Korm. határozat Az 1198/2010. (IX. 17.) Korm. határozatban előírt, az Országos Tudományos Kutatási Alapprogramokkal kapcsolatos feladatok teljesítéséről
- 1133/2011. (V. 2.) Korm. határozat A vállalkozói adminisztratív terhek csökkentésére irányuló rövid- és középtávú kormányzati programról
- 1134/2011. (V. 2.) Korm. határozat A Gyarapodó Magyarországért Alapítvány támogatásának rendezéséről
- 1135/2011. (V. 2.) Korm. határozat Az állampolgársági eljáráshoz kapcsolódó jogszabályok végrehajtásához szükséges költségvetési forrás biztosításáról
- 1136/2011. (V. 2.) Korm. határozat Az egyes társadalmi felzárkózást célzó rövid távú intézkedésekről
- 1137/2011. (V. 6.) Korm. határozat A szociális konzultációval összefüggő feladatok ellátásáról
- 1138/2011. (V. 12.) Korm. határozat A Magyar Köztársaság Kormánya és a Macedón Köztársaság Kormánya között a gazdasági együttműködésről szóló megállapodás szövegének végleges megállapítására adott felhatalmazásáról
- 1139/2011. (V. 12.) Korm. határozat Az észak-afrikai helyzettel kapcsolatos menekültügyi szolidaritási program indításáról
- 1140/2011. (V. 12.) Korm. határozat A Nemzetközi Pető András Közalapítvány közhasznú nonprofit gazdasági társasággá történő átalakításáról
- 1141/2011. (V. 12.) Korm. határozat A Magyar Kultúra Alapítvány megszüntetéséről
- 1142/2011. (V. 12.) Korm. határozat A Magyar Nemzeti Üdülési Alapítvány közhasznú nonprofit gazdasági társasággá történő átalakításáról
- 1143/2011. (V. 12.) Korm. határozat A Magyar–Koreai Műszaki Együttműködési Központ Alapítvány Alapító Okiratának módosításáról
- 1144/2011. (V. 13.) Korm. határozat A Pro Rekreatione Alapítvány közhasznú nonprofit gazdasági társasággá történő átalakításáról
- 1145/2011. (V. 18.) Korm. határozat A 2011. évi népszámlálás feldolgozási feladataihoz kapcsolódó közbeszerzési eljárás megindításának engedélyezéséről
- 1146/2011. (V. 18.) Korm. határozat A Magyar Köztársaság Kormánya és a Bahreini Királyság Kormánya között a gazdasági és műszaki együttműködésről szóló megállapodás szövegének végleges megállapítására adott felhatalmazásról
- 1147/2011. (V. 18.) Korm. határozat A Magyar Köztársaság Kormánya és Ausztrália, Kanada, India, Új-Zéland, Dél-Afrika, és Nagy-Britannia és Észak-Írország Egyesült Királysága Kormányai között a Brit Nemzetközösség fegyveres erőinek tagjai Magyar Köztársaság területén található hadisírjainak gondozásáról szóló Megállapodás szövegének végleges megállapítására adott felhatalmazásról
- 1148/2011. (V. 18.) Korm. határozat A szociális biztonsági rendszerek koordinálásáról szóló 883/2004/EK rendelet alapján bevezetésre kerülő elektronikus adatcserével kapcsolatos kormányzati feladatokról
- 1149/2011. (V. 18.) Korm. határozat A kiemelt sportlétesítmény-fejlesztésekkel, sportberuházásokkal összefüggő kormányzati feladatok ellátásáért felelős kormánybiztos kinevezéséről és feladatairól
- 1150/2011. (V. 18.) Korm. határozat A Tudományos és Technológiai Alapítvány közhasznú nonprofit gazdasági társasággá történő átalakításáról
- 1151/2011. (V. 18.) Korm. határozat A Magyar Alkotóművészeti Közalapítvány megszüntetéséről
- 1152/2011. (V. 18.) Korm. határozat Az Oktatásért Közalapítvány megszüntetéséről
- 1153/2011. (V. 18.) Korm. határozat A Wesselényi Miklós Sportközalapítvány megszüntetéséről
- 1154/2011. (V. 18.) Korm. határozat A rendkívüli kormányzati intézkedések előirányzatból történő átcsoportosításról
- 1155/2011. (V. 18.) Korm. határozat A „Szajol (kiz.) – Püspökladány (bez.) vasútvonal felújítása” című nagyprojekt támogatásának növeléséről
- 1156/2011. (V. 20.) Korm. határozat A közigazgatási hatósági eljárás és szolgáltatás általános szabályairól szóló 2004. évi CXL. törvény 2011. évi felülvizsgálatával kapcsolatos feladatokról
- 1157/2011. (V. 20.) Korm. határozat Az Európai Unió Duna Makro Regionális Stratégia magyar programjának koordinátori feladatairól
- 1158/2011. (V. 23.) Korm. határozat A jogszabállyal vagy közjogi szervezetszabályozó eszközzel létrehozott testületek felülvizsgálatáról
- 1159/2011. (V. 23.) Korm. határozat A Regionális Operatív Programok 2009–2010. évi akcióterveiben nevesített egyes kiemelt projektek nevesítésének visszavonásáról
- 1160/2011. (V. 23.) Korm. határozat „Az 1-es és 3-as villamos vonalak továbbfejlesztésének I. üteme, a budapesti, körgyűrűs, kötöttpályás hálózat fejlesztésének részeként” című nagyprojekt támogatásának jóváhagyásáról
- 1161/2011. (V. 23.) Korm. határozat A Közlekedési Operatív Program keretében új kiemelt projektjavaslatok akciótervi nevesítéséről (közútfejlesztés)
- 1162/2011. (V. 26.) Korm. határozat A Magyar Köztársaság Kormánya és Románia Kormánya között a Szolnok–Nagykereki (H) és Santaul Mare (Nagyszántó)–Cluj Napoca (Kolozsvár) (RO) közötti autópálya-kapcsolat létesítéséről szóló Megállapodás szövegének végleges megállapítására adott felhatalmazásról
- 1163/2011. (V. 26.) Korm. határozat A Magyar Köztársaság Kormánya és Románia Kormánya között a Szeged–Makó–Csanádpalota (H) és Nădlac–Arad (RO) közötti autópálya-kapcsolat létesítéséről szóló Megállapodás szövegének végleges megállapítására adott felhatalmazásról
- 1164/2011. (V. 26.) Korm. határozat A diplomáciai kapcsolatok felvételéről Szamoával, Kiribatival, Palauval, Nauruval, Vanuatuval, Tuvaluval, Tongával, a Marshall-szigetekkel, a Salamon-szigetekkel, Mikronéziával és Pápua Új-Guineával
- 1165/2011. (V. 26.) Korm. határozat A Magyar Honvédség irányításának és felső szintű vezetésének rendjéről
- 1166/2011. (V. 26.) Korm. határozat A Kormány hivatalos tájékoztatási honlapjáról
- 1167/2011. (V. 26.) Korm. határozat A nemzeti filmipar megújítása érdekében szükséges egyes intézkedésekről
- 1168/2011. (V. 26.) Korm. határozat Az Egyenlő Bánásmód Hatóság siket sportolók és a felkészítésükben közreműködött sportszakemberek jutalmazására kötelező döntéseiből származó költségvetési kiadások fedezetéhez szükséges intézkedésekről
- 1169/2011. (V. 26.) Korm. határozat Az Összefogás a Budapesti Lakástalanokért és Hajléktalan Emberekért Közalapítvány megszüntetéséről
- 1170/2011. (V. 26.) Korm. határozat Az Alternatív Közgazdasági Gimnázium Alapítvány közhasznú nonprofit gazdasági társasággá történő átalakításáról
- 1171/2011. (V. 26.) Korm. határozat A büntetés-végrehajtási intézetek egészségügyi fejlesztésének előkészítéséről, valamint a büntetés-végrehajtási intézetek nemzetközi elvárásoknak való megfelelésével összefüggő átfogó vizsgálat megállapításaihoz kapcsolódó intézkedésekről szóló 1040/2011. (III. 9.) Korm. határozat módosításáról
- 1172/2011. (V. 26.) Korm. határozat A 2011. január–február havi vízkárelhárítási védekezések költségeinek biztosításáról
- 1173/2011. (V. 26.) Korm. határozat A Magyar Állam tulajdonában lévő 1016 Budapest, Bérc u. 13–15. szám alatti ingatlanrésznek a Magyar Atlanti Tanács részére történő bérbeadásáról
- 1174/2011. (V. 26.) Korm. határozat A 2010. május közepétől előforduló rendkívüli időjárási körülmények következtében kialakult ár- és belvízi helyzet okozta károk enyhítésére az Európai Unió Szolidaritási Alapjából (EUSZA) Magyarország részére biztosított támogatás felhasználásáról
- 1175/2011. (V. 31.) Korm. határozat A Magyar Köztársaság és Ausztrália között a szociális biztonságról szóló Egyezmény szövegének végleges megállapítására adott felhatalmazásról
- 1176/2011. (V. 31.) Korm. határozat A kínzás és más kegyetlen, embertelen vagy megalázó büntetések vagy bánásmódok elleni nemzetközi egyezmény fakultatív jegyzőkönyvéhez való csatlakozás előkészítéséhez szükséges jogalkotási feladatok ütemezéséről
- 1177/2011. (V. 31.) Korm. határozat A „Legyen jobb a gyermekeknek!” Nemzeti Stratégia Értékelő Bizottságának létrehozásáról szóló 1053/2008. (VIII. 4.) Korm. határozat módosításáról
- 1178/2011. (V. 31.) Korm. határozat A Nemzeti Sportközpontok Nemzeti Úszó és Vízilabda Olimpiai Központjának (Budapest, Hajós Alfréd, Széchy Tamás és Császár-Komjádi Uszoda) fejlesztéséről
- 1179/2011. (V. 31.) Korm. határozat A Fórum Film Alapítvány állami alapítói jogainak átadásáról
- 1180/2011. (V. 31.) Korm. határozat A Nemzetközi Pikler Emmi Közalapítvány megszüntetéséről
- 1181/2011. (V. 31.) Korm. határozat A rendkívüli kormányzati intézkedések előirányzatból történő átcsoportosításról

##### Június (1182–1226)
- 1182/2011. (VI. 6.) Korm. határozat A Gazdasági Együttműködési és Fejlesztési Szervezetben (OECD) való magyar részvétel összehangolásáról és az OECD Nemzeti Tanács létrehozásáról
- 1183/2011. (VI. 6.) Korm. határozat A Magyarországon létesítendő új atomerőműre, illetve atomerőművi blokkra vonatkozó nukleáris biztonsági követelmények meghatározásáról
- 1184/2011. (VI. 6.) Korm. határozat A Nemzeti Adó- és Vámhivatal és a Rendőrtiszti Főiskola közötti a vám- és pénzügyőr szakos nappali tagozatos ösztöndíjas hallgatók pénzbeli juttatásának biztosításához kapcsolódó költségvetési fedezet átadás-átvételéről szóló megállapodás miatti előirányzat-átcsoportosításról
- 1185/2011. (VI. 6.) Korm. határozat A központi költségvetési szerveknél foglalkoztatottak 2011. évi kompenzációjának finanszírozásáról
- 1186/2011. (VI. 7.) Korm. határozat A Közép-Magyarországi Operatív Program 2007–2008. évekre vonatkozó akciótervében korábban nevesített „Szépművészeti Múzeum térszint alatti bővítése – látogató és turisztikai központ létrehozása” című kiemelt projekt nevesítésének visszavonásáról
- 1187/2011. (VI. 7.) Korm. határozat Az egyes KEOP öt milliárd forintot meghaladó támogatási igényű projektjavaslatok jóváhagyásáról (rekultiváció)
- 1188/2011. (VI. 7.) Korm. határozat Az Emlékpont – Fél Évszázad Vásárhelyen Humán Oktatási Központ támogatásáról
- 1189/2011. (VI. 9.) Korm. határozat A Budapest Airport Budapest Liszt Ferenc Nemzetközi Repülőtér Üzemeltető Zrt.-ben a Magyar Állam tulajdonosi jogát megtestesítő részvénycsomagra vonatkozó eladási opciós jog gyakorlásáról
- 1190/2011. (VI. 9.) Korm. határozat A 2011. évi egyházi kiegészítő támogatás forráshiányának megoldásával kapcsolatos kormányzati feladatokról
- 1191/2011. (VI. 14.) Korm. határozat A devizahitelesek helyzetének megerősítéséről
- 1192/2011. (VI. 14.) Korm. határozat A közfoglalkoztatás új rendszerének kialakításával összefüggésben a kormányzati feladatok átalakításáról
- 1193/2011. (VI. 15.) Korm. határozat Az Államreform Operatív Program 2011–2013. időszakra szóló akciótervének elfogadásáról és a 2009–2010. évi akcióterv módosításáról
- 1194/2011. (VI. 15.) Korm. határozat A Társadalmi Megújulásért Operatív Program kiemelt projektjeinek akciótervben megnevezett kedvezményezettjét érintő változásokról
- 1195/2011. (VI. 15.) Korm. határozat Az Elektronikus Közigazgatás Operatív Program 2011–2013. évi akciótervének elfogadásáról
- 1196/2011. (VI. 15.) Korm. határozat A MOL Magyar Olaj- és Gázipari Nyilvánosan Működő Részvénytársaság törzsrészvényeinek Magyar Állam javára történő megvásárlása érdekében szükséges intézkedésekről
- 1197/2011. (VI. 16.) Korm. határozat A Magyar Köztársaság Kormánya és Grúzia Kormánya között a jövedelem- és a vagyonadók területén a kettős adóztatás elkerüléséről és az adóztatás kijátszásának megakadályozásáról szóló Egyezmény szövegének végleges megállapítására adott felhatalmazásról
- 1198/2011. (VI. 17.) Korm. határozat A szakképzési rendszer átalakítására, a gazdasági igényekkel való összehangolására vonatkozó koncepcióról
- 1199/2011. (VI. 17.) Korm. határozat A Tempus Közalapítvány Alapító Okiratának módosításáról
- 1200/2011. (VI. 21.) Korm. határozat A Szervátültetettek 2011. évi Világjátékain és a Speciális Olimpia 2011. évi Nyári Világjátékain elért sporteredmények állami elismeréséről
- 1201/2011. (VI. 21.) Korm. határozat A nemzeti filmipar megújítása érdekében szükséges egyes intézkedésekről szóló 1167/2011. (V. 26.) Korm. határozat módosításáról
- 1202/2011. (VI. 21.) Korm. határozat A Magyar Mozgókép Közalapítvány megszüntetéséről
- 1203/2011. (VI. 21.) Korm. határozat A magyar filmszakmai támogatási rendszerrel kapcsolatos egyes feladatok megosztásáról
- 1204/2011. (VI. 24.) Korm. határozat A Regionális Képző Központok átalakításáról
- 1205/2011. (VI. 28.) Korm. határozat Az egyrészről az Amerikai Egyesült Államok, másrészről az Európai Unió és tagállamai, harmadrészről Izland, és negyedrészről a Norvég Királyság közötti légiközlekedési megállapodás, valamint az egyrészről az Amerikai Egyesült Államok, másrészről az Európai Unió és tagállamai, harmadrészről Izland, és negyedrészről a Norvég Királyság közötti légiközlekedési megállapodás alkalmazásáról szóló, egyrészről az Európai Unió és tagállamai, másrészről Izland, és harmadrészről a Norvég Királyság közötti kiegészítő megállapodás szövegének végleges megállapítására adott felhatalmazásról
- 1206/2011. (VI. 28.) Korm. határozat A Brazil Szövetségi Köztársaság, valamint az Európai Unió és tagállamai közötti légiközlekedési megállapodás szövegének végleges megállapítására adott felhatalmazásról
- 1207/2011. (VI. 28.) Korm. határozat A közszolgálati életpályák összehangolásáról
- 1208/2011. (VI. 28.) Korm. határozat A Semmelweis Tervben meghatározott egészségügyi struktúra-átalakítással járó feladatokról, a kiemelt feladatok végrehajtásához szükséges intézkedésekről
- 1209/2011. (VI. 28.) Korm. határozat Az ELI (Extreme Light Infrastructure) integrált európai kutatási nagyberendezés magyarországi megvalósítása érdekében szükséges intézkedésekről és feladatokról
- 1210/2011. (VI. 28.) Korm. határozat A Nemzetközi Munkaügyi Konferencia 2011. június 1–17. között Genfben sorra kerülő 100. ülésszakán való részvételről, valamint a háztartási alkalmazottak foglalkoztatásáról szóló nemzetközi egyezmény és ajánlás szövegének végleges megállapítására adott felhatalmazásról
- 1211/2011. (VI. 28.) Korm. határozat A Nemzeti Eszközkezelő felállításáról
- 1212/2011. (VI. 28.) Korm. határozat A katasztrófavédelemről és a hozzá kapcsolódó egyes törvények módosításáról szóló törvényhez kapcsolódó egyes feladatokról
- 1213/2011. (VI. 28.) Korm. határozat A Magyar Köztársaság 2010. évi költségvetésének végrehajtásáról szóló törvényjavaslat előkészítéséről és az Állami Számvevőszékhez történő benyújtásáról
- 1214/2011. (VI. 28.) Korm. határozat A Sajó völgye egyes településeinek árvízi biztonságát hosszútávra megteremtő beruházásokról szóló 1028/2011. (II. 22.) Korm. határozatban rögzített feladatok forrásának biztosításáról
- 1215/2011. (VI. 28.) Korm. határozat Egyes, a Közbeszerzési és Ellátási Főigazgatóság és a Közgyűjteményi Ellátó Szervezet közötti jogutódlással kapcsolatos feladatokról
- 1216/2011. (VI. 28.) Korm. határozat A központi költségvetési szervek és a társadalombiztosítási költségvetési szervek 2010. évi kötelezettségvállalással nem terhelt maradványának felhasználásáról
- 1217/2011. (VI. 28.) Korm. határozat A Budapesti Osztrák Iskola Alapítvány Alapító Okiratának módosításáról
- 1218/2011. (VI. 28.) Korm. határozat Az Osztrák–Magyar Tudományos és Oktatási Kooperációs Akció Alapítvány Alapító Okiratának módosításáról
- 1219/2011. (VI. 28.) Korm. határozat A Magyar Nemzeti Üdülési Alapítvány közhasznú nonprofit gazdasági társasággá történő átalakításáról szóló 1142/2011. (V. 12.) Korm. határozat módosításáról
- 1220/2011. (VI. 28.) Korm. határozat A Magyarországi Zsidó Örökség Közalapítvány Alapító Okiratának módosításáról
- 1221/2011. (VI. 28.) Korm. határozat A 2011. évi népszámlálás feldolgozási feladataihoz kapcsolódó közbeszerzési eljárás megindításának engedélyezéséről szóló 1145/2011. (V. 18.) Korm. határozat visszavonásáról
- 1222/2011. (VI. 29.) Korm. határozat A gyorsforgalmi- és a főúthálózat hosszú távú fejlesztési programjáról és nagytávú tervéről
- 1223/2011. (VI. 29.) Korm. határozat A Miniszterelnökségen, a minisztériumokban, az igazgatási és az igazgatás jellegű tevékenységet ellátó központi költségvetési szerveknél foglalkoztatottak létszámáról szóló 1166/2010. (VIII. 4.) Korm. határozat módosításáról
- 1224/2011. (VI. 29.) Korm. határozat Az Ivóvízminőség-javító Program felgyorsításáról
- 1225/2011. (VI. 29.) Korm. határozat A közfoglalkoztatás, társadalmi felzárkózás és a szociális földprogram tekintetében a Gyöngyösi kistérség egyes településeinek kiemelt településsé nyilvánításáról
- 1226/2011. (VI. 30.) Korm. határozat A Széll Kálmán Terv gyógyszer-támogatási rendszer átalakítását érintő kiemelt céljainak megvalósítása érdekében a 2012–2013. évekre kidolgozott további jogalkotási programról

##### Július (1227−1261)
- 1227/2011. (VII. 4.) Korm. határozat Az Európai Uniónak a szomáliai biztonsági erők kiképzésére irányuló missziójához („EUTM Somalia”) történő további magyar katonai hozzájárulásról
- 1228/2011. (VII. 5.) Korm. határozat A gyógyszeripari kutatás-fejlesztési tevékenység utáni kedvezmény 2012. évtől hatályos új rendszerének kidolgozásáról
- 1229/2011. (VII. 5.) Korm. határozat A 2011. évi határátlépéssel járó csapatmozgások engedélyezéséről szóló 1311/2010. (XII. 27.) Korm. határozat módosításáról
- 1230/2011. (VII. 5.) Korm. határozat A TÁMOP 1.2.1. kiemelt projektben a Nemzeti Adó- és Vámhivatal kedvezményezettként történő bevonásáról és a Társadalmi Megújulás Operatív Program 2007–2008. és 2009–2010. évekre vonatkozó akciótervének módosításáról
- 1231/2011. (VII. 7.) Korm. határozat A Magyar Köztársaság Kormánya és Georgia (Grúzia) Kormánya közötti oktatási, tudományos és kulturális együttműködésről szóló Egyezmény szövegének végleges megállapítására adott felhatalmazásról
- 1232/2011. (VII. 7.) Korm. határozat A Magyar Köztársaság Kormánya és az Örmény Köztársaság Kormánya közötti oktatási, tudományos és kulturális együttműködésről szóló Egyezmény szövegének végleges megállapítására adott felhatalmazásról
- 1233/2011. (VII. 7.) Korm. határozat Az EU Duna Régió Stratégiáért felelős kormánybiztos kinevezéséről és feladatairól szóló 1149/2010. (VII. 9.) Korm. határozat módosításáról, valamint az 1150/2010. (VII. 9.) Korm. határozat hatályon kívül helyezéséről
- 1234/2011. (VII. 7.) Korm. határozat A Sportaccord (AGFIS) 2017 Világjátékok rendezési jogának megszerzése esetén szükséges kormányzati intézkedésekről
- 1235/2011. (VII. 7.) Korm. határozat A Mérnöktovábbképzés Fejlesztése Alapítvány megszüntetéséről
- 1236/2011. (VII. 7.) Korm. határozat A Kormány 2011. II. félévi munkatervéről
- 1237/2011. (VII. 11.) Korm. határozat A Szervezetátalakítási alap előirányzatból a Magyar Nemzeti Filmalap Közhasznú Nonprofit Zrt. részére történő forrásbiztosításról
- 1238/2011. (VII. 11.) Korm. határozat A nemzeti filmipar megújítása érdekében szükséges feladatok kiegészítő támogatásáról
- 1239/2011. (VII. 14.) Korm. határozat A Nemzeti Gazdasági és Társadalmi Tanácsról szóló törvényhez kapcsolódó kormányhatározatok módosításáról és hatályon kívül helyezéséről
- 1240/2011. (VII. 15.) Korm. határozat A Svájci–Magyar Együttműködési Program 8. prioritási területén belül projekt beazonosításáról
- 1241/2011. (VII. 15.) Korm. határozat A Svájci–Magyar Együttműködési Program 9. prioritási területén belül projekt beazonosításáról
- 1242/2011. (VII. 15.) Korm. határozat Az Országos Magyar Vadászati Múzeum létrehozásáról és a hatvani Grassalkovich-kastély rekonstrukciójának szükségességéről
- 1243/2011. (VII. 18.) Korm. határozat A Magyar Köztársaság és Nagy-Britannia és Észak-Írország Egyesült Királysága között, a jövedelem- és a tőkenyereség-adók területén a kettős adóztatás elkerüléséről és az adóztatás kijátszásának megakadályozásáról szóló Egyezmény szövegének végleges megállapítására adott felhatalmazásról
- 1244/2011. (VII. 18.) Korm. határozat A Magyar Köztársaság 2011. évi költségvetéséről szóló 2010. évi CLXIX. törvény Közigazgatási és Igazságügyi Minisztérium X. Fejezet, 15. cím 3. alcím 14. Nemzeti Civil Alapprogram jogcímcsoport felhasználásának lehetővé tételéről
- 1245/2011. (VII. 18.) Korm. határozat A Nemzeti Eszközkezelő felállításához és működésének megkezdéséhez szükséges forrásokról
- 1246/2011. (VII. 18.) Korm. határozat „A hátrányos helyzetűek foglalkoztathatóságának javítása (Decentralizált programok a konvergencia régiókban)” című TÁMOP 1.1.2. kiemelt projekt támogatásának jóváhagyásáról
- 1247/2011. (VII. 18.) Korm. határozat Az Elektronikus Közigazgatás Operatív Program 2011–2013. évi akciótervének és az Elektronikus Közigazgatás Operatív Program 2009–2010. évi akciótervének módosításáról
- 1248/2011. (VII. 18.) Korm. határozat Az egészségügyi felsőfokú szakirányú szakképzési rendszerben részt vevők támogatásával összefüggő feladatok végrehajtásához szükséges intézkedésekről
- 1249/2011. (VII. 18.) Korm. határozat A Nemzeti Egységes Kártyarendszer megvalósításával kapcsolatos feladatokról szóló 1309/2010. (XII. 27.) Korm. határozatban foglalt egyes határidők módosításáról
- 1250/2011. (VII. 18.) Korm. határozat A MAL Magyar Alumínium Termelő és Kereskedelmi Zártkörűen Működő Részvénytársaság Magyar Állam felügyelete alá vonása során a Magyar Állam nevében eljáró kormánybiztos felmentéséről
- 1251/2011. (VII. 18.) Korm. határozat A rendkívüli kormányzati intézkedések előirányzatból történő átcsoportosításról
- 1252/2011. (VII. 21.) Korm. határozat A 2011 májusában bekövetkezett fagykárok enyhítését szolgáló intézkedésekről
- 1253/2011. (VII. 21.) Korm. határozat A minősített információk kölcsönös védelméről szóló nemzetközi szerződések létrehozásáról szóló 2327/2004. (XII. 21.) Korm. határozat visszavonásáról
- 1254/2011. (VII. 21.) Korm. határozat A nemzeti filmipar megújítása érdekében szükséges egyes intézkedésekről szóló 1167/2011. (V. 26.) Korm. határozat módosításáról
- 1255/2011. (VII. 21.) Korm. határozat A Nemzeti Emlékhely és Kegyeleti Bizottság működésének biztosításához szükséges előirányzat átcsoportosításáról
- 1256/2011. (VII. 21.) Korm. határozat A Magyary Zoltán Felsőoktatási Közalapítvány megszüntetéséről
- 1257/2011. (VII. 21.) Korm. határozat A fogyatékos személyek számára ápolást-gondozást nyújtó szociális intézményi férőhelyek kiváltásának stratégiájáról és a végrehajtásával kapcsolatos kormányzati feladatokról
- 1258/2011. (VII. 26.) Korm. határozat A rendkívüli kormányzati intézkedésekre szolgáló tartalékból történő átcsoportosításról
- 1259/2011. (VII. 27.) Korm. határozat a Fogyasztóvédelmi Tanácsról
- 1260/2011. (VII. 27.) Korm. határozat Az állami vagyon gyarapításáról
- 1261/2011. (VII. 27.) Korm. határozat Az élelmiszeripari vállalkozások tartós forgóeszköz hiteleihez biztosítandó MFB Élelmiszeripari Bankgarancia Programról szóló 1073/2009. (V. 14.) Korm. határozat módosításáról

##### Augusztus (1262−1297)
- 1262/2011. (VIII. 4.) Korm. határozat Az egyes egyházakkal kötendő megállapodásokkal kapcsolatos, a 2011. július 1. és 2011. december 31. közötti időszakra szociális, valamint a gyermekjóléti és gyermekvédelmi feladatok ellátására vonatkozó kormányzati feladatokról
- 1263/2011. (VIII. 4.) Korm. határozat Az Európai Városok Tudáshálózata Korlátolt Felelősségű Európai Területi Társulásban való részvételhez történő hozzájárulásról
- 1264/2011. (VIII. 4.) Korm. határozat Az Európai Unió intézményeiben nemzeti szakértőként foglalkoztatott kormánytisztviselők feladatainak és foglalkoztatási feltételeinek felülvizsgálatáról
- 1265/2011. (VIII. 4.) Korm. határozat A szociális konzultáció pénzügyi fedezetének biztosításával kapcsolatos kormányzati feladatokról
- 1266/2011. (VIII. 4.) Korm. határozat A 2015. évi Felnőtt Női Kosárlabda Európa-bajnokság rendezési jogának megszerzése esetén szükséges kormányzati intézkedésekről
- 1267/2011. (VIII. 4.) Korm. határozat A Belügyminisztérium, a Honvédelmi Minisztérium és a Nemzeti Fejlesztési Minisztérium fejezetei közötti előirányzat-átcsoportosításokról
- 1268/2011. (VIII. 4.) Korm. határozat A Puskás Tivadar Közalapítvány Alapító Okiratának módosításáról
- 1269/2011. (VIII. 4.) Korm. határozat Az egyes közösségi közlekedési vállalatok adóssága átvállalásának és a PPP-projektek felülvizsgálatának elveiről
- 1270/2011. (VIII. 10.) Korm. határozat A Közlekedésfejlesztési Integrált Közreműködő Szervezet Közlekedésfejlesztési Zrt. felett a Magyar Államot megillető tulajdonosi jogok és kötelezettségek összességének a nemzetgazdasági miniszter felügyelete alatt álló szervezet útján történő gyakorlásáról
- 1271/2011. (VIII. 10.) Korm. határozat A Nemzeti Eszközkezelő felállításáról szóló 1211/2011. (VI. 28.) Korm. határozat módosításáról
- 1272/2011. (VIII. 10.) Korm. határozat Az Európai Unió Duna Makro Regionális Stratégia keretében első ütemben indítandó magyar projektekről
- 1273/2011. (VIII. 10.) Korm. határozat A rendkívüli kormányzati intézkedések előirányzatból történő átcsoportosításról
- 1274/2011. (VIII. 10.) Korm. határozat	A Smithsonian Folklife Festival-on (Washington, DC, 2013 nyár) való magyar részvételről
- 1275/2011. (VIII. 10.) Korm. határozat A Svájci–Magyar Együttműködési Program 9. prioritási területén belül projektek beazonosításáról
- 1276/2011. (VIII. 10.) Korm. határozat A Társadalmi Megújulás Operatív Program 2011–2013. évekre szóló akciótervének és a Társadalmi Infrastruktúra Operatív Program 2011–2013. évekre szóló akciótervének módosításáról
- 1277/2011. (VIII. 10.) Korm. határozat A Társadalmi Megújulás Operatív Program 2011–2013. évekre szóló akciótervének és a Társadalmi Infrastruktúra Operatív Program 2011–2013. évekre szóló akciótervének módosításáról
- 1278/2011. (VIII. 10.) Korm. határozat A Nemzeti Diverzifikációs Program forráskeretét meghaladó kötelezettségvállalás tudomásul vételéről
- 1279/2011. (VIII. 10.) Korm. határozat A Szociális Családiház-építési Programról
- 11280/2011. (VIII. 10.) Korm. határozat Életmentő Emlékérem adományozásáról
- 1281/2011. (VIII. 10.) Korm. határozat' Dél-Szudán Állam elismeréséről és a diplomáciai kapcsolatok felvételéről
- 1282/2011. (VIII. 10.) Korm. határozat Egyes kormányhatározatok módosításáról
- 1283/2011. (VIII. 10.) Korm. határozat A 2010. évi kötelezettségvállalással nem terhelt maradványok felhasználásáról
- 1284/2011. (VIII. 11.) Korm. határozat Az Európai Bizottság és a Tanács (Ecofin) részére benyújtandó, a túlzott hiány megszüntetésére vonatkozó tanácsi ajánlás végrehajtásáról szóló 2011. évi első jelentésről
- 1285/2011. (VIII. 18.) Korm. határozat A fővárosi közösségi közlekedés működtetéséhez szükséges további intézkedésekről
- 1286/2011. (VIII. 18.) Korm. határozat A Magyarországi Református Egyház és a Magyar Katolikus Egyház számára 2011-ben rendezésre javasolt ingatlanokról, az e célra elkülönített költségvetési keret elosztásáról
- 1287/2011. (VIII. 22.) Korm. határozat A Népművészet Mestere díj 2011. évi adományozásáról
- 1288/2011. (VIII. 22.) Korm. határozat A MALÉV Magyar Légiközlekedési Zrt. tőkerendezése céljából arendkívüli kormányzati intézkedésekre szánt tartalék terhére történő költségvetési fejezetek közötti előirányzat-átcsoportosításról
- 1289/2011. (VIII. 22.) Korm. határozat GMO Munkacsoport létrehozásáról
- 1290/2011. (VIII. 22.) Korm. határozat A MÁV Zrt. 35 milliárd forint összegű zártkörű kötvénykibocsátásához szükséges készfizető kezességvállalásról
- 1291/2011. (VIII. 22.) Korm. határozat A Magyar Állami Operaház irányításáért felelős kormánybiztos kinevezéséről és feladatairól
- 1292/2011. (VIII. 24.) Korm. határozat Az egyházi fenntartású közfeladatot ellátó egészségügyi, oktatási, szociális, valamint közgyűjteményi és közművelődési szolgáltatást nyújtó intézményeknél foglalkoztatottak 2011.évi kompenzációjának finanszírozásáról
- 1293/2011. (VIII. 24.) Korm. határozat A Közigazgatási és Elektronikus Közszolgáltatások Központi Hivatala és aNemzeti Fejlesztési Minisztérium közötti, az informatika és közigazgatási informatika infrastrukturális feltételeinek biztosításához szükséges előirányzat-átcsoportosításról
- 1294/2011. (VIII. 24.) Korm. határozat A közfoglalkoztatással kapcsolatos egyes intézkedésekről
- 1295/2011. (VIII. 24.) Korm. határozat A Határellenőrzési Munkacsoport létrehozásáról
- 1296/2011. (VIII. 24.) Korm. határozat Az ikerintézményi programban való magyar részvétel elősegítéséről
- 1297/2011. (VIII. 31.) Korm. határozat géntechnológiával módosított szervezettel szennyezett szaporítóanyag felhasználása miatt kárt szenvedett termelők kártalanítása forrásának biztosításáról [8]

##### Szeptember (1298−1326)
- 1298/2011. (IX. 1.) Korm. határozat a Nemzeti Légtér Koordinációs Munkacsoportról
- 1299/2011. (IX. 1.) Korm. határozat a járások kialakításáról
- 1300/2011. (IX. 1.) Korm. határozat A Kormányablakok felállításáról és az ehhez szükséges pénzügyi fedezet biztosításáról
- 1301/2011. (IX. 1.) Korm. határozat Egyes kiemelt projektek nevesítésének visszavonásáról
- 1302/2011. (IX. 2.) Korm. határozat Az Egyesült Nemzetek Szervezete Emberi Jogi Tanács Egyetemes Időszakos Felülvizsgálat (UPR) Munkacsoportjának 11. ülésén Magyarország vonatkozásában tett, megfontolást igénylő 29 ajánlás elfogadásáról [7]
- 1303/2011. (IX. 2.) Korm. határozat A Moneyval országjelentésben megfogalmazott ajánlások végrehajtásáról készült akciótervről
- 1304/2011. (IX. 2.) Korm. határozat A Magyary Program Egyszerűsítési Programjának elfogadásáról
- 1305/2011. (IX. 2.) Korm. határozat A lakásfenntartási támogatás 2011 szeptemberi bővítéséhez szükséges előirányzat átcsoportosításáról
- 1306/2011. (IX. 2.) Korm. határozat A magyar küldöttség részvételéről az ENSZ Közgyűlés 66. ülésszakán
- 1307/2011. (IX. 6.) Korm. határozat A Nemzeti Környezettechnológiai Innovációs Stratégiáról [3]
- 1308/2011. (IX. 6.) Korm. határozat A Nemzetbiztonsági Kabinetről
- 1309/2011. (IX. 6.) Korm. határozat Az 1237/2011. (VII. 11.) Korm. határozat visszavonásáról és a Szervezetátalakítási alap előirányzatból a Magyar Nemzeti Filmalap Közhasznú Nonprofit Zrt. részére történő forrásbiztosításról
- 1310/2011. (IX. 6.) Korm. határozat a  2013. évi Evezős Európa-bajnokság rendezési jogának megszerzése esetén szükséges kormányzati intézkedésekről
- 1311/2011. (IX. 12.) Korm. határozat Magyarország Alaptörvénye névre szóló díszkiadásával összefüggő feladatok ellátásáról [5]
- 1312/2011. (IX. 12.) Korm. határozat Az egységes európai segélyhívó számra (112) alapozott Egységes Segélyhívó Rendszerhez (ESR) kapcsolódó feladatokról
- 1313/2011. (IX. 12.) Korm. határozat A Gazdaságfejlesztési Operatív Program módosításának kezdeményezéséről
- 1314/2011. (IX. 12.) Korm. határozat A Norvég Királyság és a Magyar Köztársaság között a Norvég Finanszírozási Mechanizmus 2009–2014-es időszakának végrehajtásáról szóló együttműködési megállapodás, valamint egyrészről Izland, a Liechtensteini Hercegség, a Norvég Királyság, és másrészről a Magyar Köztársaság között az EGT Finanszírozási Mechanizmus 2009–2014-es időszakának végrehajtásáról szóló együttműködési megállapodás szövegének végleges megállapítására adott felhatalmazásról [5]
- 1315/2011. (IX. 14.) Korm. határozat Az Összefogás a Budapesti Lakástalanokért és Hajléktalan Emberekért Közalapítvány megszüntetéséről szóló 1169/2011. (V. 26.) Korm. határozat módosításáról [2]
- 1316/2011. (IX. 19.) Korm. határozat A 2011. évi költségvetési egyensúlyt megtartó intézkedésekről [1]
- 1317/2011. (IX. 19.) Korm. határozat A vendéglátás helyzetét javító intézkedésekről
- 1318/2011. (IX. 19.) Korm. határozat Egyes kormányhatározatok módosításáról [1]
- 1319/2011. (IX. 20.) Korm. határozat A Magyar–Szlovák Kisebbségi Vegyes Bizottság X. ülésén elfogadott ajánlások jóváhagyásáról [9]
- 1320/2011. (IX. 20.) Korm. határozat Egyes állami vagyonba tartozó ingatlanok ingyenes tulajdonba adásáról
- 1321/2011. (IX. 20.) Korm. határozat Az „Orosháza város csatornahálózat és szennyvíztisztító telep fejlesztése” című, ötmilliárd forintot meghaladó támogatási igényű projektjavaslat jóváhagyásáról [9]
- 1322/2011. (IX. 22.) Korm. határozat A Magyar Köztársaság Kormánya és Katar Állam Kormánya között a jövedelemadók területén a kettős adóztatás elkerüléséről és az adóztatás kijátszásának megakadályozásáról szóló Egyezmény szövegének végleges megállapítására adott felhatalmazásról
- 1323/2011. (IX. 22.) Korm. határozat A kiégett fűtőelemek kezelésének biztonságáról és a radioaktív hulladékok kezelésének biztonságáról szóló közös egyezmény szerinti negyedik Nemzeti Jelentésről és a részes országok nemzeti jelentéseit megvitató felülvizsgálati értekezleten való magyar részvételről
- 1324/2011. (IX. 22.) Korm. határozat A kormányügyeleti rendszer létrehozásáról
- 1325/2011. (IX. 29.) Korm. határozat Az egy magyar vezetésű afganisztáni tartományi újjáépítési csoport létesítéséről és működésének előkészítéséről szóló 2115/2006. (VI. 29.) Korm. határozat módosításáról
- 1326/2011. (IX. 29.) Korm. határozat Az új nemzeti közgyűjteményi épületegyüttes koncepciójáért felelős kormánybiztos kinevezéséről és feladatairól

##### Október (1327−1358)
- 1327/2011. (X. 5.) Korm. határozat Az Egységes központi elektronikus irat- és dokumentumkezelési rendszer megvalósításával kapcsolatos feladatokról szóló 1245/2010. (XI. 17.) Korm. határozat módosításáról
- 1328/2011. (X. 7.) Korm. határozat A Magyar–Amerikai Fulbright Közhasznú Alapítvány Oktatási-kulturális Csereprogramok Megvalósítására Alapító Okiratának módosításáról
- 1329/2011. (X. 7.) Korm. határozat A Nemzetgazdasági Minisztérium és a Nemzeti Erőforrás Minisztérium fejezetek közötti előirányzat-átcsoportosításról
- 1330/2011. (X. 12.) Korm. határozat A kisméretű szálló por (PM10) csökkentés ágazatközi intézkedési programjáról
- 1331/2011. (X. 12.) Korm. határozat Az Otthonteremtési Program elindításához szükséges intézkedésekről
- 1332/2011. (X. 12.) Korm. határozat Az „M35 gyorsforgalmi út Debrecen–Berettyóújfalu közötti szakaszának előkészítése” című, a Debreceni Nemzetközi Repülőteret az M35 autópályába bekötő út terveinek elkészítését is magában foglaló, ötmilliárd forintot meghaladó támogatási igényű projektjavaslat jóváhagyásáról
- 1333/2011. (X. 12.) Korm. határozat A Közigazgatási és Elektronikus Közszolgáltatások Központi Hivatala és a Nemzetbiztonsági Szakszolgálat közötti előirányzat-átcsoportosításról
- 1334/2011. (X. 13.) Korm. határozat A 2012. évi hiánycél tartását biztosító intézkedésekről
- 1335/2011. (X. 13.) Korm. határozat A megyei önkormányzati intézmények és a Fővárosi Önkormányzat fenntartásában lévő egészségügyi intézmények konszolidációjához szükséges intézkedésekről
- 1336/2011. (X. 14.) Korm. határozat A Kormányzati Személyzeti Stratégiáról
- 1337/2011. (X. 14.) Korm. határozat A Pesti Vigadó nagyrekonstrukciójának részbeni folytatásához szükséges előirányzat-maradványok átcsoportosításról
- 1338/2011. (X. 14.) Korm. határozat A Kormány és az ORÖ között kötött keretmegállapodásban foglalt számszerűsíthető célkitűzések elérése érdekében kidolgozott részletes intézkedési tervről
- 1339/2011. (X. 14.) Korm. határozat Az Országos Hulladékgazdálkodási Ügynökség működésének megkezdéséhez szükséges előirányzat-maradványok átcsoportosításról
- 1340/2011. (X. 14.) Korm. határozat A Nemzetgazdasági Minisztérium és a Belügyminisztérium fejezetek közötti előirányzat-átcsoportosításról
- 1341/2011. (X. 14.) Korm. határozat A Budapesti Német Iskola Alapítvány Alapító Okiratának módosításáról
- 1342/2011. (X. 14.) Korm. határozat A „Beregi Komplex Árapasztási – Ártér-revitalizációs fejlesztés” című KEOP nagyprojekt javaslat támogatásának jóváhagyásáról
- 1343/2011. (X. 14.) Korm. határozat A KEOP keretében megvalósuló „Komplex Tisza-tó projekt” című, ötmilliárd forintot meghaladó támogatási igényű projektjavaslat jóváhagyásáról
- 1344/2011. (X. 14.) Korm. határozat A KEOP keretében megvalósuló „Peremarton-gyártelep északi bányaterület kármentesítése” című, ötmilliárd forintot meghaladó támogatási igényű projektjavaslat jóváhagyásáról
- 1345/2011. (X. 14.) Korm. határozat A Közlekedési Operatív Program keretében új kiemelt projektjavaslatok akciótervi nevesítéséről
- 1346/2011. (X. 14.) Korm. határozat A Közlekedési Operatív Program keretében új kiemelt projektjavaslat akciótervi nevesítéséről és nagyprojekt támogatásának jóváhagyásáról [M43 gyorsforgalmi út Makó–Csanádpalota/Nagylak (országhatár) közti szakaszának kivitelezése]
- 1347/2011. (X. 19.) Korm. határozat A Regionális Operatív Programok keretében új kiemelt projektjavaslatok akciótervi nevesítéséről (szociális célú városrehabilitáció)
- 1348/2011. (X. 20.) Korm. határozat A Finnugor Népek VI. Világkongresszusáról
- 1349/2011. (X. 20.) Korm. határozat A FIFA 2012–2013. évi kongresszusa rendezési jogának megszerzése érdekében a Magyar Labdarúgó Szövetség által benyújtandó pályázathoz szükséges kormányzati intézkedésekről szóló 1005/2011. (I. 14.) Korm. határozattal összefüggő további feladatokról
- 1350/2011. (X. 20.) Korm. határozat Az Elektronikus Fizetési és Elszámolási Rendszer működéséhez szükséges intézkedésekről
- 1351/2011. (X. 20.) Korm. határozat Az egyes kiemelt jelentőségű budapesti beruházásokért felelős kormánybiztos kinevezéséről és feladatairól
- 1352/2011. (X. 20.) Korm. határozat Az Országgyűlés fejezet 2010. évi kötelezettségvállalással nem terhelt maradványának felhasználásáról a budapesti Kossuth Lajos tér rekonstrukciójához és az Országház homlokzatai felújítása további ütemének elindításához kapcsolódóan
- 1353/2011. (X. 20.) Korm. határozat Az Andrássy negyed részeként az új nemzeti közgyűjteményi épületegyüttes megvalósításához és a Hősök tere forgalomcsillapításához szükséges intézkedésekről
- 1354/2011. (X. 20.) Korm. határozat Az államháztartásról szóló 1992. évi XXXVIII. törvény és egyes kapcsolódó törvények módosításáról szóló 2006. évi LXV. törvény 2/A. § (1) bekezdésében meghatározott személy kijelöléséről
- 1355/2011. (X. 21.) Korm. határozat Az állami fenntartású felsőoktatási intézmények működéséhez szükséges kormányzati intézkedésekről
- 1356/2011. (X. 21.) Korm. határozat A korkedvezményes nyugdíjat kiváltó ellátások és intézkedések kidolgozásáról
- 1357/2011. (X. 28.) Korm. határozat Az építésügyi szabályozás ésszerűsítéséről és az ehhez kapcsolódó szabványok felülvizsgálatáról
- 1358/2011. (X. 28.) Korm. határozat Az egyes kiemelt jelentőségű budapesti beruházásokért felelős kormánybiztos kinevezéséről és feladatairól szóló 1351/2011. (X. 20.) Korm. határozat módosításáról

##### November (1359−1407)
- 1359/2011. (XI. 5.) Korm. határozat A Magyar Köztársaság Kormánya és az Üzbég Köztársaság Kormánya között a gazdasági együttműködésről szóló megállapodás szövegének végleges megállapítására adott felhatalmazásról
- 1360/2011. (XI. 5.) Korm. határozat Költségvetési főfelügyelők és költségvetési felügyelők kirendeléséről
- 1361/2011. (XI. 8.) Korm. határozat Az új típusú megye koncepciójáról
- 1362/2011. (XI. 8.) Korm. határozat Az Országos Foglalkoztatási Közalapítvány közhasznú nonprofit gazdasági társasággá történő átalakításáról
- 1363/2011. (XI. 8.) Korm. határozat A nemzeti filmipar megújítása érdekében szükséges feladatok kiegészítő támogatásáról szóló 1238/2011. (VII. 11.) Korm. határozat módosításáról
- 1364/2011. (XI. 8.) Korm. határozat A természetjáró és kerékpáros turizmus, úthálózat és közlekedés fejlesztésével összefüggő kormányzati feladatokról
- 1365/2011. (XI. 8.) Korm. határozat A 2012. évi költségvetési hiánycél tartását biztosító további feladatokról
- 1366/2011. (XI. 8.) Korm. határozat A KEOP keretében megvalósuló „Mosoni-Duna és Lajta folyó térségi vízgazdálkodási rehabilitációja” című, ötmilliárd forintot meghaladó támogatási igényű projektjavaslat jóváhagyásáról
- 1367/2011. (XI. 8.) Korm. határozat A KEOP keretében megvalósuló „Szigetköz mentett oldali és hullámtéri vízpótló rendszer ökológiai célú továbbfejlesztése” című, ötmilliárd forintot meghaladó támogatási igényű projektjavaslat jóváhagyásáról
- 1368/2011. (XI. 8.) Korm. határozat Az Egészségbiztosítási Alap egyes jogcímcsoportjai tekintetében szükséges intézkedésekről
- 1369/2011. (XI. 8.) Korm. határozat A rendkívüli kormányzati intézkedések előirányzatból történő átcsoportosításról
- 1370/2011. (XI. 8.) Korm. határozat A rendkívüli kormányzati intézkedések előirányzatból történő átcsoportosításról
- 1371/2011. (XI. 8.) Korm. határozat A miniszteri szolgálati gépjárművek vagyonkezelői jogának átruházása, valamint az érintett gépjárművezetők áthelyezése kapcsán szükségessé vált előirányzat-átcsoportosításról
- 1372/2011. (XI. 8.) Korm. határozat A Nemzeti Tehetségügyi Koordinációs Fórum létrehozásáról és működéséről szóló 1119/2009. (VII. 23.) Korm. határozat módosításáról
- 1373/2011. (XI. 8.) Korm. határozat A Nemzeti Tehetség Program végrehajtásának 2011–2012. évi cselekvési programjáról
- 1374/2011. (XI. 8.) Korm. határozat Magyarország II. Nemzeti Energiahatékonysági Cselekvési Tervéről 2016-ig, kitekintéssel 2020-ra
- 1375/2011. (XI. 8.) Korm. határozat A Várbazár rekonstrukciójáról és a Budai Várnegyed hosszú távú fejlesztéséről, valamint a budavári királyi kertek revitalizációjáról, a Budai Várnegyed és környékének közlekedési problémáinak rendezéséről
- 1376/2011. (XI. 8.) Korm. határozat A Közigazgatási és Igazságügyi Minisztérium Igazgatása és a Miniszterelnökség közötti, a Nemzeti, EU-NATO Nyilvántartó létrehozásához kapcsolódó feladatok átadás-átvételével összefüggő létszám- és kapcsolódó igazgatási költség-vetési előirányzatok átcsoportosításáról
- 1377/2011. (XI. 8.) Korm. határozat A Közigazgatási és Elektronikus Közszolgáltatások Központi Hivatala és a Nemzeti Fejlesztési Minisztérium közötti, a kormányzati célú hálózatok üzemeltetési, működtetési tevékenység feltételeinek biztosításához szükséges előirányzat-átcsoportosításról
- 1378/2011. (XI. 8.) Korm. határozat A 2012-es Raoul Wallenberg Évről az embermentő diplomata születésének 100. évfordulója alkalmából és a Raoul Wallenberg Emlékbizottság
- 1379/2011. (XI. 8.) Korm. határozat A Magyar Köztársaság Kormánya és az Azerbajdzsáni Köztársaság Kormánya között a katasztrófák esetén történő együttműködésről és kölcsönös segítségnyújtásról szóló Megállapodás szövegének végleges megállapítására adott felhatalmazásról
- 1380/2011. (XI. 8.) Korm. határozat Egyes kormányhatározatok deregulációs célú felülvizsgálatáról
- 1381/2011. (XI. 10.) Korm. határozat Az olimpiai és paralimpiai felkészüléssel, az élsportolók kiemelt ellátásával kapcsolatos sportegészségügyi feladatok megvalósításáról
- 1382/2011. (XI. 10.) Korm. határozat Az olimpiai és paralimpiai felkészüléssel, az élsportolók kiemelt ellátásával kapcsolatos sportegészségügyi feladatok megvalósításának 2011. évi költségei fedezetének biztosításáról
- 1383/2011. (XI. 10.) Korm. határozat A rendkívüli kormányzati intézkedések előirányzatból történő átcsoportosításról
- 1384/2011. (XI. 15.) Korm. határozat A budapesti Istvánmező rehabilitációs programjáról, kiemelten a Budapesti Olimpiai Központ integrált rekonstrukciójáról (2011–2020) és a 2011. évi költségvetési egyensúlyt megtartó intézkedésekről szóló 1316/2011. (IX. 19.) Korm. határozat módosításáról
- 1385/2011. (XI. 15.) Korm. határozat A 2010. évi kötelezettségvállalással terhelt maradványok felhasználásáról
- 1386/2011. (XI. 17.) Korm. határozat A Magyar Köztársaság Kormánya és a Szerb Köztársaság Kormánya között a közúti, a vasúti és a vízi határforgalom ellenőrzéséről szóló Megállapodás szövegének végleges megállapítására adott felhatalmazásról
- 1387/2011. (XI. 17.) Korm. határozat Az ENSZ Élelmezési és Mezőgazdasági Szervezetével (FAO) szemben fennálló egyes tagállami kötelezettségek teljesítéséről
- 1388/2011. (XI. 17.) Korm. határozat A Magyar Köztársaság Kormánya és a Szerb Köztársaság Kormánya között a közúti, a vasúti és a vízi határforgalom ellenőrzéséről szóló Megállapodás szövegének végleges megállapítására adott felhatalmazásról
- 1389/2011. (XI. 18.) Korm. határozat Egyes kiemelt projektek nevesítésének visszavonásáról
- 1390/2011. (XI. 18.) Korm. határozat A MÁV vasúti dolgozóinak pénzügyi ösztönzéséről
- 1391/2011. (XI. 18.) Korm. határozat A rendkívüli kormányzati intézkedések előirányzatból történő átcsoportosításról
- 1392/2011. (XI. 18.) Korm. határozat A rendkívüli kormányzati intézkedések előirányzatból történő átcsoportosításról
- 1393/2011. (XI. 18.) Korm. határozat A rendkívüli kormányzati intézkedések előirányzatból történő átcsoportosításról
- 1394/2011. (XI. 18.) Korm. határozat A rendkívüli kormányzati intézkedések előirányzatból történő átcsoportosításról
- 1395/2011. (XI. 18.) Korm. határozat A rendkívüli kormányzati intézkedések előirányzatból történő átcsoportosításról
- 1396/2011. (XI. 18.) Korm. határozat A rendkívüli kormányzati intézkedések előirányzatból történő átcsoportosításról
- 1397/2011. (XI. 18.) Korm. határozat A 2011. évi központi költségvetés céltartalékából a IX. Helyi önkormányzatok támogatásai és átengedett személyi jövedelemadója fejezetbe történő előirányzat átcsoportosításáról
- 1398/2011. (XI. 18.) Korm. határozat A Magyar Fejlesztési Bank tőkehelyzetének rendezéséről
- 1399/2011. (XI. 22.) Korm. határozat A kormányzati döntés-előkészítést megalapozó tanulmánykészítési, továbbá kommunikációs stratégiai tanácsadási feladatok elvégzése tárgyú közbeszerzési eljárás megindításának engedélyezéséről szóló 1109/2011. (IV. 27.) Korm. határozat módosításáról
- 1400/2011. (XI. 22.) Korm. határozat Egyes KEOP öt milliárd forintot meghaladó támogatásra javasolt rekultivációs projektjavaslatok jóváhagyásáról
- 1401/2011. (XI. 24.) Korm. határozat A Nemzeti Fejlesztési Minisztérium és a Közigazgatási és Igazságügyi Minisztérium fejezetek közötti előirányzat-átcsoportosításról
- 1402/2011. (XI. 24.) Korm. határozat A KEOP keretében megvalósuló „Közép-Duna Vidéke Hulladékgazdálkodási Rendszer fejlesztése” című nagyprojekt javaslat jóváhagyásáról
- 1403/2011. (XI. 25.) Korm. határozat A fővárosi közösségi közlekedés zavartalan működtetéséhez szükséges intézkedésekről
- 1404/2011. (XI. 25.) Korm. határozat A Nemzetbiztonsági Kabinetről szóló 1308/2011. (IX. 6.) Korm. határozat módosításáról
- 1405/2011. (XI. 25.) Korm. határozat A vállalkozói adminisztratív költségek csökkentésére irányuló, Egyszerű Állam című középtávú kormányzati programról
- 1406/2011. (XI. 29.) Korm. határozat A Jó Állam fejlesztési koncepció végrehajtásának összehangolásáért felelős kormánybiztos kinevezéséről
- 1407/2011. (XI. 30.) Korm. határozat Az állambiztonsági szolgálatoknál keletkezett iratokkal összefüggő kormányzati feladatokról szóló 1283/2010. (XII. 15.) Korm. határozat visszavonásáról

##### December (1408−1522)
- 1408/2011. (XII. 1.) Korm. határozat A Nemzetgazdasági Tervezési Hivatal létrehozásával kapcsolatos intézkedésekről
- 1409/2011. (XII. 1.) Korm. határozat A Schengeni Információs Rendszer második generációjának (SIS II.) megvalósításához szükséges kormányzati intézkedéseket koordináló munkacsoport felállításáról
- 1410/2011. (XII. 1.) Korm. határozat A gazdaságbiztonsági rendszer létrehozásának feladatairól
- 1411/2011. (XII. 1.) Korm. határozat A Pesti Vigadó épületének rekonstrukciójához kapcsolódó feladatok és forrás átadásáról
- 1412/2011. (XII. 1.) Korm. határozat A hatvani Grassalkovich-kastély (Hatvan, 2713/4 hrsz. alatti) ingatlannak az Országos Magyar Vadászati Múzeum létrehozásával és a hatvani Grassalkovich-kastély turisztikai célú hasznosításával összefüggő versenyeztetés mellőzésével történő használatba, vagyonkezelésbe adásáról a Magyar Vadászati Múzeum Beruházó Nonprofit Közhasznú Korlátolt Felelősségű Társaság részére
- 1413/2011. (XII. 1.) Korm. határozat A foglalkoztatáspolitikai szervezetrendszer átalakításáról
- 1414/2011. (XII. 1.) Korm. határozat A Belga Királyság, a Bolgár Köztársaság, a Cseh Köztársaság, a Dán Királyság, a Németországi Szövetségi Köztársaság, az Észt Köztársaság, Írország, a Görög Köztársaság, a Spanyol Királyság, a Francia Köztársaság, az Olasz Köztársaság, a Ciprusi Köztársaság, a Lett Köztársaság, a Litván Köztársaság, a Luxemburgi Nagyhercegség, a Magyar Köztársaság, a Máltai Köztársaság, a Holland Királyság, az Osztrák Köztársaság, a Lengyel Köztársaság, a Portugál Köztársaság, Románia, a Szlovén Köztársaság, a Szlovák Köztársaság, a Finn Köztársaság, a Svéd Királyság, Nagy-Britannia és Észak-Írország Egyesült Királysága (az Európai Unió tagállamai) és a Horvát Köztársaság között, a Horvát Köztársaságnak az Európai Unióhoz történő csatlakozásáról szóló szerződés szövegének végleges megállapításáról és kihirdetéséről
- 1415/2011. (XII. 1.) Korm. határozat A Magyar Köztársaság Kormánya és Bosznia-Hercegovina Minisztertanácsa között az Európai Közösség és Bosznia-Hercegovina Minisztertanácsa között az engedély nélkül tartózkodó személyek visszafogadásáról szóló, Brüsszelben, 2007. szeptember 18-án aláírt Megállapodás végrehajtásáról szóló Jegyzőkönyv szövegének végleges megállapítására adott felhatalmazásról
- 1416/2011. (XII. 6.) Korm. határozat A Magyar Köztársaság Kormánya és a Szlovák Köztársaság Kormánya között a két ország közös államhatárán, Szécsény és Pető (Pet’ov) települések közötti Ipoly-híd és a kapcsolódó létesítmények megépítéséről 2007. november 16-án Párkányban aláírt Egyezményt módosító 1. Kiegészítés szövegének végleges megállapítására adott felhatalmazásról
- 1417/2011. (XII. 6.) Korm. határozat A Magyar Köztársaság Kormánya és a Szlovák Köztársaság Kormánya között a két ország közös államhatárán, Ráróspuszta és Rároš települések közötti Ipoly-híd és a kapcsolódó létesítmények megépítéséről 2007. november 16-án Párkányban aláírt Egyezményt módosító 1. Kiegészítés szövegének végleges megállapítására adott felhatalmazásról
- 1418/2011. (XII. 6.) Korm. határozat Az állami fenntartású felsőoktatási intézmények működéséhez szükséges kormányzati intézkedésekről szóló 1355/2011. (X. 21.) Korm. határozat módosításáról
- 1419/2011. (XII. 6.) Korm. határozat A Magyarországi Evangélikus Egyház számára 2011-ben rendezésre javasolt ingatlanokról, az e célra elkülönített költségvetési keret elosztásáról
- 1420/2011. (XII. 6.) Korm. határozat A Magyar Állam tulajdonában lévő Kecskemét, hrsz. 810, természetben az Erkel Ferenc u. 17. szám alatt található ingatlannak a Kecskeméti Református Egyházközség részére versenyeztetés mellőzésével történő vagyonkezelésbe adásáról
- 1421/2011. (XII. 6.) Korm. határozat Az egyes 2007–2013. évekre szóló operatív programok módosításáról
- 1422/2011. (XII. 6.) Korm. határozat A Vállalkozásfejlesztési Hitelprogram és az MFB Magyar Fejlesztési Bank Zrt. finanszírozási programjai árazásának átalakításáról
- 1423/2011. (XII. 6.) Korm. határozat A Nemzeti Stratégiai Referencia Keret fejlesztési forrásai kifizetésének gyorsításához szükséges feladatokról
- 1424/2011. (XII. 6.) Korm. határozat Az MFB Önkormányzati Infrastruktúrafejlesztési Program bevezetéséről, az önkormányzati hitelprogramok átalakításáról
- 1425/2011. (XII. 6.) Korm. határozat A rendkívüli kormányzati intézkedések előirányzatból történő átcsoportosításról és a 2011. évi költségvetési egyensúlyt megtartó intézkedésekről szóló 1316/2011. (IX. 19.) Korm. határozat módosításáról
- 1426/2011. (XII. 6.) Korm. határozat A rendkívüli kormányzati intézkedések előirányzatból történő átcsoportosításról
- 1427/2011. (XII. 6.) Korm. határozat A rendkívüli kormányzati intézkedések előirányzatból történő átcsoportosításról
- 1428/2011. (XII. 7.) Korm. határozat A Magyar Tudományos Akadémia kutatóhálózatának és egyéb költségvetési szerveinek átalakításáról
- 1429/2011. (XII. 7.) Korm. határozat A Kormány 2012. I. félévi munkatervéről
- 1430/2011. (XII. 13.) Korm. határozat A Nemzeti Társadalmi Felzárkózási Stratégiáról, valamint végrehajtásának a 2012-2014. évekre szóló kormányzati intézkedési tervéről
- 1431/2011. (XII. 13.) Korm. határozat A Magyar Honvédség Honvédkórház finanszírozási helyzetének rendezéséről, konszolidációjáról, kapacitáskihasználtságának növeléséről
- 1432/2011. (XII. 13.) Korm. határozat Az egészségügyi szolgáltatóknál alkalmazott, munkahelyi illetménypótlékra jogosultak egyszeri juttatásához szükséges intézkedésről
- 1433/2011. (XII. 13.) Korm. határozat A Magyar Köztársaság Kormánya és Ukrajna Miniszteri Kabinetje között a közúti és vasúti határforgalom ellenőrzéséről szóló Megállapodás szövegének végleges megállapítására adott felhatalmazásról
- 1434/2011. (XII. 13.) Korm. határozat A Szociális Családiház-építési Programról szóló 1279/2011. (VIII. 10.) Korm. határozat módosításáról
- 1435/2011. (XII. 13.) Korm. határozat Meghiúsult kötelezettségvállalás miatt kötelezettségvállalással nem terhelt, 2010. évi előirányzat-maradvány felhasználásáról
- 1436/2011. (XII. 13.) Korm. határozat Az Országos Rendőr-főkapitányság gazdálkodását érintő egyes kérdésekről
- 1437/2011. (XII. 13.) Korm. határozat A Nemzetbiztonsági Szakszolgálat és az Információs Hivatal esetében meg nem valósult technikai együttműködés előirányzatának visszarendezése céljából történő költségvetési fejezetek közötti előirányzat-átcsoportosításról
- 1438/2011. (XII. 13.) Korm. határozat A rendkívüli kormányzati intézkedések előirányzatból történő átcsoportosításról
- 1439/2011. (XII. 13.) Korm. határozat A kötelező egészségbiztosítás természetbeni ellátásainak 2011. év végi finanszírozásához szükséges lépésekről
- 1440/2011. (XII. 20.) Korm. határozat Az Európai Menekültügyi Alap, a harmadik országbeli állampolgárok beilleszkedését segítő európai alap, az Európai Visszatérési Alap és a Külső Határok Alap felelős hatóságainak és hitelesítő hatóságainak kijelöléséről, valamint a Külső Határok Alap intézményi rendszeréről
- 1441/2011. (XII. 20.) Korm. határozat Beruházási és beruházás tervezési költségek fedezetének biztosításához szükséges előirányzat átcsoportosításról
- 1442/2011. (XII. 20.) Korm. határozat A Nemzetbiztonsági Kabinetről szóló 1308/2011. (IX. 6.) Korm. határozat módosításáról
- 1443/2011. (XII. 20.) Korm. határozat Felsőszentiván Község Önkormányzata vis maior pályázatának támogatásáról
- 1444/2011. (XII. 20.) Korm. határozat Az Egyesült Nemzetek Biztonsági Tanácsának határozatai által joghátránnyal sújtott jogalanyok panaszbenyújtási eljárásrendjének meghatározásáról
- 1445/2011. (XII. 20.) Korm. határozat A központi költségvetési szerveknél foglalkoztatottak 2011. évi kompenzációjának elszámolásáról
- 1446/2011. (XII. 20.) Korm. határozat A Nemzetpolitikai Tárcaközi Bizottság létrehozásáról szóló 1177/2010. (VIII. 24.) Korm. határozat módosításáról
- 1447/2011. (XII. 21.) Korm. határozat A MÁV vasúti dolgozóinak 2011–2013. években történő pénzügyi ösztönzéséről
- 1448/2011. (XII. 22.) Korm. határozat A pénzügyi stabilitási gondokkal küzdő tagállamok megsegítését szolgáló, az uniós támogatással megvalósuló projektek átmeneti társfinanszírozás-emelésére vonatkozó segítségnyújtás igénybevételéről
- 1449/2011. (XII. 22.) Korm. határozat Egyes állami vagyonba tartozó ingatlanok ingyenes önkormányzati tulajdonba adásáról
- 1450/2011. (XII. 22.) Korm. határozat A Nemzeti Földalappal kapcsolatos bevételek és kiadások, valamint a Vidékfejlesztési Minisztérium fejezetek közötti átcsoportosításról
- 1451/2011. (XII. 22.) Korm. határozat A MÁV Zrt. adósságának részbeni átvállalásáról
- 1452/2011. (XII. 22.) Korm. határozat A jogszabállyal vagy közjogi szervezetszabályozó eszközzel létrehozott testületek felülvizsgálatáról szóló 1158/2011. (V. 23.) Korm. határozatban meghatározott feladatok végrehajtásáról
- 1453/2011. (XII. 22.) Korm. határozat A Társadalmi Megújulás Operatív Program 2011–2013. évekre szóló akciótervének és a Társadalmi Infrastruktúra Operatív Program 2011–2013. évekre szóló akciótevének módosításáról
- 1454/2011. (XII. 22.) Korm. határozat A Közlekedés Operatív Program keretében finanszírozott kiemelt projektek költségnövekményeinek jóváhagyásáról
- 1455/2011. (XII. 22.) Korm. határozat A „Budapest–Esztergom vasútvonal rekonstrukciója I. ütem” című nagyprojekt támogatásának növeléséről
- 1456/2011. (XII. 22.) Korm. határozat A GMO Munkacsoport létrehozásáról szóló 1289/2011. (VII. 22.) Korm. határozat módosításáról
- 1457/2011. (XII. 22.) Korm. határozat A Művészeti és Szabadművelődési Alapítvány megszüntetéséről
- 1458/2011. (XII. 22.) Korm. határozat A Külügyminisztérium és a Miniszterelnökség fejezetek közötti előirányzat-átcsoportosításról
- 1459/2011. (XII. 22.) Korm. határozat A 2010. május közepétől előforduló rendkívüli időjárási körülmények következtében kialakult ár- és belvízi helyzet okozta károk enyhítésére az Európai Unió Szolidaritási Alapjából Magyarország részére biztosított támogatás felhasználásáról és az 1174/2011. (V. 26.) Korm. határozat visszavonásáról
- 1460/2011. (XII. 22.) Korm. határozat A Nemzeti Fejlesztési Minisztérium és a Közigazgatási és Igazságügyi Minisztérium fejezetek közötti előirányzat-átcsoportosításról
- 1461/2011. (XII. 22.) Korm. határozat A „2011. évi magyar EU elnökségi feladatok” fejezeti kezelésű előirányzat fel nem használt részének más jogcímekre történő átcsoportosításáról
- 1462/2011. (XII. 22.) Korm. határozat Az egyes fejezetek közötti feladatok átadás-átvételével összefüggő létszám- és kapcsolódó igazgatási költségvetési előirányzatok átcsoportosításáról
- 1463/2011. (XII. 22.) Korm. határozat A Közigazgatási és Igazságügyi Minisztérium egyes szervezeti egységeinek elhelyezése kapcsán szükségessé vált előirányzat-átcsoportosításról
- 1464/2011. (XII. 22.) Korm. határozat Az Ipari Park Tanácsról
- 1465/2011. (XII. 22.) Korm. határozat A 2011 májusában bekövetkezett fagykárok enyhítését szolgáló intézkedésekről szóló 1252/2011. (VII. 21.) Korm. határozat módosításáról
- 1466/2011. (XII. 23.) Korm. határozat Az állami vagyon gyarapításával kapcsolatos egyes kérdésekről
- 1467/2011. (XII. 23.) Korm. határozat A Duna Makro-regionális Stratégiához kapcsolódó kormányzati szervezeti felépítésről és feladatokról
- 1468/2011. (XII. 23.) Korm. határozat A „Sajó völgye egyes településeinek árvízi biztonságát hosszútávra megteremtő beruházásokról” szóló 1028/2011. (II. 22.) Korm. határozatban nevesített beruházás többlet-forrásigényéről
- 1469/2011. (XII. 23.) Korm. határozat Az Informatikai Felhasználói Munkacsoport létrehozásáról
- 1470/2011. (XII. 23.) Korm. határozat A 2012. évi, határátlépéssel járó csapatmozgások engedélyezéséről
- 1471/2011. (XII. 23.) Korm. határozat A 2011. évi költségvetési egyensúlyt megtartó intézkedésekről szóló 1316/2011. (IX. 19.) Korm. határozatban elrendelt zárolás csökkentésre változtatásáról és a rendkívüli kormányzati intézkedések előirányzat megemeléséről
- 1472/2011. (XII. 23.) Korm. határozat A Nemzeti Lovarda Magyar Lovassport Szövetség részére történő vagyonkezelésbe adásáról
- 1473/2011. (XII. 23.) Korm. határozat A Nemzeti Gazdasági és Társadalmi Tanács titkársági feladatainak ellátásához szükséges intézkedésekről
- 1474/2011. (XII. 23.) Korm. határozat A Karrier Híd Programra forrás biztosítása a központi költségvetési szervek 2010. évi kötelezettségvállalással nem terhelt maradványából
- 1475/2011. (XII. 23.) Korm. határozat A rendkívüli kormányzati intézkedések előirányzatból történő átcsoportosításról
- 1476/2011. (XII. 23.) Korm. határozat A rendkívüli kormányzati intézkedések előirányzatból történő átcsoportosításról
- 1477/2011. (XII. 23.) Korm. határozat A rendkívüli kormányzati intézkedések előirányzatból történő átcsoportosításról
- 1478/2011. (XII. 23.) Korm. határozat A Belügyminisztérium, a Külügyminisztérium, a Honvédelmi Minisztérium és a Nemzeti Adó- és Vámhivatal fejezetei közötti előirányzat-átcsoportosításokról
- 1479/2011. (XII. 23.) Korm. határozat Az egyes közigazgatási szervek által használt elektronikus dokumentumok formátumáról és a nyílt forráskódú irodai szoftverek használatáról
- 1480/2011. (XII. 23.) Korm. határozat A IX. Helyi önkormányzatok támogatásai és átengedett személyi jövedelemadója fejezeten belüli előirányzat átcsoportosításáról
- 1481/2011. (XII. 23.) Korm. határozat A IX. Helyi önkormányzatok támogatásai és átengedett személyi jövedelemadója fejezeten belüli előirányzat átcsoportosításáról
- 1482/2011. (XII. 23.) Korm. határozat A IX. Helyi önkormányzatok támogatásai és átengedett személyi jövedelemadója fejezeten belüli előirányzat átcsoportosításáról
- 1483/2011. (XII. 23.) Korm. határozat A IX. Helyi önkormányzatok támogatásai és átengedett személyi jövedelemadója fejezeten belüli előirányzat átcsoportosításáról
- 1484/2011. (XII. 23.) Korm. határozat A 2010. évi kötelezettségvállalással terhelt, de meghiúsult, valamint a kötelezettségvállalással nem terhelt maradványok felhasználásáról
- 1485/2011. (XII. 23.) Korm. határozat A rendkívüli kormányzati intézkedések előirányzatból történő átcsoportosításról
- 1486/2011. (XII. 23.) Korm. határozat A rendkívüli kormányzati intézkedések előirányzatból történő átcsoportosításról
- 1487/2011. (XII. 23.) Korm. határozat A rendkívüli kormányzati intézkedések előirányzatból történő átcsoportosításról
- 1488/2011. (XII. 23.) Korm. határozat A rendkívüli kormányzati intézkedések előirányzatból történő átcsoportosításról
- 1489/2011. (XII. 23.) Korm. határozat A rendkívüli kormányzati intézkedések előirányzatból történő átcsoportosításról
- 1490/2011. (XII. 23.) Korm. határozat A rendkívüli kormányzati intézkedések előirányzatból történő átcsoportosításról
- 1491/2011. (XII. 23.) Korm. határozat Egyes állami vagyontárgyak ingyenes tulajdonba adásáról
- 1492/2011. (XII. 27.) Korm. határozat Magyarország Kormánya és a Középtávú Időjárás Előrejelzések Európai Központja (ECMWF) között Magyarországnak az ECMWF Egyezményhez való csatlakozásáról és az azzal kapcsolatos feltételekről szóló megállapodás szövegének végleges megállapítására adott felhatalmazásról
- 1493/2011. (XII. 27.) Korm. határozat A Kormányt egyes területfejlesztési intézményekben képviselő személyek kijelöléséről szóló 1184/2010. (IX. 6.) Korm. határozat és más kapcsolódó kormányhatározatok módosításáról
- 1494/2011. (XII. 27.) Korm. határozat Az Új Nemzedék Jövőjéért Program, a Kormány ifjúságpolitikai keretprogramjának elfogadásáról
- 1495/2011. (XII. 27.) Korm. határozat A KEOP keretében megvalósuló „Komárom-Almásfüzitői árvízvédelmi öblözet árvízvédelmi biztonságának javítása” című, ötmilliárd forintot meghaladó támogatási igényű projektjavaslat jóváhagyásáról
- 1496/2011. (XII. 27.) Korm. határozat A Roma Kulturális Központ létesítésével kapcsolatos feladatokról
- 1497/2011. (XII. 27.) Korm. határozat A 2011. március 1. és október 31. közötti vízkárelhárítási költségekről
- 1498/2011. (XII. 27.) Korm. határozat A közösségi agrár- és bormarketinggel kapcsolatos állami feladatok ellátásáról
- 1499/2011. (XII. 27.) Korm. határozat Az Ásotthalom és Bački Vinogradi (Királyhalom) között tervezett határátkelőhely megvalósításáról
- 1500/2011. (XII. 27.) Korm. határozat A Bethlen Gábor Alapkezelő Kiemelkedően Közhasznú Nonprofit Zártkörűen Működő Részvénytársaságra és a Corvinus Támogatásközvetítő és Tőkebefektetési Zártkörűen Működő Részvénytársaságra vonatkozó egyes feladatokról
- 1501/2011. (XII. 27.) Korm. határozat A Gazdaságfejlesztési Operatív Program 2011–2013. évekre szóló akciótervének módosításáról
- 1502/2011. (XII. 29.) Korm. határozat A rehabilitációs hatóság létrehozásáról
- 1503/2011. (XII. 29.) Korm. határozat Az Országos Gyógyszerterápiás Tanács létrehozásáról
- 1504/2011. (XII. 29.) Korm. határozat Az egészségügyi szolgáltatóknál alkalmazott, munkahelyi illetménypótlékra jogosultak egyszeri juttatásához szükséges, többletforrást biztosító intézkedésről
- 1505/2011. (XII. 29.) Korm. határozat A központi költségvetési szervek és az egészségügyi intézmények tartozásállományának csökkentéséről, valamint a gyógyszertámogatás és a gyógyászati segédeszköz támogatás kiadásaival kapcsolatos lépésekről
- 1506/2011. (XII. 29.) Korm. határozat A MALÉV Magyar Légiközlekedési Zrt. helyzetének rendezéséről
- 1507/2011. (XII. 29.) Korm. határozat A közfoglalkoztatás középtávú (2012–2014) koncepciójának végrehajtásával kapcsolatos feladatokról
- 1508/2011. (XII. 29.) Korm. határozat A nemzeti filmipar megújításáért felelős kormánybiztos kinevezéséről és feladatairól szóló 1008/2011. (I. 17.) Korm. határozat módosításáról
- 1509/2011. (XII. 29.) Korm. határozat A Magyar Államkincstár új számlavezető rendszeréről
- 1510/2011. (XII. 29.) Korm. határozat „A budapesti Istvánmező rehabilitációs programja, kiemelten a Budapesti Olimpiai Központ integrált rekonstrukciója 2011–2020” program építtetőjének személyéről, a XVII. Nemzeti Fejlesztési Minisztérium és a XX. Nemzeti Erőforrás Minisztérium fejezetek közötti, a Puskás Ferenc Stadion integrált rekonstrukciója fejezeti kezelésű előirányzat átcsoportosításáról
- 1511/2011. (XII. 29.) Korm. határozat A különféle kifizetések előirányzat terhére történő átcsoportosításról
- 1512/2011. (XII. 29.) Korm. határozat A Pécs Európa Kulturális Fővárosa 2010 program egyes kiemelt projektjei támogatásának növeléséről a Dél-dunántúli Operatív Program keretét érintően
- 1513/2011. (XII. 29.) Korm. határozat A rendkívüli kormányzati intézkedések előirányzatból történő átcsoportosításról
- 1514/2011. (XII. 30.) Korm. határozat A Széchenyi Kártya Program egyes konstrukciói támogatásának folytatásáról
- 1515/2011. (XII. 30.) Korm. határozat A Katasztrófavédelmi Koordinációs Kormánybizottság létrehozásáról, valamint szervezeti és működési rendjének meghatározásáról
- 1516/2011. (XII. 30.) Korm. határozat A budapesti Istvánmező rehabilitációs programjáról, kiemelten a Budapesti Olimpiai Központ integrált rekonstrukciójáról (2011–2020) és a 2011. évi költségvetési egyensúlyt megtartó intézkedésekről szóló 1316/2011. (IX. 19.) Korm. határozat módosításáról szóló 1384/2011. (XI. 15.) Korm. határozat módosításáról
- 1517/2011. (XII. 30.) Korm. határozat A 2011. évi költségvetéssel összefüggő egyes feladatokról
- 1518/2011. (XII. 30.) Korm. határozat A civil szervezetek költségvetési támogatásainak áttekintéséről
- 1519/2011. (XII. 30.) Korm. határozat A rendkívüli kormányzati intézkedések előirányzatból történő átcsoportosításról
- 1520/2011. (XII. 30.) Korm. határozat A Semmelweis Tervben meghatározott egészségügyi struktúra-átalakításhoz kapcsolódó, a Semmelweis Egyetem részére a Korányi projekt megvalósítása érdekében a Gyógyszerészeti és Egészségügyi Minőség- és Szervezetfejlesztési Intézet által átadandó forrásról
- 1521/2011. (XII. 30.) Korm. határozat A Magyar Állam kulturális javainak gyarapítását szolgáló források felhasználásáról
- 1522/2011. (XII. 30.) Korm. határozat A magyar–orosz gazdasági kapcsolatokért és a magyar–kínai kétoldalú kapcsolatok összehangolásáért felelős kormánybiztos kinevezéséről és feladatairól

### Miniszterelnöki rendeletek
- 1/2011. (IX. 12.) ME rendelet A kormányszóvivői teendők ellátásáért felelős miniszterelnöki biztos irányítási jogköréről

## Európai Unió

### A Tanács végrehajtási rendeletei
- A Tanács 282/2011/EU végrehajtási rendelete (2011. március 15.) a közös hozzáadottértékadó-rendszerről szóló 2006/112/EK irányelv végrehajtási intézkedéseinek megállapításáról

### A Bizottság rendeletei
- A Bizottság 65/2011/EU rendelete (2011. január 27.) a vidékfejlesztési támogatási intézkedésekre vonatkozó ellenőrzési eljárások, valamint a kölcsönös megfeleltetés végrehajtása tekintetében az 1698/2005/EK tanácsi rendelet végrehajtására vonatkozó részletes szabályok megállapításáról
- A Bizottság 187/2011/EU rendelete (2011. február 25.) a 882/2004/EK európai parlamenti és tanácsi rendeletnek bizonyos nem állati eredetű takarmányok és élelmiszerek behozatalára vonatkozó fokozott hatósági ellenőrzések tekintetében történő végrehajtásáról szóló 669/2009/EK rendelet I. mellékletének módosításáról
- A Bizottság 364/2011/EU rendelete (2011. április 13.) a 798/2008/EK bizottsági rendelet I. mellékletének módosításáról, az 1291/2008/EK bizottsági rendeletnek egyes baromfi és tojás esetében a 2160/2003/EK európai parlamenti és tanácsi rendelet szerint végrehajtott horvátországi szalmonella-ellenőrzési program tekintetében történő módosításáról, valamint a 925/2010/EU és 955/2010/EU bizottsági rendeletek helyesbítéséről (EGT-vonatkozású szöveg)
- A Bizottság 433/2011/EU rendelete (2011. május 4.) a 882/2004/EK európai parlamenti és tanácsi rendeletnek bizonyos nem állati eredetű takarmányok és élelmiszerek behozatalára vonatkozó fokozott hatósági ellenőrzések tekintetében történő végrehajtásáról szóló 669/2009/EK rendelet I. mellékletének módosításáról
- Az Európai Parlament és a Tanács 1169/2011/EU rendelete (2011. október 25.) a fogyasztók élelmiszerekkel kapcsolatos tájékoztatásáról, az 1924/2006/EK és az 1925/2006/EK európai parlamenti és tanácsi rendelet módosításáról és a 87/250/EGK bizottsági irányelv, a 90/496/EGK tanácsi irányelv, az 1999/10/EK bizottsági irányelv, a 2000/13/EK európai parlamenti és tanácsi irányelv, a 2002/67/EK és a 2008/5/EK bizottsági irányelv és a 608/2004/EK bizottsági rendelet hatályon kívül helyezéséről

### A Bizottság végrehajtási rendeletei
- A Bizottság 543/2011/EU végrehajtási rendelete (2011. június 7.) az 1234/2007/EK tanácsi rendeletnek a gyümölcs- és zöldség-, valamint a feldolgozottgyümölcs- és feldolgozottzöldség-ágazatra alkalmazandó részletes szabályainak a megállapításáról
- A Bizottság 1026/2011/EU végrehajtási rendelete (2011. október 14.) a gabonaágazatban a 2011. október 16-tól alkalmazandó behozatali vámok megállapításáról
- A Bizottság 1062/2011/EU végrehajtási rendelete (2011. október 20.) a Szerződés I. mellékletében nem szereplő áruk formájában exportált tojásra és tojássárgájára vonatkozó visszatérítési ráták rögzítéséről
- A Bizottság 1111/2011/EU végrehajtási rendelete (2011. november 3.) a Lactobacillus plantarum (NCIMB 30236) valamennyi állatfaj takarmányának adalékanyagaként való engedélyezéséről (EGT-vonatkozású szöveg)
- A Bizottság 1274/2011/EU végrehajtási rendelete (2011. december 7.) a 2012., 2013. és 2014. évre vonatkozó, a növényi és állati eredetű élelmiszerekben, illetve azok felületén található növényvédőszer-maradékok határértékének való megfelelés biztosítására, valamint a fogyasztók ilyen növényvédőszer-maradékokból eredő expozíciójának értékelésére irányuló, többéves összehangolt uniós ellenőrzési programról (EGT-vonatkozású szöveg)